# Proceso independentista de Cataluña de 2012-2022
El proceso independentista de Cataluña, más conocido como proceso catalán (en catalán: procés català) o simplemente el procés, fueron un conjunto de hechos sociales y políticos que se desarrollaron desde el año 2012 hasta 2022 en la comunidad autónoma de Cataluña con el objetivo de lograr la autodeterminación y la independencia de Cataluña respecto al resto de España.
En diciembre de 2012, el presidente de la Generalidad, Artur Mas (CiU), y Oriol Junqueras (ERC) firmaron un pacto de gobernabilidad comprometiéndose a la celebración de una consulta de autodeterminación en Cataluña. En enero de 2014 el Parlamento de Cataluña solicitó al Congreso de los Diputados la cesión de las competencias para la celebración de un referéndum independentista, solicitud que fue rechazada. En septiembre, el Parlamento catalán aprobó la Ley de consultas de Cataluña, que fue suspendida por el Tribunal Constitucional. El 9 de noviembre de 2014 se celebró el proceso participativo sobre el futuro político de Cataluña convocado por el presidente de la Generalidad Artur Mas en contra del Gobierno español y de la ley: con una participación estimada del 37,02%, el 80,76% votó a favor de que Cataluña fuera un Estado independiente. No hubo intervención policial para impedir la celebración de la consulta. 
En septiembre de 2015 se celebraron elecciones autonómicas «plebiscitarias» en las que ganó la coalición independentista Junts pel Sí. En septiembre de 2017 el Parlamento catalán aprobó la Ley del referéndum de autodeterminación, que fue suspendida por el Tribunal Constitucional. El 1 de octubre de 2017 se celebró el referéndum de independencia convocado por el presidente de la Generalidad Carles Puigdemont, declarado ilegal por el Tribunal Constitucional. La Policía Nacional y la Guardia Civil entraron en algunos colegios electorales para interrumpir la votación y requisaron las urnas, produciéndose escenas violentas, varias de las cuales fueron grabadas y mostradas en los medios de comunicación. Con una participación del 43,03%, el 90,18% votó a favor de la independencia. Además, el Parlamento catalán aprobó la Ley de transitoriedad jurídica para establecer el marco legal transitorio hasta la constitución de la república catalana, que fue suspendida por el Tribunal Constitucional. El 27 de octubre de 2017 se aprobó en el Parlamento de Cataluña la declaración unilateral de independencia, que no fue reconocida por ningún Estado del mundo. Ese mismo día el Gobierno de España presidido por Mariano Rajoy intervino la autonomía de Cataluña mediante la aplicación del artículo 155 de la Constitución española y destituyó al presidente Puigdemont. 
La intervención de la autonomía catalana terminó cuando, tras la celebración de elecciones autonómicas, Quim Torra fue nombrado presidente de la Generalidad en junio de 2018. Entre febrero y junio de 2019 se celebró el «juicio del procés», cuya sentencia se emitió en octubre del mismo año, condenando a penas de entre 9 y 13 años de prisión a los líderes del proceso independentista por delitos de sedición, malversación de caudales públicos y desobediencia. El 22 de junio de 2021 estos presos fueron indultados por el gobierno de Pedro Sánchez y fueron excarcelados al día siguiente. En octubre de 2022 se rompió la coalición de gobierno independentista catalana y ERC pasó a gobernar en solitario.

## Antecedentes

### Estatuto de 1979 y Gobierno de Pujol (1980-2003)

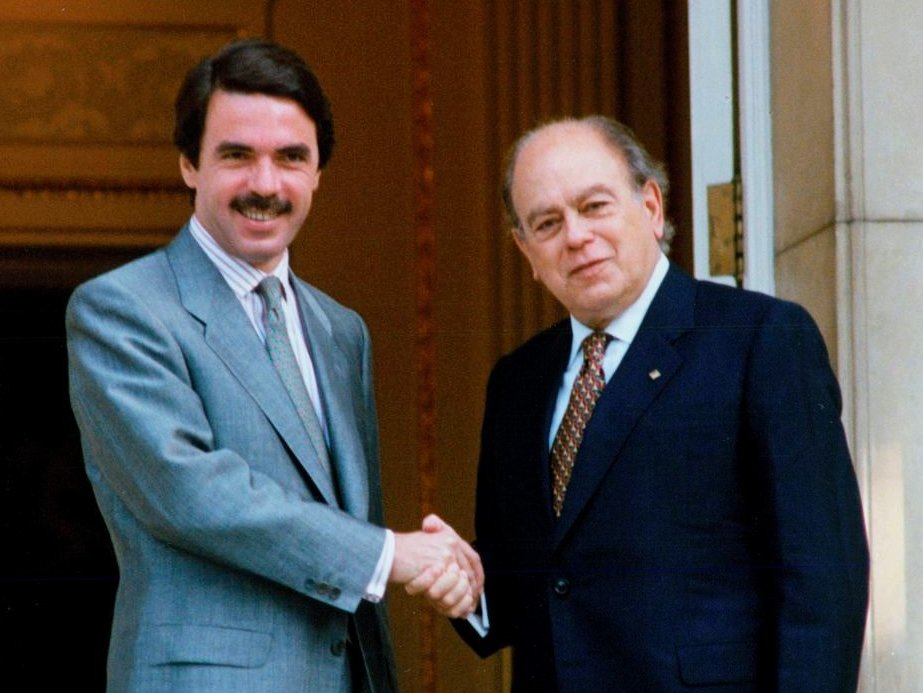
El presidente del Gobierno José María Aznar y el presidente de la Generalidad Jordi Pujol en 1996

La muerte del general Franco en 1975 marcó el fin de la dictadura y la apertura de un proceso de transición durante el que se celebraron las primeras elecciones democráticas de España en décadas. El proceso de cambio desembocó en la aprobación por las Cortes Generales de una Constitución consensuada por la mayor parte de las fuerzas políticas españolas y, particularmente, de las catalanas. Dicha ley fundamental fue ratificada en 1978 por los españoles en referéndum. En Cataluña, la Constitución fue apoyada por un 91,09 % de los votantes.
Una vez aprobada la Constitución, se tramitó la aprobación de un Estatuto de Autonomía para Cataluña. El proyecto fue sometido a referéndum en Cataluña en 1979. De todos los partidos con representación parlamentaria, solo el ultraderechista Fuerza Nueva pedía abiertamente el voto negativo con el argumento de que las autonomías acabarían rompiendo la unidad de España. Los demás partidos respondieron que no solo no sucedería tal cosa, sino que se solucionarían los problemas que el centralismo no pudo resolver. El Estatuto recibió el apoyo del 88,15 % de los votantes, siendo la participación del 59,30 %. El nuevo Estatuto, aprobado por las Cortes Generales, contemplaba la existencia de un órgano legislativo, el Parlamento de Cataluña, y otro ejecutivo, el Gobierno de Cataluña, además de otras instituciones. En 1980 se celebraron las primeras elecciones al Parlamento de Cataluña.
El Estado de las autonomías, pese a cierta indefinición constitucional en torno a aspectos como el grado de descentralización asumible por las comunidades o incluso el número de estas, se desarrolló «rápidamente y con notable éxito» desde sus inicios hasta finales del siglo XX. Al final del periodo se había llegado a un Estado con un importante nivel de devolución de competencias, habiéndose cumplido y sobrepasado la mayoría de los objetivos del catalanismo político de finales del siglo XIX y comienzos del XX en la cuestión de su relación con el Estado español. Jordi Pujol, del partido Convergència Democràtica de Catalunya (CDC) y de su federación Convergència i Unió (CiU), defendió el concepto general de «Europa de las regiones» en la medida en que permitía las «naciones sin Estado».
Pujol gobernó Cataluña desde 1980 hasta 2003. Durante esos años, CiU se caracterizó por colaborar a la gobernabilidad de España, apoyando tanto a Adolfo Suárez durante la Transición (siendo Pujol una pieza clave de la construcción de la España de las Autonomías) como al PSOE de Felipe González en 1993 y al Partido Popular de José María Aznar tras las elecciones generales de 1996.

### Primer Gobierno tripartito y el nuevo Estatuto (2003-2006)
Las elecciones al Parlamento de Cataluña de 2003 pusieron fin a la etapa «pujolista». Se formó un gobierno de coalición tripartito entre el Partit dels Socialistes de Catalunya (PSC), Esquerra Republicana de Cataluña (ERC) e Iniciativa per Catalunya Verds - Esquerra Unida i Alternativa (ICV-EUiA), bajo la presidencia del socialista Pasqual Maragall, que puso en marcha la reforma del Estatuto de 1979 con el fin de aumentar el autogobierno de Cataluña.

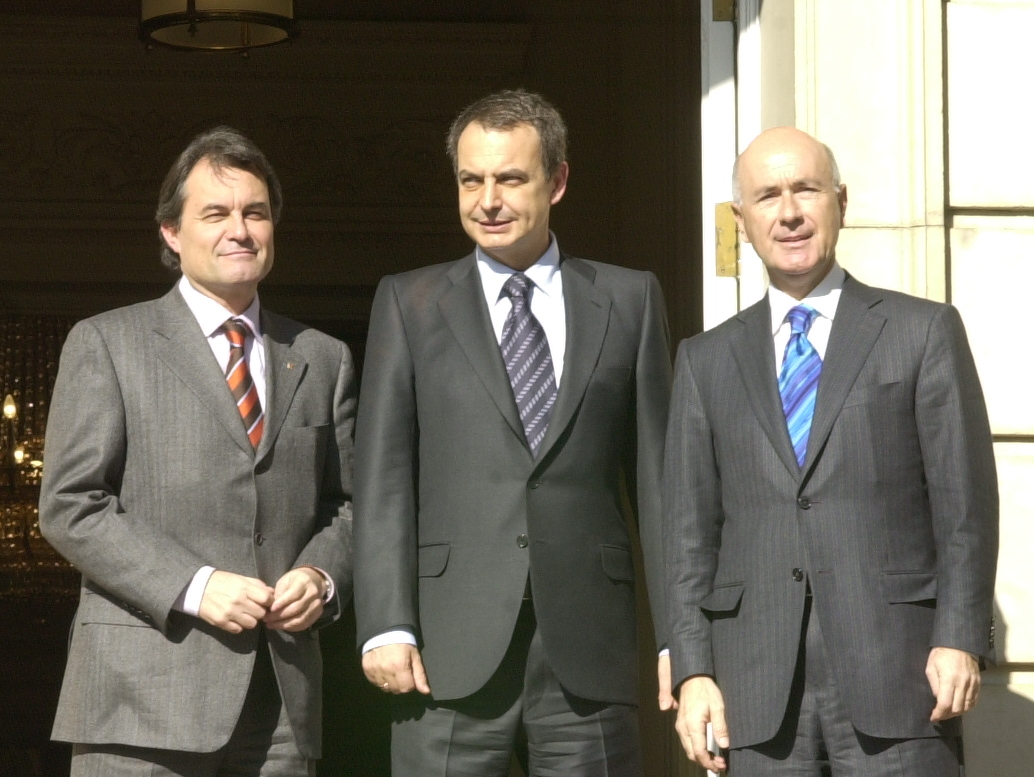
El presidente del Gobierno Rodríguez Zapatero con Artur Mas (CDC) y Duran i Lleida (UDC) en enero de 2006

Numerosos analistas sitúan la corrupción de CiU, partido que había gobernado Cataluña, como detonante del inicio del proceso independentista. Por ejemplo, según Joan Herrera el independentismo se usó para «tapar con la senyera» casos de corrupción como el saqueo del Palau de la Música o las comisiones del Caso 3%. En febrero de 2005, el presidente de la Generalidad Pasqual Maragall denunció en el Parlamento catalán:

Vostès tenen un problema, i aquest problema es diu tres per cent.
Ustedes tienen un problema, y ese problema se llama tres por ciento.
Pasqual Maragall a Artur Mas, en el Parlament, 24 de febrero de 2005

En septiembre de 2005 el Parlamento de Cataluña aprobó el nuevo Estatuto de Autonomía de Cataluña, con 120 votos a favor (CiU, PSC, ERC y ICV-EUiA) y 11 votos en contra (PPC). A continuación la propuesta de reforma fue presentada al Congreso de los Diputados. Las Cortes Generales introdujeron modificaciones importantes al texto aprobado por el Parlamento de Cataluña a pesar de que José Luis Rodríguez Zapatero, cuando era el candidato socialista a la presidencia del Gobierno de España, se había comprometido a apoyar el Estatuto que aprobase el Parlamento de Cataluña sin alterarlo.
En marzo de 2006 se aprobó una nueva propuesta de Estatuto pactada por CiU y PSOE en las Cortes Generales con los votos favorables de PSOE, CiU, PNV, IU, BNG y CC; los votos en contra de PP, ERC y EA; y la abstención de Chunta Aragonesista y Nafarroa Bai. Posteriormente, el nuevo Estatuto fue ratificado por el Parlamento de Cataluña, aunque con menos votos que la vez anterior: 97 a favor (CiU, PSC e ICV-EUiA) y 38 en contra (ERC y PPC). ERC pasó a votar en contra al considerar insuficiente el Estatuto después de los recortes por parte de las Cortes Generales de España.
El 18 de junio de 2006 el Estatuto fue sometido al referéndum de los ciudadanos de Cataluña. Con un 48,9 % de participación, el Sí obtuvo un 73,2 % y el No un 20,6 %. Según algunos analistas, el nuevo Estatuto perseguía principalmente un aggiornamento del texto anterior que consiguiera un aumento de la capacidad de toma de decisiones políticas por parte del gobierno catalán y el reconocimiento de «la singularidad» de Cataluña en España.

### Segundo Gobierno tripartito (2006-2010)

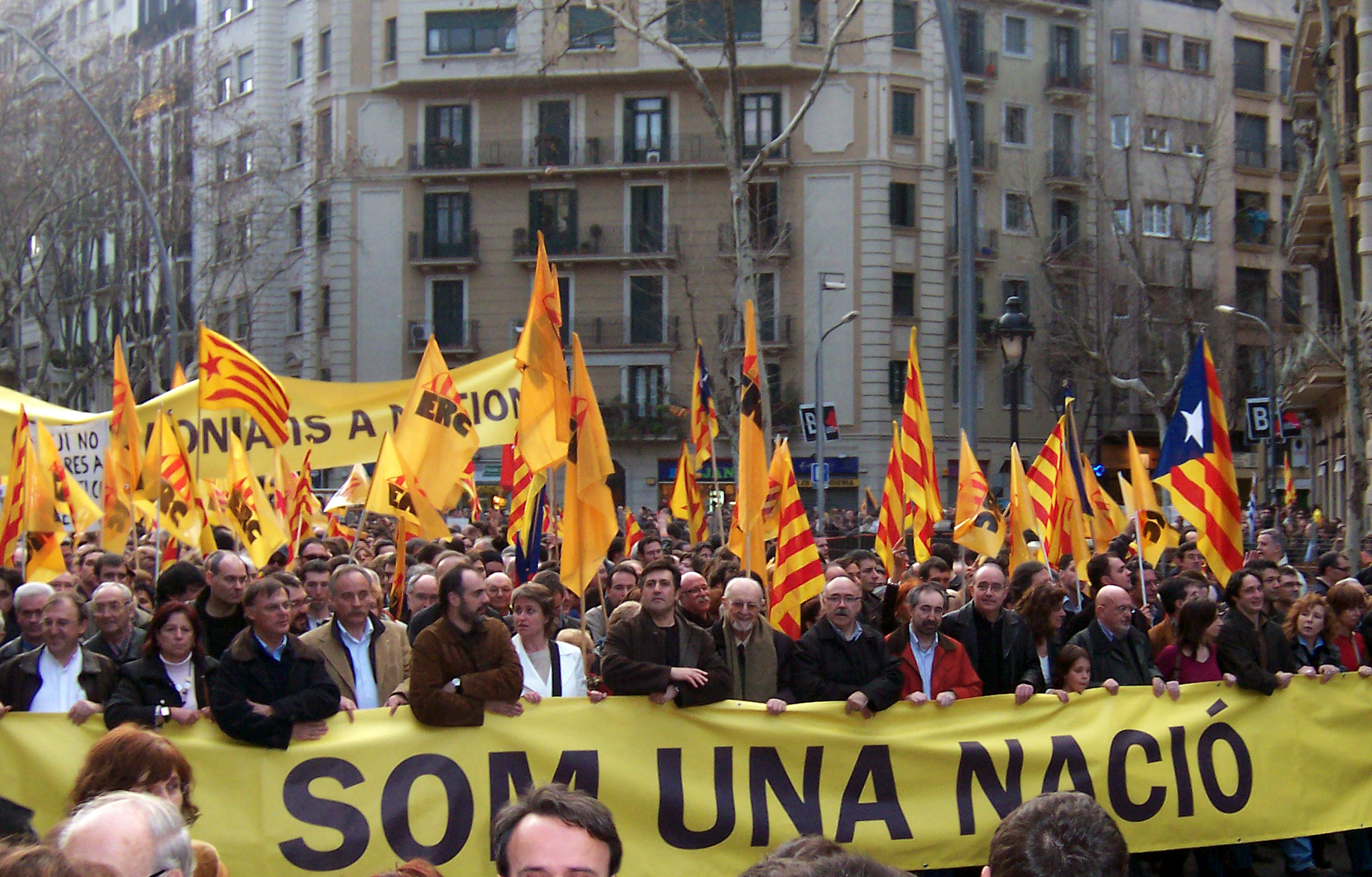
Manifestación «Som una nació i tenim el dret de decidir» (2006)

Tras la aprobación del nuevo Estatuto pese a la baja participación en el referéndum, el nacionalismo catalán inició entre 2006 y 2010 una «metamorfosis» que le llevaría a defender una salida al bloqueo del modelo territorial fuera del marco de la Constitución española de 1978 y que progresivamente iría siendo asumida por una parte considerable de la ciudadanía catalana. Un cambio reforzado por una movilización popular cada vez más presente.
El primer hito en esa movilización fue la manifestación del 18 de febrero de 2006 con el lema «Som una nació i tenim el dret de decidir» («Somos una nación y tenemos derecho a decidir») convocada por la Plataforma por el Derecho a Decidir y respaldada por Esquerra Republicana de Cataluña (ERC), mientras se estaba debatiendo en el Congreso de Diputados el proyecto de nuevo Estatuto de Autonomía de Cataluña de 2006. «Ese día y por primera vez, de una manera descarada, el catalanismo salió a la calle para reclamar el derecho a decidir».
Una serie de obras publicadas en 2007 fueron poniendo los cimientos de la mutación ideológica del catalanismo político. En L’engany, Vicenç Villatoro advertía que el segundo tripartito presidido por José Montilla estaba aboliendo el «eje nacional» sustituyéndolo por el eje derecha-izquierda. En El preu de ser catalans, Patricia Gabancho dejaba claro en el subtítulo del libro lo que pretendía denunciar: Una cultura mil·lenària en vies d’extinció. Alfons López Tena, en Catalunya sota Espanya. L’opressió nacional en democràcia, defendía abiertamente la independencia como única vía para la supervivencia de Cataluña. También aparecieron artículos en la prensa como los de Ferran Mascarell en los que afirmaba que el reconocimiento del derecho a decidir era la única alternativa para evitar que Cataluña continuara «desdibujando su personalidad».
El «derecho a decidir» fue asumido también por Convergencia Democrática de Cataluña que dio un «giro copernicano» abandonando el «autonomismo». El 1 de diciembre de 2007 tuvo lugar en Barcelona una segunda gran manifestación independentista, convocada de nuevo por la Plataforma por el Derecho a Decidir bajo el lema «Som una nació i diem PROU! Tenim dret a decidir sobre les nostres infraestructures» («¡Somos una nación y decimos BASTA! Tenemos derecho a decidir sobre nuestras infraestructuras») debido a una serie de problemas en las infraestructuras catalanas: un apagón eléctrico en Barcelona, el colapso del aeropuerto de Barcelona y las interrupciones y los atrasos de los trenes de cercanías de RENFE del área de Barcelona. En los tres casos los organismos responsables eran de competencia estatal (Red Eléctrica, AENA y Adif). A la manifestación, en la que abundaron los gritos a favor de la independencia, ya no acudieron solo dirigentes de ERC como en la del año anterior, sino que en la cabecera también estuvieron figuras públicas vinculadas a Convergencia o al Partit dels Socialistes de Catalunya. Así, «un problema de infraestructuras, que se tendría que haber resuelto por medio de una fuerte inversión fruto de la negociación política, también se usó para ampliar la base de la movilización independentista».

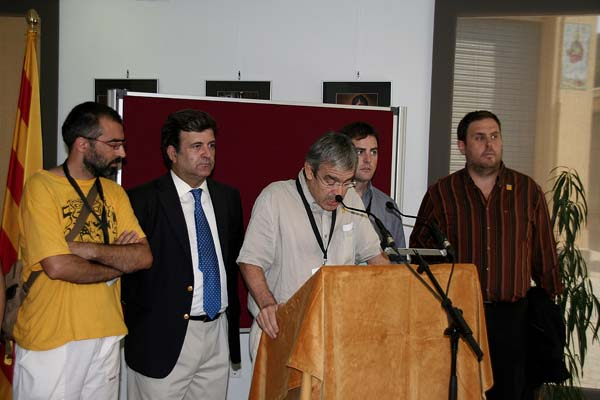
Comisión evaluadora de la consulta sobre la independencia de Cataluña en Arenys de Munt (2009)

En 2009 se produjo un nuevo impulso del procés en cuanto a la movilización social con las consultas populares sobre la independencia en varias localidades catalanas. La primera se celebró en Arenys de Munt con la pregunta: «¿Está de acuerdo con que Cataluña se convierta en un Estado de derecho, independiente, democrático y social, integrado en la Unión Europea?». Durante el año y medio siguiente se fueron celebrando las consultas, culminando con la de Barcelona en abril de 2011. Aunque carecían de validez legal y la participación en las mismas fue bastante baja, demostraban que existía una movilización social favorable a la independencia. En su organización participaron unas 60.000 personas y en las votaciones alrededor de 700.000.
Frente a la política de colaboración con el gobierno central que defendía el presidente José Montilla, tanto Esquerra Republicana como CiU fueron definiendo una postura cada vez más clara a favor de la superación del marco autonómico. Artur Mas, líder de CiU, además del «derecho a decidir» comenzó a incluir en sus discursos el término «Estado propio» y empezó a hablar del «déficit fiscal» y de los «agravios» de todo tipo que padecía Cataluña. Que el autonomismo era contemplado ya como una vía muerta por el nacionalismo catalán lo puso de manifiesto el editorial conjunto de los periódicos catalanes publicado el 26 de noviembre de 2009 con el título «La dignidad de Cataluña», en el que expresaban su preocupación por la sentencia que fuera a emitir el Tribunal Constitucional sobre el Estatuto de Autonomía.

#### Manifestación contra el recorte del Estatuto (julio de 2010)

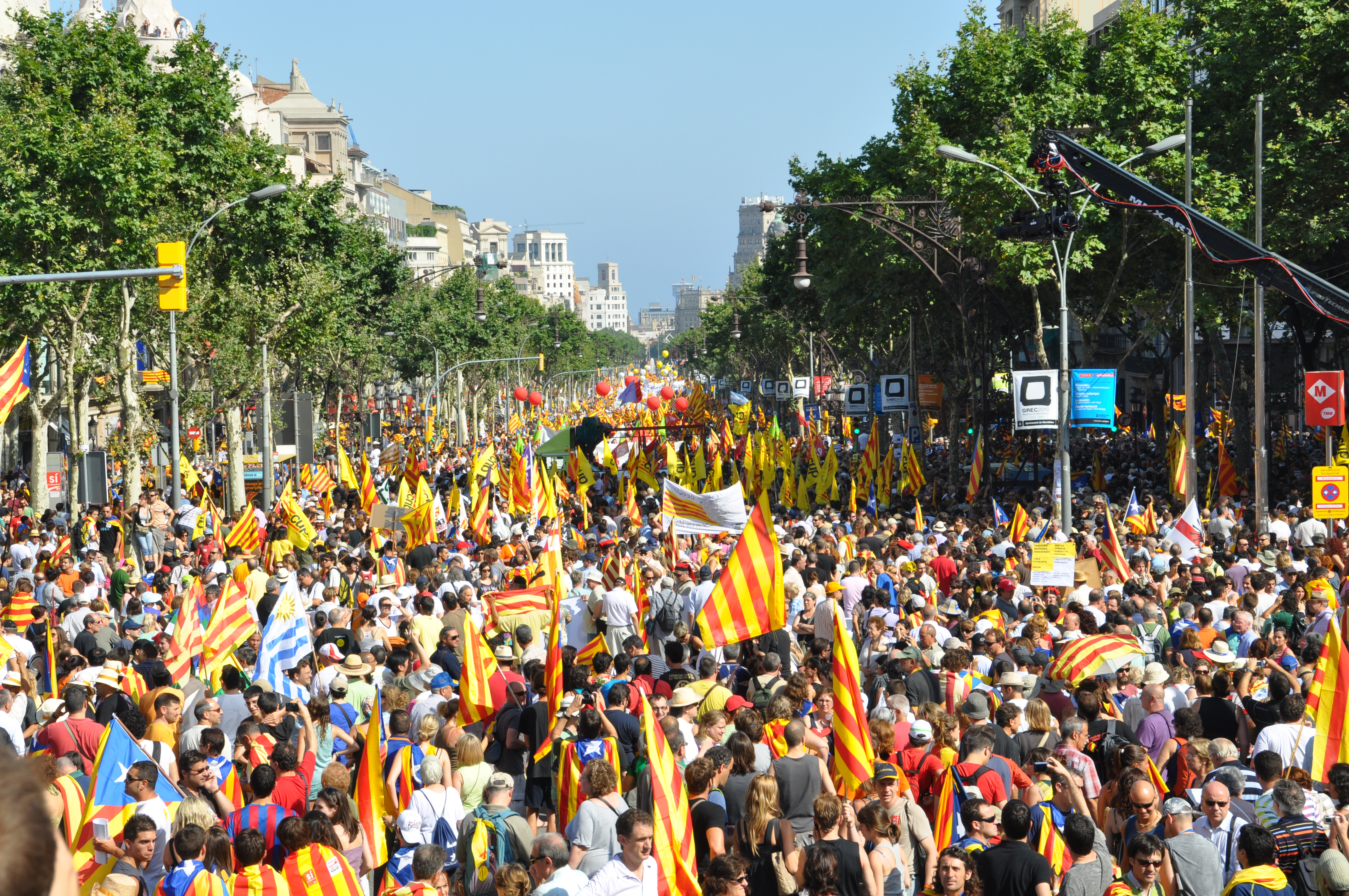
Manifestantes en la manifestación «Som una nació. Nosaltres decidim»

El 28 de junio de 2010 se conoció la sentencia del Tribunal Constitucional sobre el Estatuto de Autonomía de Cataluña de 2006 que supuso un nuevo recorte al texto aprobado por el Parlamento de Cataluña cinco años antes. La sentencia respondía al recurso de inconstitucionalidad interpuesto en julio de 2006 por el Partido Popular, al que siguieron otros seis recursos presentados por el Defensor del Pueblo y los gobiernos de las comunidades autónomas de Aragón, Baleares, Comunidad Valenciana, La Rioja y Región de Murcia, todas ellas gobernadas por el Partido Popular. Fue la primera vez que el Tribunal Constitucional se pronunció acerca de un estatuto autonómico.
Según algunos analistas, la sentencia supuso que no se ampliara sustancialmente la autonomía política catalana, pero no constituyó un retroceso. No lo interpretó así la mayoría de las fuerzas políticas catalanas. La decisión del tribunal constitucional generó un profundo descontento entre los partidos impulsores del Estatuto, que apoyaron una manifestación de protesta organizada por la entidad de defensa de la cultura catalana Òmnium Cultural en Barcelona bajo el lema «Somos una nación. Nosotros decidimos». También secundaron la manifestación los sindicatos y cerca de 1.600 entidades. Encabezaron la marcha el presidente de la Generalidad de Cataluña, José Montilla, y el del Parlamento de Cataluña, Ernest Benach. El PSC trató de dar un carácter institucional a la marcha y centrarla en la protesta contra el Tribunal Constitucional pero los lemas y banderas independentistas dominaron la manifestación. Montilla se vio incluso obligado a abandonarla precipitadamente. Los organizadores afirmaron que se trató de la manifestación más multitudinaria de la historia de Cataluña hasta esa fecha. Las cifras de participación oscilaron entre los 425.000 calculados por el periódico El País y los 1.500.000 que cifró Òmnium Cultural.
La sentencia del Tribunal Constitucional supuso el final del pacto tripartito (PSC, ERC y ICV-EUiA) del gobierno catalán, la apertura de disensiones internas en el propio PSC y la mejora de perspectivas electorales por parte de CiU.

### Gobierno de Mas (2010-2012)

#### Elecciones autonómicas de 2010

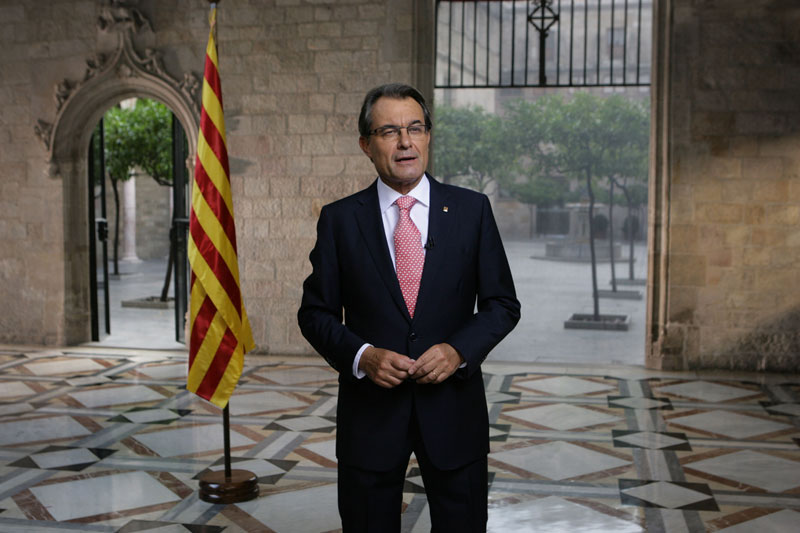
Artur Mas, 8.º presidente de la Generalidad de Cataluña moderna

En 2007, Artur Mas, presidente de CiU, que no había obtenido mayoría en las elecciones autonómicas de 2006 y había tenido que dejar paso de nuevo al gobierno tripartito, inició un proceso de «refundación» del catalanismo bajo la denominación La Casa Gran del Catalanisme («Casa Grande del Catalanismo»), en el cual planteaba que Cataluña debía tener el «derecho a decidir». Inicialmente, las reivindicaciones de CiU se centraban en aspectos prácticos como la gestión de las infraestructuras.
En las elecciones autonómicas de 2010, CiU incluyó como punto fundamental de su programa electoral el «derecho a decidir», centrado en la necesidad de que Cataluña dispusiera de un nuevo modelo de financiación, similar al concierto económico del País Vasco, el «pacto fiscal», excluyendo la posibilidad de celebrar una consulta sobre la independencia, al menos en la siguiente legislatura. Durante la campaña, Mas declaró que solo apoyaría al PSOE o al PP tras la celebración de las siguientes elecciones generales si se comprometían a conceder el pacto fiscal a Cataluña, y que no consideraba que para ello fuese necesario reformar la Constitución española, argumentando que ni el concierto vasco y el convenio navarro figuraban como tales en la constitución. Durante la campaña electoral, ERC, que hasta entonces formaba parte del gobierno y que pedía un referéndum de autodeterminación en su programa electoral, se había ofrecido a apoyar la investidura de Mas, si lo necesitase, sin requerir de CiU que convocase dicha consulta.
Las elecciones dieron la victoria a CiU, con 62 escaños, pero sin conseguir la mayoría absoluta. Artur Mas se presentó al debate de investidura con un discurso en el que proponía que Cataluña comenzase una «transición nacional» hacia la aplicación plena del «derecho a decidir» de los catalanes, que comenzaría con la formación de un frente común en defensa de un pacto fiscal similar al concierto vasco. Según Mas, la sentencia del Tribunal Constitucional en relación con el Estatuto de 2006 había dado por terminado el pacto constitucional entre Cataluña y España. En su discurso no excluyó explícitamente la independencia, pero, sin nombrarla, la descartó por el momento. Ningún partido votó a favor de su investidura en primera ronda. ERC, porque Mas no contemplaba la celebración de un referéndum de autodeterminación y el Partido Popular, por estar en contra del planteamiento de Mas respecto al derecho a decidir.

#### Protestas del 15-M (2011)

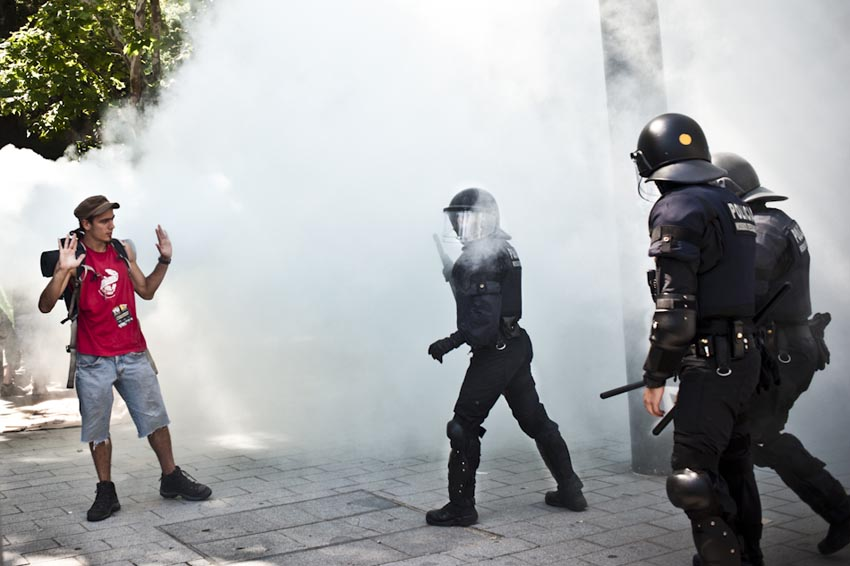
Un manifestante del 15-M delante de los Mozos de Escuadra en las protestas del 15 de junio de 2011 frente al Parlamento de Cataluña. Los diputados tuvieron que entrar escoltados en vehículos blindados y el entonces president Artur Mas lo hizo en helicóptero, en una imagen muy comentada.

En 2011 estalló en toda España el movimiento de protesta social 15-M. Desde el punto de vista de la cuestión territorial, el movimiento no simpatizaba con el nacionalismo ni el independentismo provocando reacciones como la del exvicepresidente de la Generalidad Carod Rovira de ERC claramente en contra del movimiento.
En Cataluña el 15 de junio de 2011 los manifestantes del 15-M produjeron incidentes frente al Parlamento que obligaron a una parte de los políticos a entrar escoltados en vehículos blindados, y al ya entonces presidente Artur Mas a entrar en helicóptero. El diputado convergente Gerard Figueras, que acudió a pie al hemiciclo, fue sorprendido por los manifestantes, insultado, escupido y tuvo que pedir auxilio a los policías mientras que otros políticos también sufrieron insultos, escupitajos y lanzamiento de objetos varios.
Numerosos periodistas, políticos e intelectuales han indicado que estas protestas fueron una de las claves que explicarían la posterior sucesión de acontecimientos. Por ejemplo, el periodista Enric Juliana admitió años después que el proceso independentista pudo haber sido creado para intentar desviar la atención de la crisis económica y las protestas ciudadanas.

#### El «pacto fiscal» (julio de 2012)
El 25 de julio de 2012 el Parlamento de Cataluña aprobó el denominado «pacto fiscal» —un texto que proponía que Cataluña se dotara de un sistema fiscal nuevo con semejanzas al concierto económico que regula la relación tributaria entre la Administración General del Estado de España y la comunidad autónoma del País Vasco— con el apoyo a la totalidad de CiU, ICV-EUiA y ERC y la abstención del PP. El 20 de septiembre de 2012 Artur Mas, presidente de la Generalidad de Cataluña se reunió con Mariano Rajoy que respondió que no había margen para negociar la propuesta. Artur Mas señaló que Cataluña deberá realizar una profunda reflexión y a tomar decisiones, ya que el «pacto fiscal» se veía como la última posibilidad de entendimiento entre Cataluña y el resto de España.
Hay que indicar que durante la transición el gobierno central ofreció al gobierno catalán que este tuviera un régimen económico similar al navarro o al vasco y fue rechazado por el entonces líder Jordi Pujol porque creía que una Hacienda catalana sería muy impopular y porque pensaba que no conseguiría un alto grado de eficiencia en la recaudación fiscal.

#### Movilizaciones independentistas (2012)

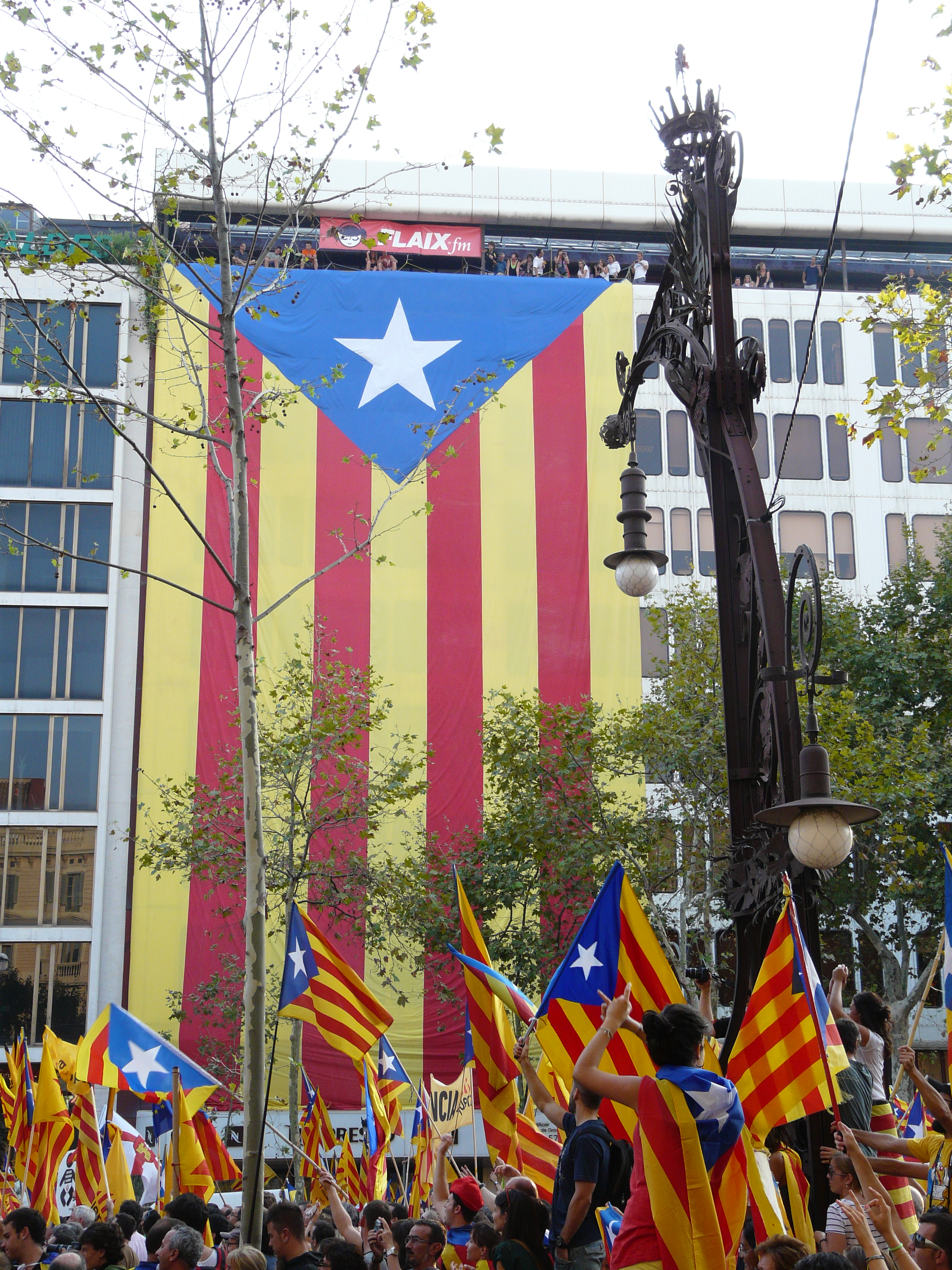
Bandera estelada durante la Manifestación "Catalunya, nou estat d'Europa" (2012)

A lo largo de 2012 varios municipios y consejos comarcales catalanes se pronunciaron en favor de la independencia y sus plenos aprobaron declararse «territorio catalán libre», añadiendo que la legislación española solo estaría en vigor en dichos municipios de «forma provisional» hasta que el parlamento catalán dictase una nueva legislación. El primer municipio en aprobar la moción fue San Pedro de Torelló el 3 de septiembre de 2012.
Durante la fiesta del Día Once de Septiembre de 2012 tuvo lugar en Barcelona la manifestación Catalunya, nou estat d'Europa («Cataluña, nuevo estado de Europa») organizada por la organización independentista Asamblea Nacional Catalana. Se consideró la manifestación más multitudinaria hasta la fecha en Cataluña, a la que acudieron 600 000 personas según la Delegación del Gobierno y 2 000 000 según los organizadores.

#### El proyecto de la consulta
El Parlamento de Cataluña aprobó el 27 de septiembre de 2012 una resolución pidiendo celebrar un referéndum de autodeterminación de Cataluña durante la X legislatura del Parlamento de Cataluña «prioritariamente», con posterioridad a las elecciones autonómicas de 2012. La resolución obtuvo 84 votos a favor (CiU, ICV-EUiA, ERC, SI, más otros dos diputados), 21 en contra (PPC y Cs) y 25 abstenciones (PSC). El Presidente de la Generalidad de Cataluña, Artur Mas, declaró en el discurso ante el Parlamento que había llegado la hora de que el pueblo de Cataluña ejerciera el derecho de autodeterminación.
Durante varios meses, los partidarios del referéndum no lograron un consenso acerca de qué pregunta sería formulada en la consulta —un referéndum consultivo, no vinculante—. En octubre de 2012, durante la campaña electoral previa a las elecciones autonómicas, Artur Mas propuso que la pregunta fuera «¿Usted desea que Cataluña sea un nuevo Estado de la UE?» Sin embargo su socio en CiU, Josep Antoni Duran i Lleida, líder de UDC, se opuso tres meses después a que la consulta únicamente ofreciese la independencia como alternativa al estatus actual.
En marzo de 2013 ERC pidió que la pregunta fuera «¿Usted cree que Cataluña debería ser un Estado independiente?», con solo dos respuestas posibles: «Sí» y «No». y en septiembre de 2013 se opuso públicamente a la opinión de Artur Mas, que en ese momento barajaba la posibilidad de que el referéndum incluyera varias preguntas. Finalmente, en diciembre de 2013 CiU, ERC, ICV-EUiA y CUP alcanzaron un acuerdo para formular una pregunta con dos apartados en el referéndum: «¿Quiere que Cataluña sea un Estado?» y «En caso afirmativo, ¿quiere que este Estado sea independiente?».

## Gobierno de Mas (2012-2015)

### Elecciones autonómicas de 2012

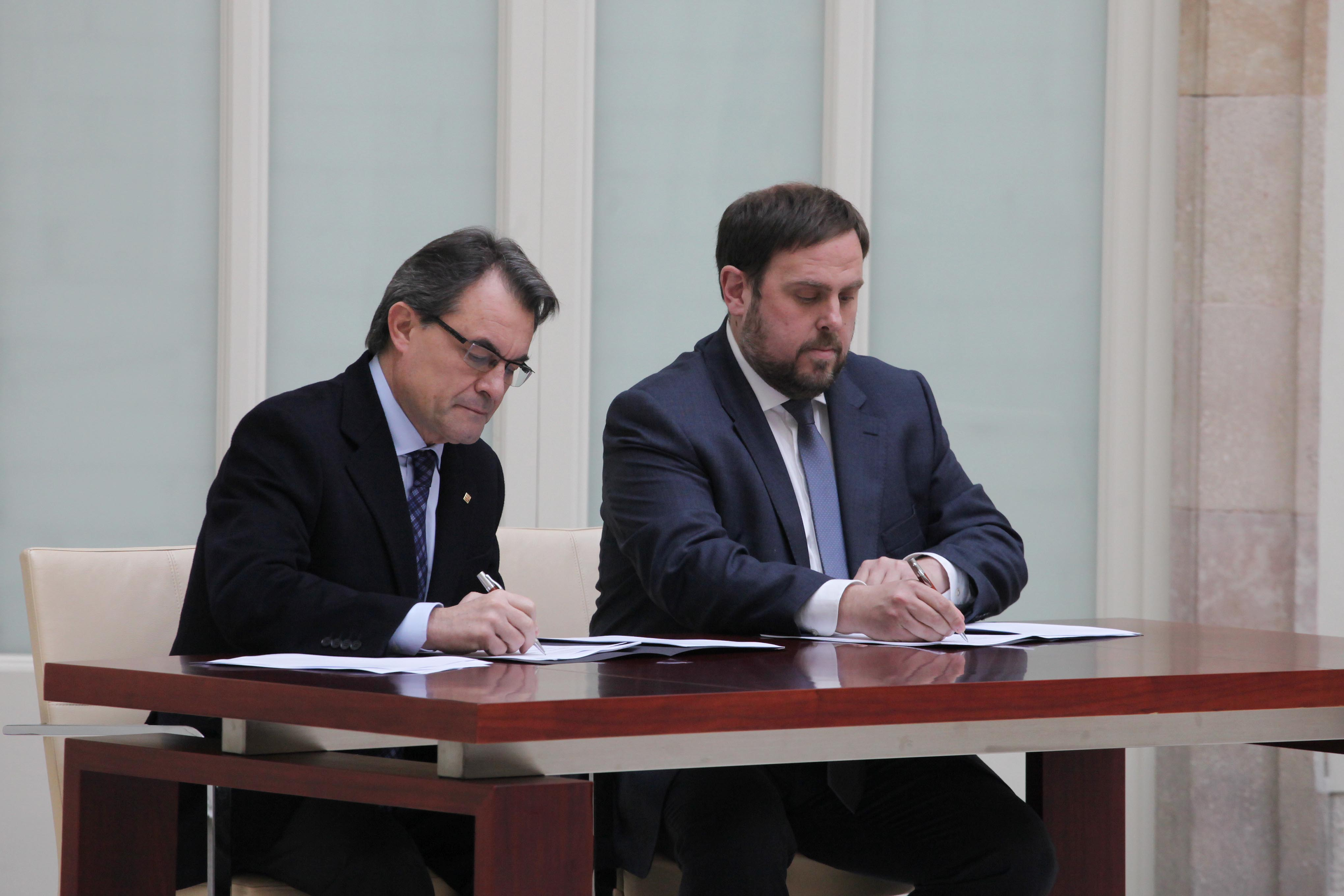
Artur Mas (CiU) y Oriol Junqueras (ERC) firmando el pacto de gobernabilidad

Después de la negativa del Gobierno de Rajoy a negociar sobre el «pacto fiscal», CiU decidió que no tenía sentido seguir con la legislatura, ya que esa era su propuesta política más importante. Esta circunstancia, unida a la gran participación en la manifestación de la Diada de 2012, empujó a CiU a convocar elecciones anticipadas y presentarse esta vez con una consulta de autodeterminación en el programa electoral. Las elecciones se celebraron el 25 de noviembre de 2012. CiU volvió a ser la fuerza política más votada, aunque bajó en número de escaños. Las candidaturas partidarias de la realización de la consulta aumentaron su representación en el Parlamento de Cataluña, pasando de 86 diputados en la IX legislatura (CiU, ICV-EUiA, ERC y SI) a 87 en la X legislatura (CiU, ERC, ICV-EUiA y CUP).
Tras las elecciones, CiU negoció con ERC su apoyo a la investidura de Artur Mas como presidente de la Generalidad de Cataluña. El 19 de diciembre de 2012 firmaron un pacto de gobernabilidad que incluyó entre sus puntos la denominada «Consulta sobre el futuro político de Cataluña». Se comprometieron a convocar una consulta para que el «pueblo de Cataluña» pudiera decidir si quería constituirse en un «nuevo Estado en Europa». El acuerdo estipuló que la fecha de la consulta debería ser pactada entre ambas formaciones, las cuales se comprometieron a llevarlo a cabo en 2014 «salvo que el contexto socioeconómico y político requieran una prórroga». El acuerdo permitió que Artur Mas fuera investido Presidente de la Generalidad de Cataluña por segunda vez.

### Declaración de soberanía
El 23 de enero de 2013 el Parlamento de Cataluña aprobó la «Declaración de Soberanía y del derecho a decidir del Pueblo de Cataluña» con 85 votos a favor, 41 en contra, 2 abstenciones y 5 diputados que se negaron a votar. Votaron a favor CiU (50 diputados), ERC (21) y ICV-EUiA (13). Votaron en contra PPC (19) y Cs (9). De los diputados del PSC, 15 votaron en contra y 5 no votaron pese a estar en el hemiciclo, desobedeciendo así las órdenes de la dirección del partido de votar en contra de la propuesta. La CUP dio un «sí crítico» con 1 voto a favor y 2 abstenciones.
En marzo de 2014 el Tribunal Constitucional dictaminó que la declaración de soberanía era "inconstitucional y nula", y por tanto no amparaba la celebración de un referéndum de autodeterminación en Cataluña. No obstante el gobierno de la Generalidad minimizó el impacto de la sentencia.

### Diada 2013

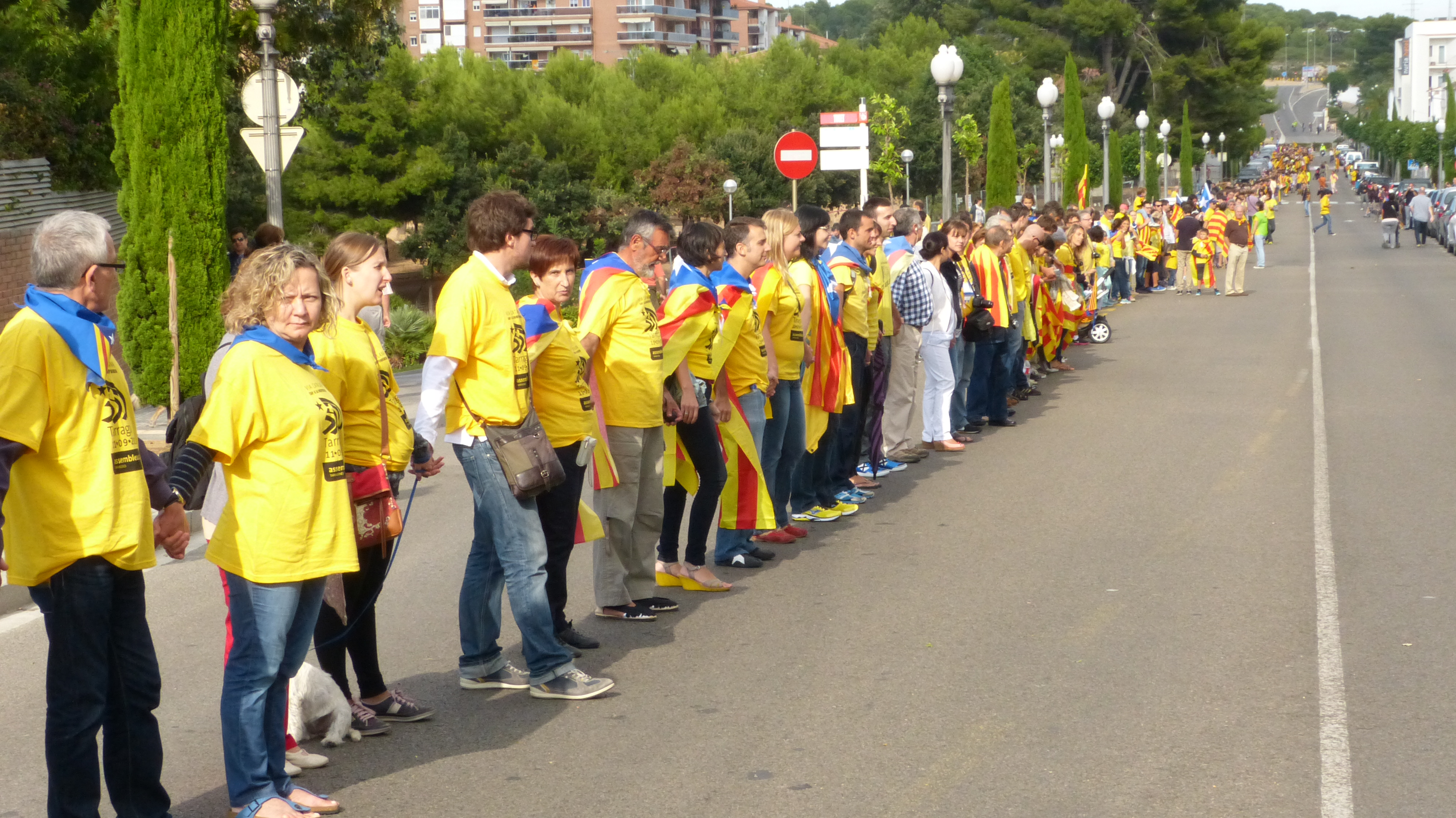
Tramo de la Vía Catalana hacia la independencia

La Asamblea Nacional Catalana durante la fiesta del Día Once de Septiembre de 2013 organizó la Vía Catalana hacia la Independencia, una cadena humana de unos 400 km a lo largo de Cataluña. Apoyaron la cadena los partidos CiU y ERC así como otras 14 entidades de Cataluña. Siguió el trazado de la antigua Vía Augusta, desde la localidad francesa de El Pertús hasta la localidad valenciana de Vinaroz (ambas incluidas), atravesando Cataluña de norte a sur. Los organizadores animaron a los habitantes de los denominados "Países Catalanes" (Comunidad Valenciana, Islas Baleares y el departamento francés de Pirineos Orientales) a participar en la cadena o en actos simultáneos.

### La "confesión" de Jordi Pujol

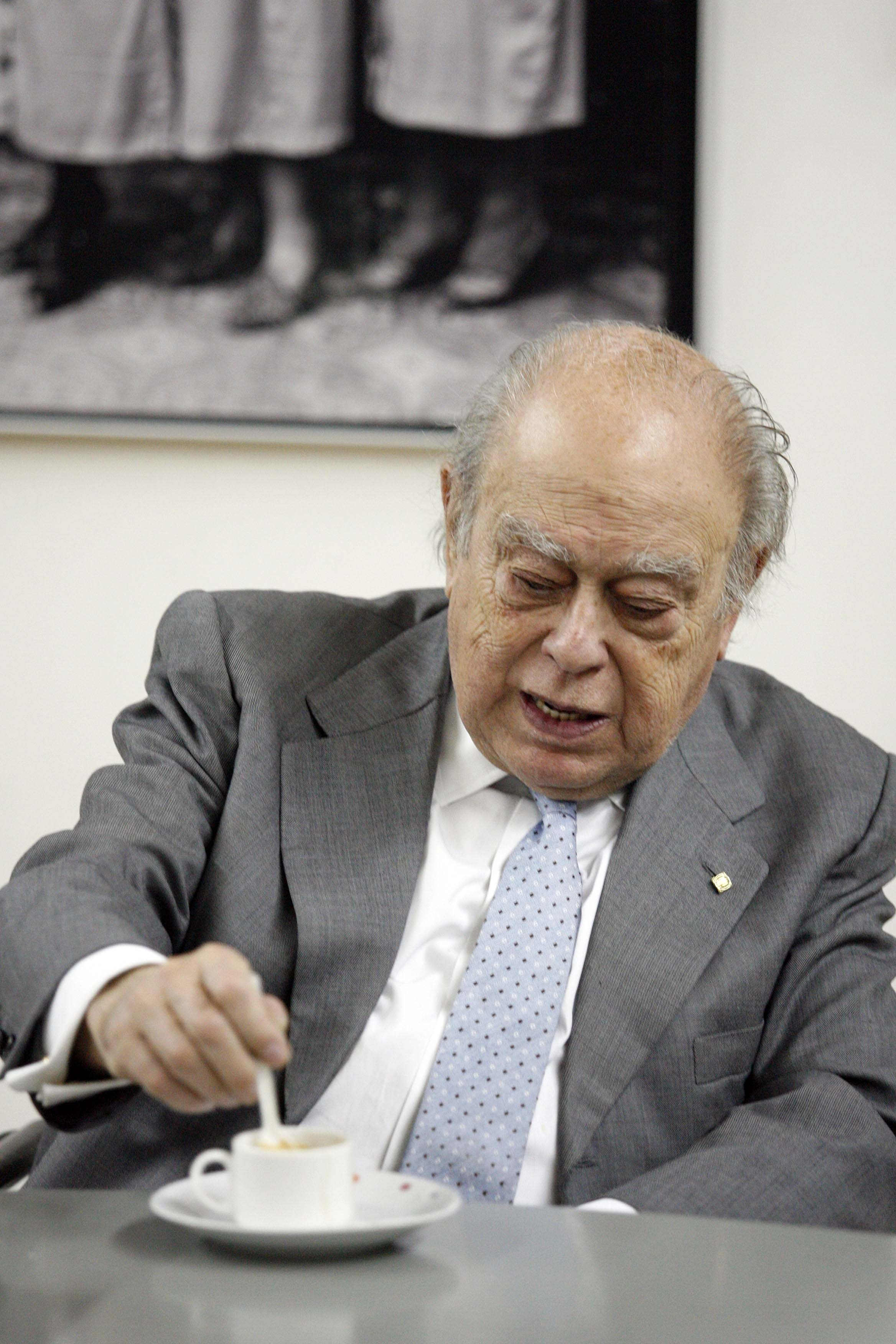
El 25 de julio de 2014 Jordi Pujol convulsionó a toda la sociedad catalana -y al resto de la española- al reconocer públicamente que habido tenido dinero oculto en paraísos fiscales ya desde la época en que fue president (1980-2003).

El 25 de julio de 2014, el que hubiera sido president durante 20 años, Jordi Pujol, reconoció en un comunicado enviado a varios medios haber ocultado a la Hacienda Pública durante 34 años «un dinero ubicado en el extranjero», según sus afirmaciones procedente de su padre Florenci Pujol. En ese comunicado Pujol lamentaba no haber encontrado nunca el «momento adecuado» para la regularización de esas cantidades y pedía perdón a la opinión pública.
Según varios medios, se trataría de en torno a cuatro millones de euros, ubicados en Andorra, que se habrían beneficiado de la amnistía fiscal (o regularización extraordinaria) promovida por el Gobierno de España en 2012. La confesión de Jordi Pujol generó gran controversia política habida cuenta del enorme ascendiente que Jordi Pujol había tenido durante 30 años en la sociedad catalana.
Tras estas revelaciones, numerosos miembros de la familia Pujol-Ferrusola acabaron investigados por la policía. Jordi Pujol Ferrusola acabó en la cárcel aunque salió meses después tras depositar una fianza.

### Consulta independentista del 9-N
En diciembre de 2013 el presidente de la Generalidad anunció su intención de celebrar el referéndum el 9 de noviembre de 2014 con una pregunta con dos apartados: «¿Quiere que Cataluña sea un Estado?» y «En caso afirmativo, ¿quiere que este Estado sea independiente?». Inmediatamente el Gobierno de España advirtió de que tal referéndum no tendría lugar por contravenir la Constitución española.

#### Petición de la cesión de competencias
El 16 de enero de 2014 el Parlamento de Cataluña votó una petición al Congreso de los Diputados para que la Generalidad de Cataluña pudiera celebrar un referéndum consultivo sobre el futuro político de Cataluña. Se aprobó con 87 votos a favor y 43 en contra. Votaron a favor CiU (50 diputados), ERC (21) e ICV-EUiA (13) así como tres diputados del PSC que rompieron la disciplina de voto. Votaron en contra PPC (18), PSC (16) y Cs (9). La CUP (3) se abstuvo a pesar de estar a favor de realizar el referéndum, por considerar que no se debía pedir permiso a Madrid.
El 8 de abril de 2014 el Congreso de los Diputados rechazó la petición, por 299 votos en contra frente a 47 a favor. Votaron en contra PP (185), PSOE (107), UPyD (5), UPN (1) y Foro Asturias (1). Votaron a favor CiU (16), Izquierda Plural (11), PNV (5), BNG (2), Amaiur (7), ERC (3), Compromís (1) y Geroa Bai (1). Se abstuvo el diputado de Coalición Canaria (1).

#### Diada 2014
El 11 de septiembre de 2014 la Asamblea Nacional Catalana y Òmnium Cultural organizaron una concentración que se realizó en la Gran Vía y avenida Diagonal de Barcelona, bajo el lema «Ahora es la Hora, unidos por un país nuevo», formando los concentrados una «V» que simbolizaba las palabras «voluntad, votar y victoria». Un cálculo estadístico por parte de Llorenç Badiella, responsable del Servicio de Estadística Aplicada de la Universidad de Barcelona arrojó una cifra de alrededor de 900 000 participantes en la «V». La delegación de gobierno estimó la asistencia de la concentración en 520 000 personas, mientras que la guardia urbana cifró la asistencia en 1 800 000.
La Asamblea Nacional Catalana, conjuntamente con la Asociación de Municipios por la Independencia, presentó el 15 de septiembre al Parlamento de Cataluña 750.000 firmas en favor de que el Parlamento declare la independencia si no se puede celebrar la consulta el 9 de noviembre. La campaña se fundamenta, según sus organizadores, en reclamar la independencia a través del derecho de petición, recogido en la legislación autonómica y estatal.

#### Ley de consultas

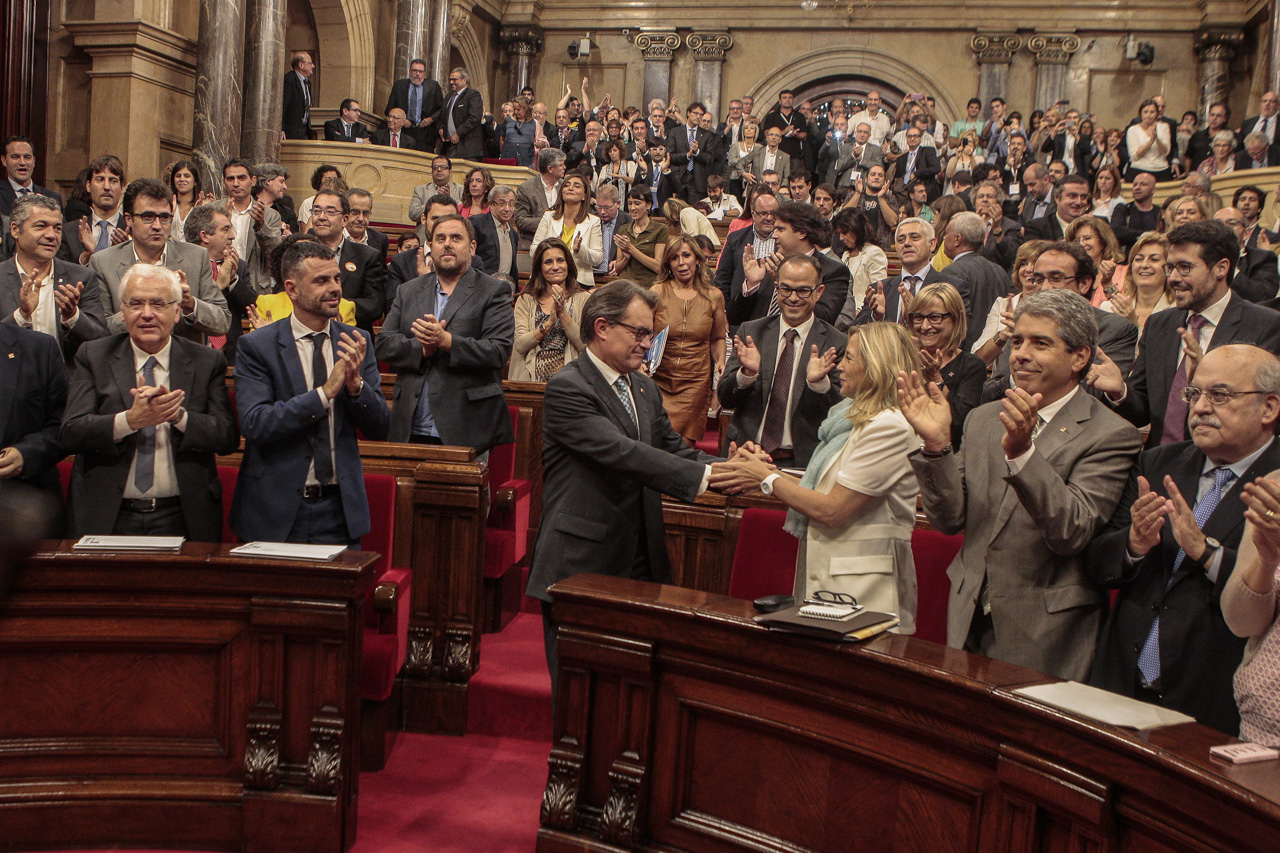
El Parlamento de Cataluña, tras aprobar la Ley de Consultas

Tras el rechazo del Congreso de los Diputados a la petición de la cesión de la competencia para convocar y celebrar referéndums, CiU y ERC empezaron a elaborar una ley de consultas que amparase la convocatoria anunciada para el 9 de noviembre, construyendo un sistema legal alternativo al de un posible referéndum. En julio de 2014, la ponencia correspondiente del Parlamento catalán finalizó la redacción del proyecto y en agosto el Consejo de Garantías Estatutarias de Cataluña avaló la legalidad de la ley por 5 votos a favor y 4 en contra, al señalar que la ley estaba amparada por el artículo 122 del Estatuto. Los 4 juristas que presentaron votos particulares argumentaron que la ley vulneraba la Constitución.
En septiembre, la ley de consultas fue aprobada por el Parlamento de Cataluña con 106 votos a favor y 28 en contra. Votaron a favor CiU, ERC, PSC, ICV y CUP, y en contra el PP y Cs. Aunque apoyó la ley, el PSC manifestó que la ley no amparaba legalmente la «consulta» prevista para el 9N. El portavoz de CiU Josep Rull afirmó que la ley «encaja plenamente en la Constitución y en el Estatuto». La Asociación de Municipios por la Independencia y la Asociación Catalana de Municipios realizaron un llamamiento para que los consistorios mostrasen su apoyo a la ley de consultas. El 96,2 % de los 947 ayuntamientos catalanes aprobó mociones de apoyo. El 27 de septiembre el presidente de la Generalidad de Cataluña, Artur Mas, firmó el decreto de convocatoria de la consulta explicando que había llegado el momento de ejercer el «derecho a decidir» y reafirmó que estaba abierto a pactar la consulta hasta el último momento con el Estado. El coste previsto de la consulta era de casi 9 millones de euros.
Tras un informe favorable del Consejo de Estado, el Gobierno presentó dos recursos de inconstitucionalidad contra la ley de consultas y contra el decreto de convocatoria. El Tribunal Constitucional admitió a trámite los recursos quedando suspendida cautelarmente la consulta. Al día siguiente, el gobierno de Cataluña anunció la suspensión «cautelar y temporal» de la campaña del 9N, evitando enfrentarse a un posible delito de desobediencia. El 1 de octubre, el Gobierno de Cataluña presentó un recurso contra la impugnación de la consulta argumentando un genérico derecho de participación de la ciudadanía en procesos electorales tratando de diferenciar consultas, referéndums y vinculación de los mismos. El 3 de octubre los partidos favorables a la consulta acordaron continuar defendiendo la consulta.

#### Proceso participativo

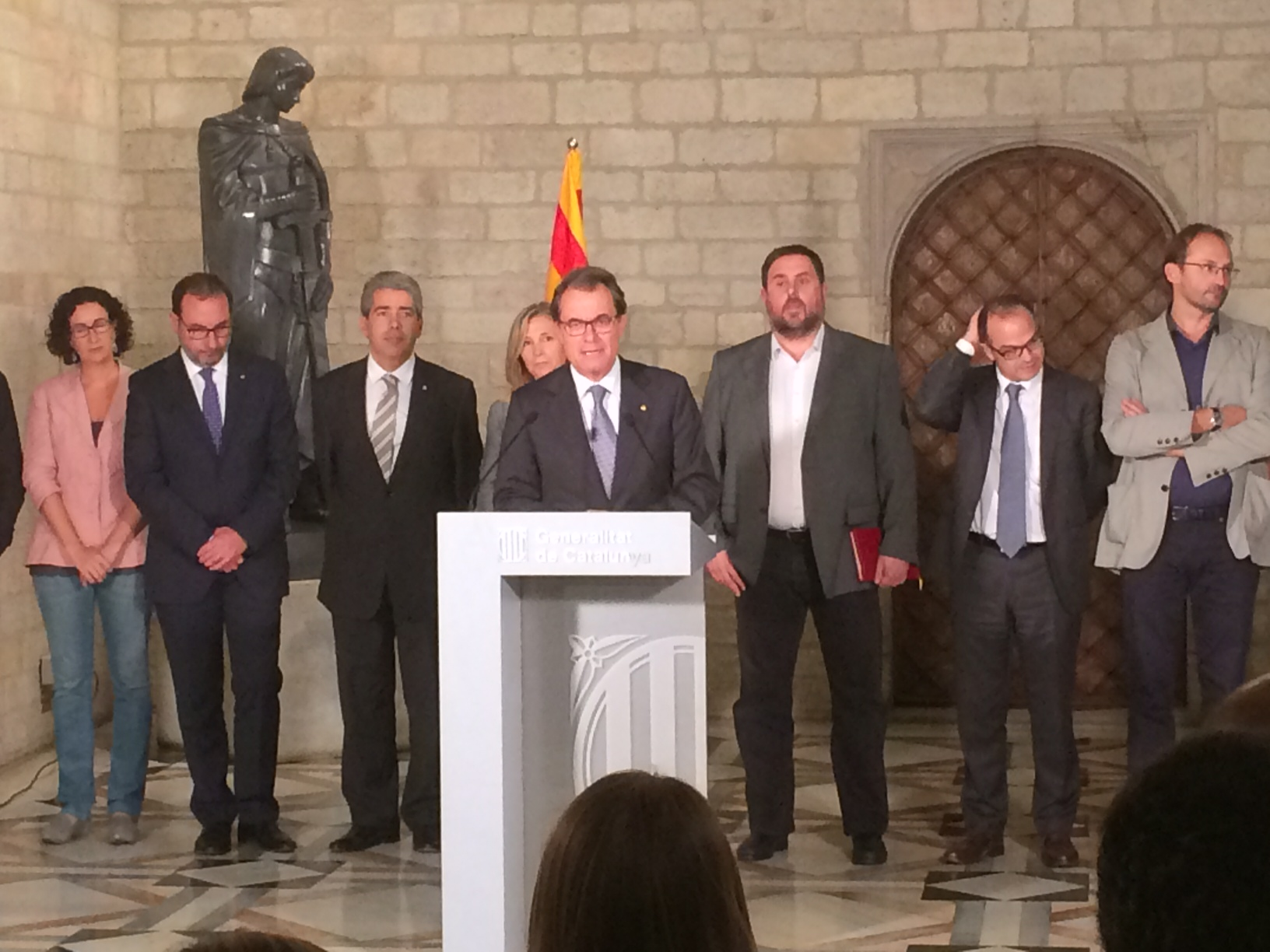
Mas anuncia en octubre de 2014 la celebración de un proceso participativo el 9 de noviembre

Tras la suspensión de la consulta, el presidente de la Generalidad anunció públicamente su intención de realizar una consulta alternativa usando los recursos de la Generalidad de Cataluña pero con la colaboración de voluntarios, asociaciones civiles y al amparo de parte de la ley de consultas que no había sido suspendida, sin  aclarar exactamente en qué marco jurídico se basaba la nueva consulta.  Declaró que no iba a dar pistas para impedir la impugnación por parte del gobierno de España y que había que «engañar al Estado».
El Gobierno catalán se comprometió a financiar e impulsar un proceso participativo, cambiando la forma de actuar administrativamente, sin dejar constancia documental publicada de las órdenes impartidas, con el objetivo de celebrar la consulta suspendida por los tribunales. Se abrió una página web para reclutar voluntarios denominada «participa2014.cat». Se optó por brindar las sedes públicas para votar y se requirió a funcionarios del Departamento de Educación que prestaran una participación voluntaria en el control de esas sedes electorales.
El líder de ERC exigió unas elecciones anticipadas para posteriormente, si se obtenía una mayoría en el parlamento, proclamar unilateralmente la independencia de Cataluña. El líder de ICV declaró que no apoyaba esta nueva consulta, y que no iría a votar, aunque más tarde rectificó. El líder del PSC dijo que la nueva consulta era un engaño, ya que no tenía ninguna garantía democrática, mientras que el PP de Cataluña declaró que el proceso había acabado. Unió se mostró en contra de celebrar unas elecciones anticipadas y proclamar unilateralmente la independencia. La ANC apoyó la nueva consulta pero exigió la celebración de unas elecciones plebiscitarias en 3 meses. En ese contexto de cambio de escenario del 9N, varios políticos independentistas propusieron unas elecciones plebiscitarias de candidatura única en el caso de no poder finalmente realizar la consulta.
El Gobierno central solicitó un nuevo informe al Consejo de Estado, que avaló la presentación de un recurso al valorar que al mantenerse la pregunta y continuar implicando recursos de la Administración se estaba ante un reiterado fraude de ley que había de tener consecuencias legales graves. El Tribunal Constitucional admitió a trámite los recursos presentados por el Gobierno y la consulta quedó suspendida cautelarmente. Sin embargo, la Generalidad de Cataluña anunció que continuaría con el proceso participativo y presentó un recurso ante el Tribunal Supremo, que fue rechazado.
El día previo a la consulta, la Fiscalía Superior de Cataluña abrió diligencias para investigar si el uso de locales públicos para la celebración del proceso participativo era delito y ordenó a la policía autonómica una lista de los locales públicos y de los responsables de la consulta. Además, también exigió al gobierno de la Generalidad que confirmara si era la que había puesto a disposición los locales para la realización del proceso. La Fiscalía también reclamó a la empresa Unipost, responsable del reparto de la información sobre el proceso, que explicara qué entidad facilitó la lista de destinatarios y le exigió las facturas de los contratos. Esa misma tarde, la asociación Sociedad Civil Catalana denunció ante el juzgado de guardia el uso de colegios públicos para la realización de la Consulta.

#### Celebración del proceso participativo

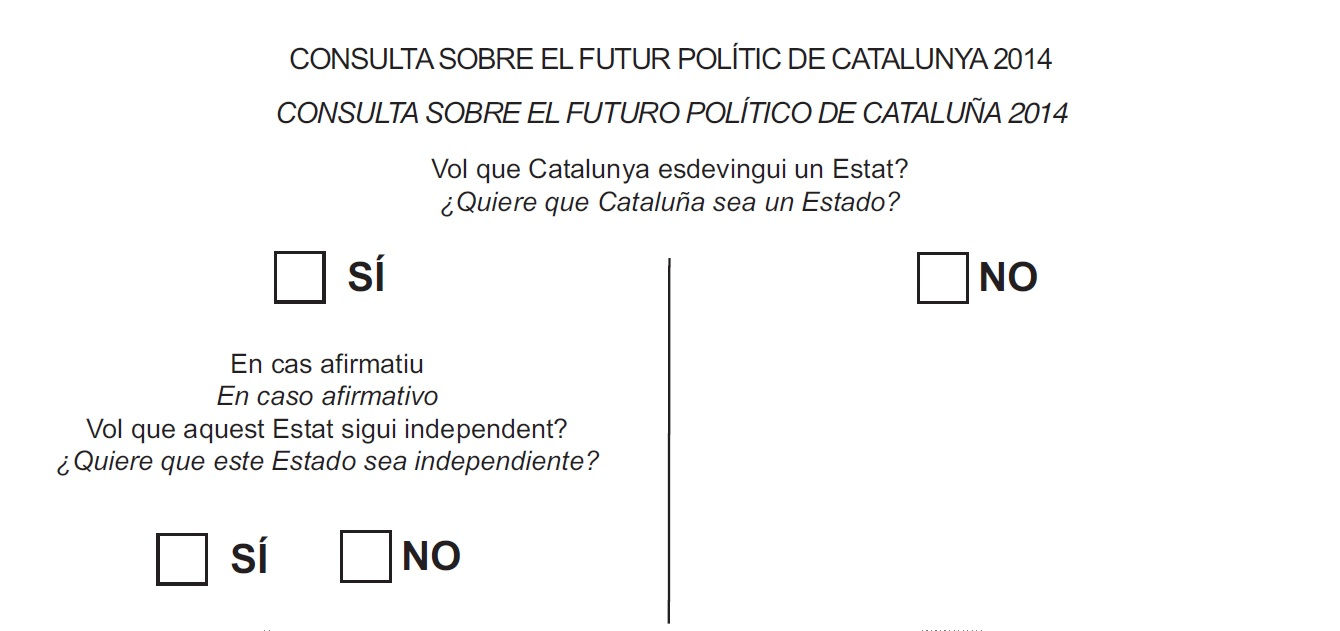
Papeleta utilizada en la consulta del 9 de noviembre de 2014

El 9 de noviembre de 2014, los locales abrieron sin ninguna incidencia grave a las 9:00 horas. Poco después, algunas organizaciones políticas, como Unión Progreso y Democracia (UPyD) y Plataforma per Catalunya (PxC), presentaron denuncias al juzgado de guardia, exigiendo la detención de dirigentes del gobierno de Cataluña y la paralización del proceso por incumplir la resolución del Tribunal Constitucional, que había suspendido el proceso participativo. Por la tarde, el juzgado de guardia se opuso a la retirada de las urnas por tratarse de medidas «desproporcionadas» pero inició una investigación.
| ¿Quiere que Cataluña sea un Estado? En caso afirmativo, ¿quiere que este Estado sea independiente? | ¿Quiere que Cataluña sea un Estado? En caso afirmativo, ¿quiere que este Estado sea independiente? | ¿Quiere que Cataluña sea un Estado? En caso afirmativo, ¿quiere que este Estado sea independiente? | ¿Quiere que Cataluña sea un Estado? En caso afirmativo, ¿quiere que este Estado sea independiente? | ¿Quiere que Cataluña sea un Estado? En caso afirmativo, ¿quiere que este Estado sea independiente? | ¿Quiere que Cataluña sea un Estado? En caso afirmativo, ¿quiere que este Estado sea independiente? | ¿Quiere que Cataluña sea un Estado? En caso afirmativo, ¿quiere que este Estado sea independiente? |
| Votos                                                                                              | Sí                                                                                                 | Sí                                                                                                 | Sí                                                                                                 | No                                                                                                 | En blanco                                                                                          | Otros                                                                                              |
| Votos                                                                                              | Sí                                                                                                 | No                                                                                                 | En blanco                                                                                          | No                                                                                                 | En blanco                                                                                          | Otros                                                                                              |
| -------------------------------------------------------------------------------------------------- | -------------------------------------------------------------------------------------------------- | -------------------------------------------------------------------------------------------------- | -------------------------------------------------------------------------------------------------- | -------------------------------------------------------------------------------------------------- | -------------------------------------------------------------------------------------------------- | -------------------------------------------------------------------------------------------------- |
| 2 305 290                                                                                          | 1 861 753                                                                                          | 232 182                                                                                            | 22 466                                                                                             | 104 772                                                                                            | 12 986                                                                                             | 71 131                                                                                             |
| 100%                                                                                               | 80,76%                                                                                             | 10,07%                                                                                             | 0,97%                                                                                              | 4,54%                                                                                              | 0,56%                                                                                              | 3,09%                                                                                              |
| Fuente: Generalidad de Cataluña                                                                    | | | | | | |

El 80,76% de los votantes se mostraron a favor de que Cataluña fuera un Estado independiente, aunque la participación estimada fue del 37,02% de la población residente mayor de 16 años. El mismo día 9 de noviembre, el presidente Mas explicó que intentarían realizar una "consulta definitiva" legal, vinculante y pactada con el gobierno español. Si ese acuerdo no llegara a realizarse, Mas propondría la celebración de unas elecciones anticipadas, preferiblemente con una lista conjunta con otras fuerzas políticas y organizaciones independentistas.
Poco después de la celebración de la consulta, el fiscal general del Estado presentó una querella por desobediencia, prevaricación, malversación y usurpación de funciones contra el presidente Mas, la vicepresidenta Joana Ortega y la Consejera de Educación Irene Rigau. Finalmente en 2018 Mas acabaría siendo condenado por el Tribunal Supremo a un año de inhabilitación y por el Tribunal de Cuentas a pagar 4,9 millones de euros por la celebración de la consulta. En febrero de 2015 el Tribunal Constitucional confirmó por unanimidad la inconstitucionalidad de la consulta del 9-N. En junio de 2015 el Tribunal Constitucional declaró inconstitucional el proceso participativo.

### Elecciones «plebiscitarias»
El 25 de noviembre de 2014, cuatro días después de que la fiscalía hubiera presentado una querella contra él por la celebración del proceso participativo del 9-N, Artur Mas presentó su plan para conseguir la independencia de Cataluña en 18 meses, tras unas elecciones autonómicas de carácter plebiscitario. El plan fue respondido por el Partido Popular el 13 de diciembre mediante la "Declaración de La Granja" en la que se oponía a la reforma de la Constitución porque «la soberanía y la unidad de España» no son negociables.
El 14 de enero de 2015 el presidente de la Generalidad de Cataluña anunció el adelanto de las elecciones autonómicas al día 27 de septiembre de 2015 y afirmó que tendrían un carácter plebiscitario sobre la independencia de Cataluña. El 30 de marzo de 2015 Convergència Democràtica de Catalunya (CDC), Esquerra Republicana de Catalunya (ERC), la Asamblea Nacional Catalana (ANC) y Omnium Cultural pactaron la hoja de ruta unitaria del proceso soberanista catalán en la que se incluía una declaración unilateral de independencia en el plazo de 18 meses si los partidos independentistas ganaban las elecciones. Al día siguiente el presidente Mariano Rajoy les advirtió de que ningún Gobierno de España autorizaría la ruptura de la soberanía nacional.
Debido a diferencias entre los dirigentes de los dos partidos políticos que conformaban la federación Convergència i Unió (CiU), el 14 de junio de 2015 se realizó una consulta a la militancia de Unión Democrática de Cataluña (UDC) sobre la utilización de medios ilegales en el proceso independentista. La militancia de UDC apoyó a la dirección al votar con un ajustado 50,9% a favor de respetar el marco legal. Tras un ultimátum de CDC a UDC para que decidiera si se sumaba o no a la hoja de ruta independentista, el 17 de junio los tres consejeros de UDC salieron del gobierno de la Generalidad de Cataluña. Al día siguiente CDC confirmó que UDC y CDC no se presentarían juntos a las elecciones autonómicas y que el proyecto político de la federación de CiU se había acabado.

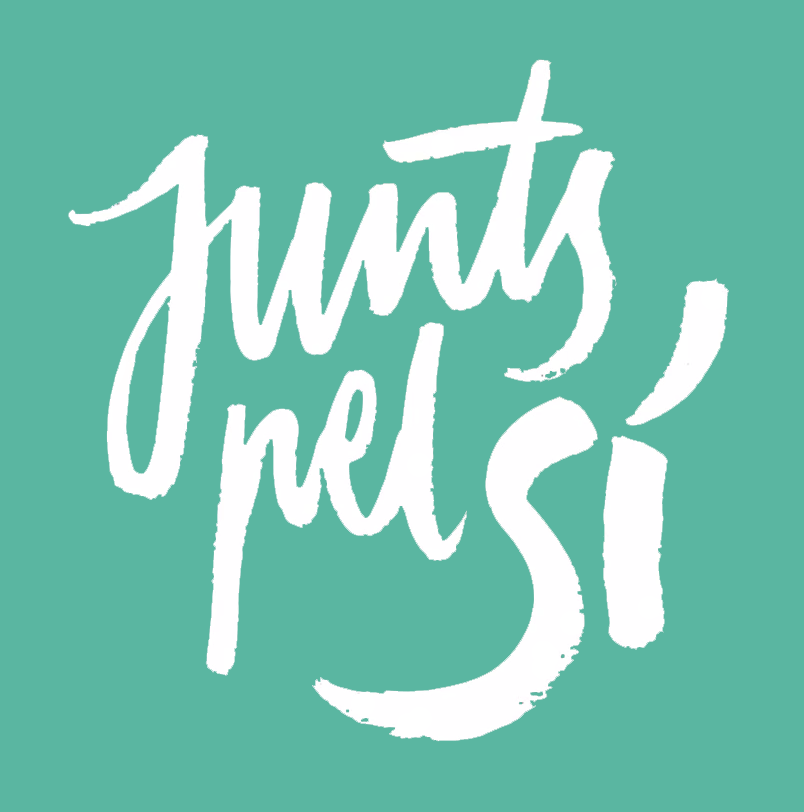
Logo de Junts pel Sí

En julio de 2015 tuvieron lugar negociaciones entre CDC, ERC y entidades independentistas para definir una candidatura unitaria que defendiera la independencia de Cataluña. Acordaron que la lista estaría encabezada por 3 personalidades independientes: Raül Romeva, exeurodiputado por Iniciativa per Catalunya (ICV); Carme Forcadell, expresidente de la ANC; y Muriel Casals, presidente de Òmnium Cultural. Artur Mas se situaría en el cuarto puesto y Oriol Junqueras, líder de ERC, en el quinto. También acordaron que Artur Mas sería investido presidente de la Generalidad en caso de victoria. Más tarde anunciaron que la candidatura se llamaría Junts pel Sí.
La plataforma Ara es l'hora organizó, durante la fiesta del 11 de septiembre de 2015, la llamada «Vía Libre a la República Catalana», una concentración multitudinaria que llenó un tramo de 5,2 kilómetros de la avenida Meridiana de Barcelona con el objetivo de reivindicar la independencia de Cataluña.
El carácter plebiscitario que los partidos independentistas quisieron dar a las elecciones autonómicas fue asumido por los medios de comunicación, que centraron el debate en la cuestión independentista en vez de en las competencias propias del Gobierno autonómico que se eligiera. Al igual que ya se había detectado en el proceso participativo del 9N (2014) se volvió a repetir el carácter nacionalista de los medios de comunicación de Madrid y Barcelona que informaron en favor de las posturas políticas mayoritarias en su área de procedencia.
La lista independentista de Junts pel Sí (JxSÍ) ganó las elecciones al conseguir 62 escaños en el Parlamento de Cataluña. Ciudadanos (Cs) obtuvo 25 escaños, el Partido de los Socialistas de Cataluña (PSC) obtuvo 16 escaños, Catalunya Sí que es Pot (CSQP) obtuvo 11 escaños, el Partido Popular (PP) obtuvo 11 escaños y la Candidatura de Unidad Popular-Llamada Constituyente (CUP-CC) obtuvo 10 escaños. Los partidos a favor de la independencia ganaron las elecciones en escaños, pero no en número de votos.
Los principales dirigentes de Junts pel Sí afirmaron que los resultados les proporcionaban una victoria y legitimidad política y moral para comenzar el proceso de constitución de una República Catalana, mientras que el candidato de la CUP afirmó que no se había ganado el plebiscito, pero sí que había un voto independentista mayoritario. Los líderes de Ciudadanos, PSC, PSOE y PP enfatizaron que las elecciones habían dejado clara la inexistencia de una mayoría a favor de la independencia.

## Gobierno de Puigdemont (2016-2017)
El 26 de octubre de 2015 se inició la XI legislatura del Parlamento de Cataluña y Carme Forcadell de Junts pel Sí fue elegida presidenta del Parlamento. Un día después, Junts pel Sí y la CUP registraron una propuesta de declaración en la que instaban a «declarar solemnemente el inicio del proceso de creación del estado catalán independiente en forma de república», que fue aprobada el 9 de noviembre con 72 votos a favor, de Junts pel Sí y la CUP, y 63 votos en contra, de Ciudadanos, PSC, PP y Catalunya Sí que es Pot (CSQP). Tras un informe favorable del Consejo de Estado, la Abogacía del Estado presentó un recurso ante el Tribunal Constitucional, que en diciembre de 2015 declaró inconstitucional la declaración por unanimidad.

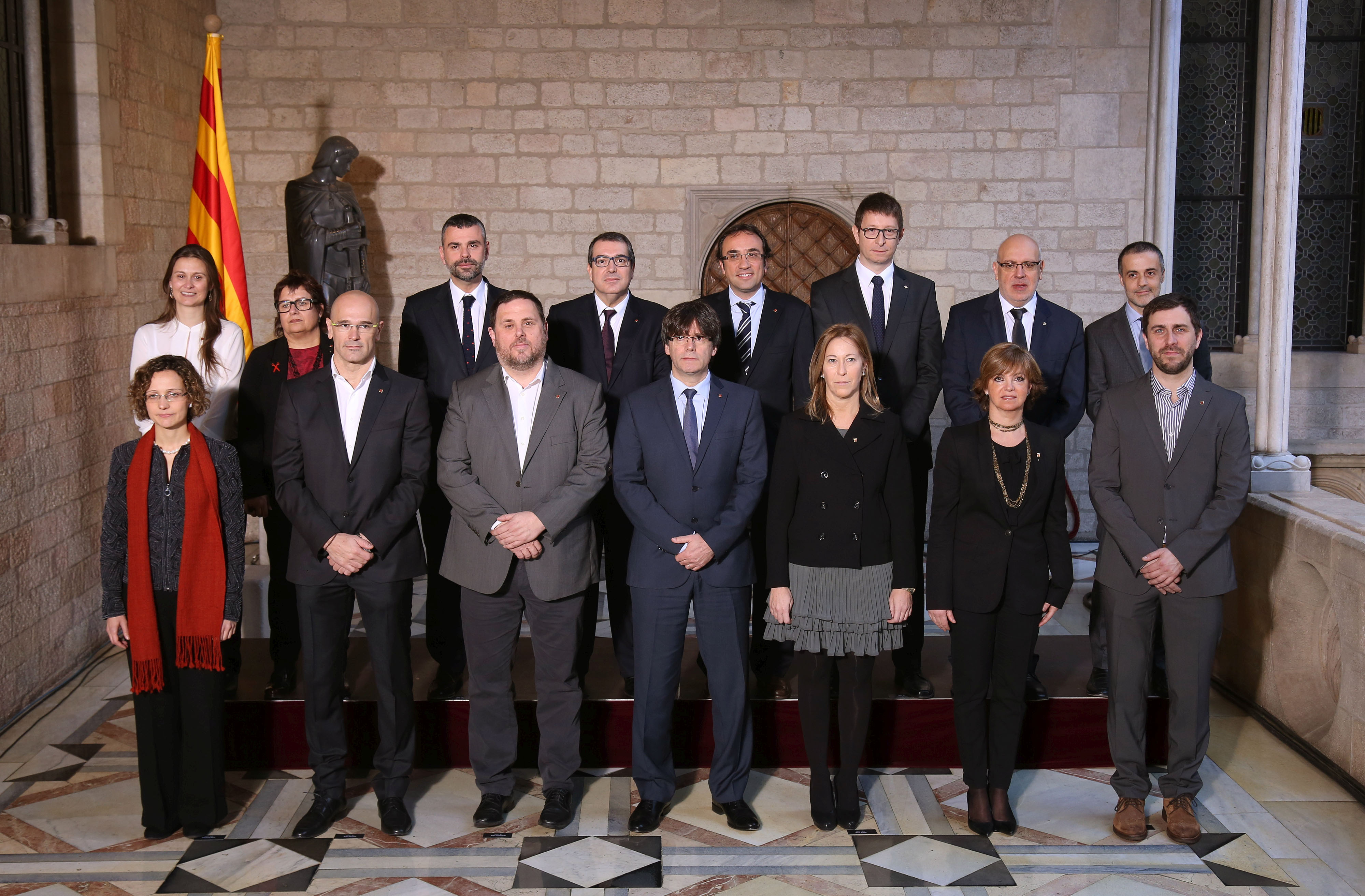
Gobierno Puigdemont (enero de 2016)

El 9 de enero de 2016 Artur Mas dimitió para permitir un acuerdo de investidura entre Junts pel Sí y la CUP, cuando todos los partidos políticos daban por hecho que habría que repetir las elecciones autonómicas. Acordaron elegir al alcalde de Gerona Carles Puigdemont (CDC) como presidente de la Generalidad.
A principios de febrero Junts pel Sí y la CUP iniciaron los trámites para redactar las tres leyes previstas en la declaración de ruptura del 9-N. Pese al informe negativo de los servicios jurídicos de la cámara, la Mesa del Parlament aprobó en marzo de 2016 seguir adelante con la creación formal de las ponencias. PPC y el PSC anunciaron su intención de recurrir al Tribunal Constitucional. En abril el pleno del Parlamento de Cataluña aprobó, por 71 votos a favor y 52 en contra, una moción reivindicando la vigencia de la declaración independentista del 9 de noviembre, anulada por el Tribunal Constitucional.
En marzo de 2015, el Parlamento de Cataluña aprobó la Ley de medidas fiscales, financieras y administrativas, que fue anulada por unanimidad por el Tribunal Constitucional en julio de 2016. La ley pretendía la creación de "un plan director de la Administración Tributaria de Cataluña, la elaboración de un catálogo de infraestructuras estratégicas de Cataluña; el plan director relativo a los sectores de la energía, las telecomunicaciones y los sistemas de información y del transporte ferroviario; la creación de un Servicio Meteorológico de Cataluña; y la limitación para el establecimiento de grandes establecimientos comerciales en puertos públicos", estructuras de Estado para sustituir a las españolas.
En enero de 2016, el Parlamento de Cataluña creó la Comisión de Estudio del Proceso Constituyente con el apoyo de JxSí, CUP y CSQEP. La comisión concluyó en julio con el reconocimiento del derecho a decidir del pueblo catalán y su legitimidad para iniciar un proceso constituyente. El Tribunal Constitucional exigió al Parlamento de Cataluña el cumplimiento de la Constitución al declarar que «la labor de la Comisión de Estudio es inviable» por la similitud entre las conclusiones de la comisión y la declaración de soberanía aprobada el 9 de noviembre de 2015, la cual fue suspendida el 2 de diciembre. El 27 de julio las conclusiones fueron avaladas en el pleno del Parlamento por 72 votos a favor (JxSí y la CUP) y once en contra (CSQEP). El PSC no participó en la votación pero se mantuvo en el pleno, mientras que el PP y Ciudadanos se ausentaron de la cámara.
El Once de Septiembre de 2016, se realizaron movilizaciones independentistas bajo el lema «A punto», que fueron convocadas por la Asamblea Nacional Catalana y Òmnium Cultural. A diferencia de otros años, no existió una manifestación unitaria: hubo cinco concentraciones en Barcelona, Tarragona, Lérida, Salt y Berga, cada una dedicada a un eje concreto de la «nueva república». Según Sociedad Civil Catalana acudieron a las manifestaciones 292 mil personas. Según la Delegación del Gobierno en Cataluña acudieron 350 mil personas. Según la Guardia Urbana de Barcelona y las policías locales acudieron 800 mil personas.
En junio de 2016, la CUP no apoyó los presupuestos autonómicos al considerar que no cumplían el acuerdo de investidura, dejando en el aire el futuro de la legislatura. Por ello, el Presidente de la Generalidad, Carles Puigdemont anunció que se sometería a una moción de confianza en septiembre y que en caso de perderla se disolvería el Parlamento y se convocarían nuevas elecciones. Finalmente, la CUP anunció que votaría a favor del Presidente en la moción, desvinculando la decisión de la negociación sobre el referéndum. Puigdemont recibió el apoyo de 72 diputados y el rechazo de los 63 restantes, por lo que pudo continuar en el cargo. En su discurso Puigdemont anunció la celebración de un referéndum independentista vinculante en septiembre de 2017. El Presidente ofreció al Gobierno central la posibilidad de una consulta acordada, aunque aseguró que la propuesta seguiría adelante sin tener un acuerdo con Madrid.

### Referéndum de independencia del 1-O
El 6 de octubre de 2016 el Parlamento de Cataluña aprobó una resolución en la cual se instaba al Gobierno catalán a celebrar un referéndum vinculante sobre la independencia de Cataluña antes de septiembre de 2017, con una pregunta clara con dos opciones de respuesta. En ese mismo pleno, la cámara legislativa pidió que la Generalidad comenzara con la preparación de las «estructuras de estado» en materias como gestión tributaria y fiscal, educación o prestaciones sociales. El 14 de febrero de 2017, el Tribunal Constitucional anuló la resolución y denunció ante la fiscal general del Estado a Carme Forcadell, presidente del Parlamento de Cataluña, y a los miembros de la mesa del Parlamento por la posible desobediencia a las sentencias emitidas por parte del Tribunal.
El 9 de junio se anunció oficialmente la celebración del Referéndum sobre la independencia de Cataluña en un acto celebrado en el Pati dels Tarongers del Palacio de la Generalidad de Cataluña. El referéndum se celebraría el 1 de octubre con la pregunta «¿Quiere que Cataluña sea un Estado independiente en forma de república? Sí o No» en catalán, castellano y aranés.

#### Urnas

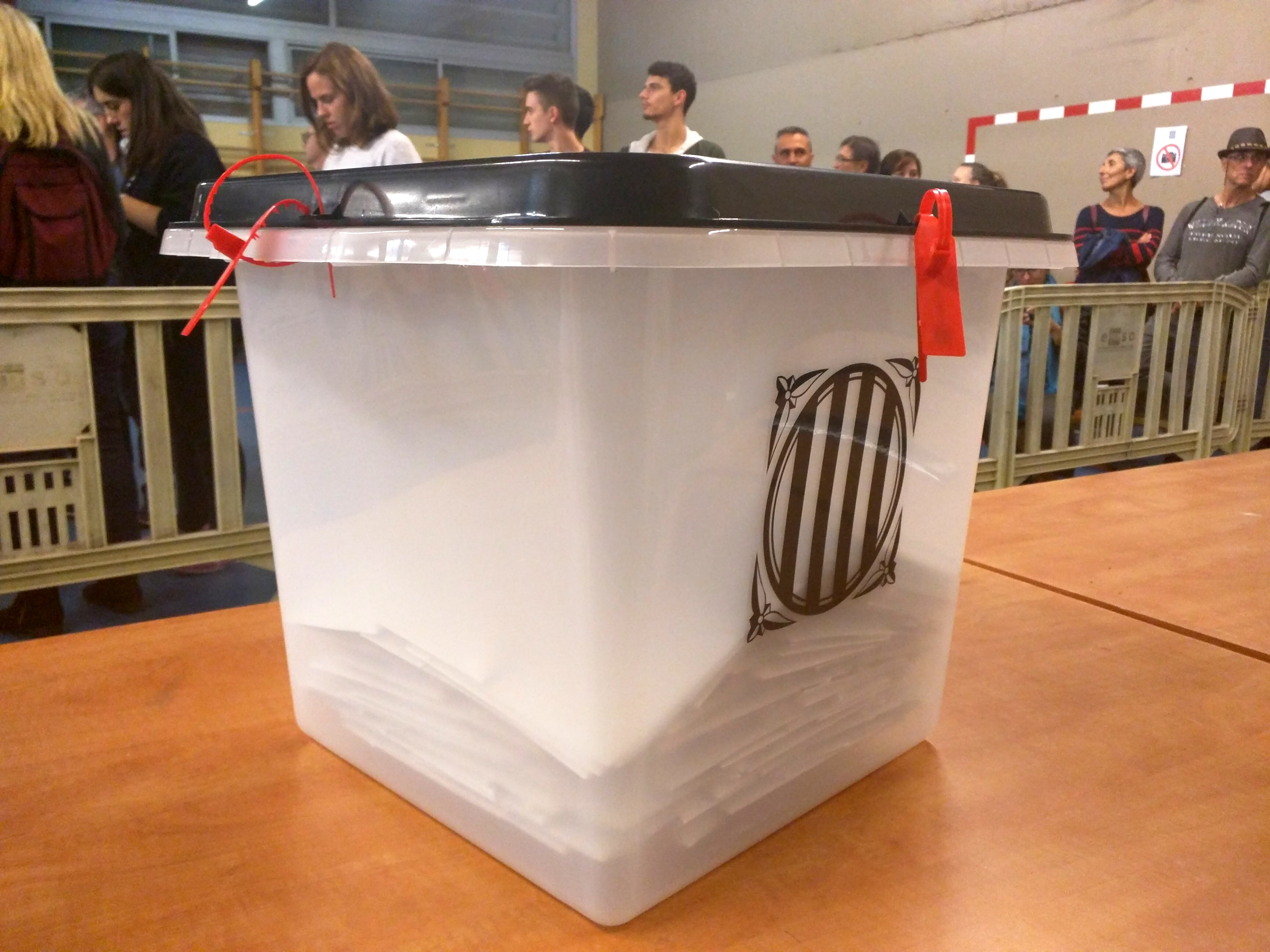
Una urna del referéndum

El operativo del referéndum fue dirigido desde la Consejería de Economía por el equipo del vicepresidente Oriol Junqueras encabezado por Josep Maria Jové. La compra de las urnas para el referéndum fue discutida en el seno del gobierno autonómico por primera vez a principios de 2017, llegándose al acuerdo en mayo de que fuera la Consejería de Gobernación, encabezada por Meritxell Borràs del PDeCAT, la que llevara a cabo el proceso de licitación de la compra de las urnas. Pero el concurso quedó desierto porque ninguna empresa se presentó.
Según los periodistas Laia Vicens y Xavi Tedó, autores del libro Operació Urnes, las 10.000 urnas del referéndum fueron compradas en junio por un particular que pagó por ellas 100.000 euros de su bolsillo. Las urnas fueron transportadas desde China hasta el puerto francés de Marsella y posteriormente fueron llevadas a una localidad de Francia, cercana a la frontera con España, a donde llegaron el 7 de agosto. El presidente Puigdemont fue informado inmediatamente y solo un grupo muy reducido de personas supieron del asunto. Poco después se trasladaron a ocho almacenes del interior de Cataluña, y posteriormente a 40 locales más pequeños desde donde se harían llegar a los colegios electorales. El 11 de septiembre de 2017, Diada de Cataluña, ya habían cruzado la frontera unas 6500 urnas, las necesarias para abastecer todas las mesas electorales, y las 3500 restantes permanecieron en Francia para cubrir cualquier incidencia. Finalmente las urnas fueron confiadas a voluntarios, la inmensa mayoría de ellos militantes de los partidos independentistas, que las guardaron en sus casas o en otros lugares, como bosques o capillas. Los servicios de inteligencia españoles no consiguieron encontrarlas.
El modelo de urna fue presentado oficialmente el 29 de septiembre, solo dos días antes del 1-O, durante una rueda de prensa celebrada en el Centro Internacional de Prensa habilitado para el seguimiento de la jornada y en la que intervinieron el vicepresidente Junqueras y los consejeros Jordi Turull y Raül Romeva.

#### Difusión internacional
El 24 de enero de 2017 se celebró en la sede del Parlamento Europeo en Bruselas la conferencia "The Catalan Referendum" con las intervenciones de Carles Puigdemont, Oriol Junqueras y Raül Romeva. Al acto asistieron unas 500 personas entre las que se encontraban eurodiputados, diplomáticos y periodistas de diversos medios, pero no se presentó ninguna autoridad europea.
El trabajo de los políticos independentistas fuera de las fronteras de España tuvo su primer éxito institucional el 14 de marzo cuando en el Parlamento del Reino Unido se constituyó un grupo de debate sobre Cataluña y el proceso independentista, bajo el nombre "All-Party Parliamentary Group on Catalonia" (Grupo Parlamentario de todos los partidos sobre Cataluña).
En mayo se presentó el manifiesto «Let catalans vote» (Dejen votar a los catalanes), en el que personalidades internacionales expresaron su apoyo a la celebración de un referéndum y llamaron a las instituciones españolas y catalanas a trabajar en conjunto para que los ciudadanos catalanes pudieran decidir su futuro e iniciar negociaciones basadas en la decisión colectiva de los votantes. Entre los firmantes se encontraban personajes como los Premios Nobel Rigoberta Menchú, Desmond Tutu, Ahmed Galai, Adolfo Pérez Esquivel, Dario Fo y Jody Williams, políticos como Gerry Adams y Piedad Córdoba y artistas como el actor Viggo Mortensen y el escritor Irvine Welsh. En julio se sumaron otros personajes reconocidos a nivel internacional como la artista Yoko Ono, los cantautores Peter Gabriel y Silvio Rodríguez o los exfutbolistas Hristo Stoichkov y Éric Cantona.

#### Atentados terroristas islámicos (17 de agosto)

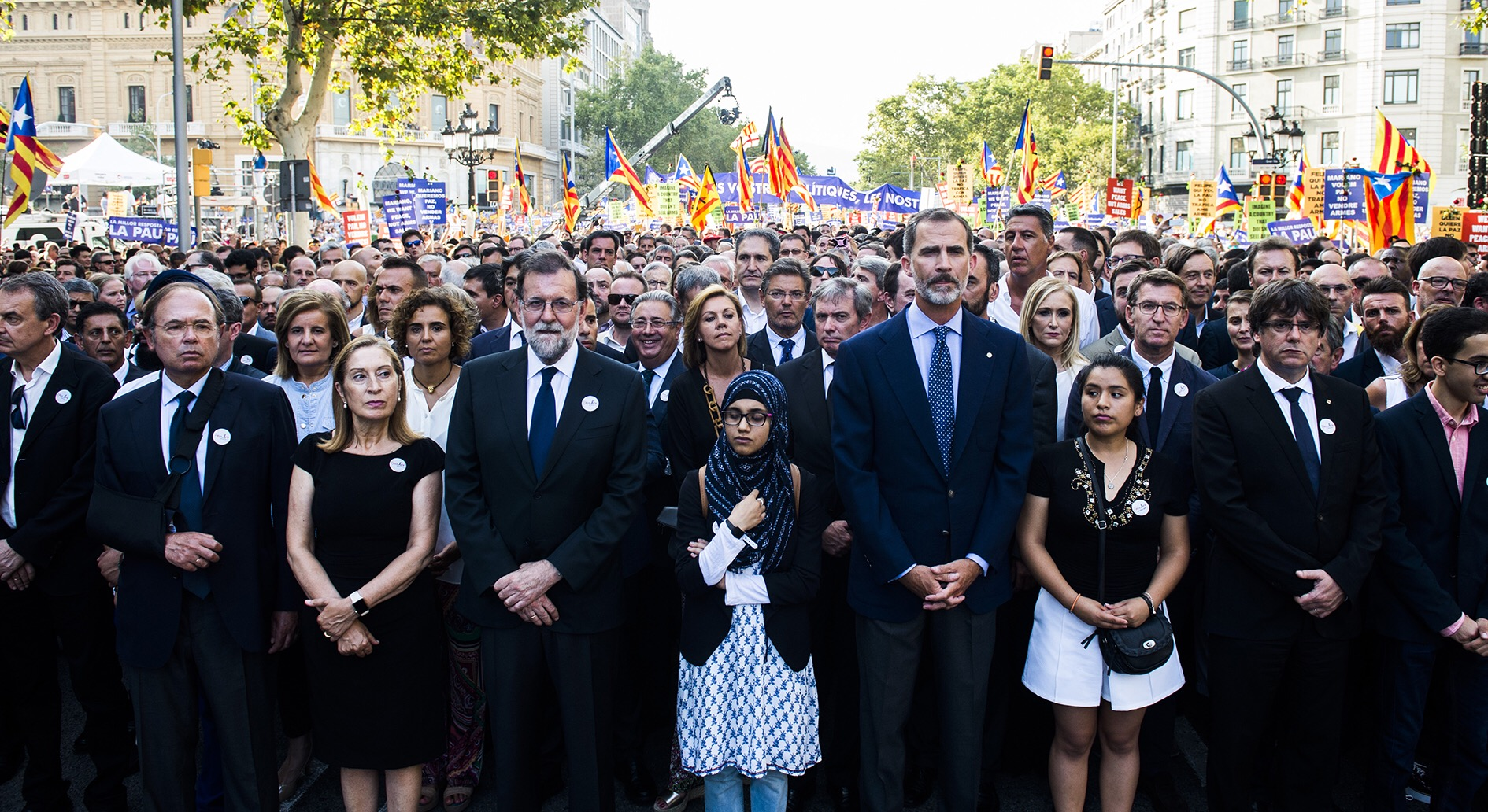
Manifestación de repulsa a los atentados de Cataluña de 2017

Entre el 16 y el 18 de agosto hubo una serie de atentados terroristas islámicos cometidos por una célula local inspirada por el Estado Islámico que provocaron 24 muertos entre víctimas y terroristas. Las localidades afectadas fueron Alcanar, Barcelona, Cambrils y Subirats, siendo el peor ataque el atropello múltiple en el paseo de La Rambla.
Estos trágicos sucesos fueron instrumentalizados políticamente por una parte del independentismo. La ANC pidió que no se use la bandera de España para solidarizarse con las víctimas. El exvicepresident Carod Rovira en un artículo publicado en "Nació Digital" y titulado ‘Se va un Estado, llega otro’ aseguró que "durante ocho horas, las que tardó Rajoy en venir a Cataluña, el Estado español estuvo del todo ausente y su espacio, todo el espacio que corresponde a un Estado, estuvo ocupado por la Generalidad, por primera vez en 37 años de autonomía". El consejero de Interior Joaquim Forn diferenció a las víctimas del atentado entre las que tenían "nacionalidad catalana" y "nacionalidad española". La CUP insinuó que los atentados fueron "terrorismo de Estado" contra el procés.
Mención aparte merece la manifestación multitudinaria de rechazo al atentado y solidaridad con las víctimas realizada el 26 de agosto en Barcelona a la que asistieron el Rey Felipe VI y numerosos cargos del gobierno, incluyendo al presidente Rajoy. Ya previamente la ANC pidió llevar banderas independentistas a la marcha contra los atentados, a pesar de que era una manifestación no política. Durante la duración de la misma los pitos al Rey y a los miembros del gobierno fueron constantes. Según El Correo "El independentismo rompió en Barcelona la unidad antiterrorista".

#### Aprobación por elParlamentde la Ley del referéndum de autodeterminación y de la Ley de Transitoriedad (6-7 de septiembre)
El 6 de septiembre, los grupos independentistas presentaron la Ley del referéndum de autodeterminación de Cataluña para regular la celebración del referéndum de autodeterminación, sus consecuencias en función del resultado y la creación de la Sindicatura Electoral de Cataluña para sustituir a la Junta Electoral. La ley establecía que «el pueblo de Cataluña es un sujeto político soberano y como tal ejerce el derecho a decidir libre y democráticamente, su condición política» y que «el Parlamento de Cataluña actúa como representante de la soberanía del pueblo de Cataluña».
La ley fue aprobada por el Parlamento catalán el mismo 6 de septiembre, tras una sesión de 12 horas que se destacó por un ambiente de crispación, tensiones y enfrentamientos entre los bandos secesionista y constitucionalista, con 72 votos a favor (de JxSí, CUP-CC y Germà Gordó) y 11 abstenciones. Los diputados del bloque unionista (Cs, PSC y PP) abandonaron el hemiciclo en señal de protesta, los populares colocaron banderas catalanas y españolas en sus asientos. Las rojigualdas fueron retiradas por la diputada de Podemos, Àngels Martínez, que fue reprendida por algunos sectores del independentismo como la presidenta del Parlamento de Cataluña, Carme Forcadell, y de su propia formación política, como Pablo Iglesias. El 8 de septiembre el Tribunal Constitucional suspendió la ley y apercibió a los 948 alcaldes catalanes y a 62 cargos públicos de la Generalidad recordando que no podían participar en el referéndum.
El 7 de septiembre la mayoría independentista aprobó la segunda ley que rompía con la legalidad constitucional y estatutaria: la llamada Ley de Transitoriedad. Había sido presentada el 28 de agosto y su objetivo era establecer el marco legal desde la declaración de independencia hasta la aprobación de la constitución de la república catalana, garantizando la seguridad jurídica y la continuidad de los servicios públicos en el proceso de transición de Cataluña a un estado independiente. Fue aprobada por 72 votos a favor (de JxSí, CUP-CC y el diputado no adscrito Germà Gordó) y 11 abstenciones (de los adscritos al grupo de CSQEP). Los parlamentarios de Cs, PSC y PP abandonaron el hemiciclo para no participar en la votación por considerarla ilegal. La normativa entraría en vigor en caso de una victoria del «Sí» a la independencia en el referéndum del 1 de octubre, cuando se daría por iniciado el proceso de "transición nacional". El 12 de septiembre el Tribunal Constitucional suspendió cautelarmente la ley, como ya había hecho con la ley de referéndum.

#### Manifiesto antiindependentistaParar el golpe(17 de septiembre)
El 17 de septiembre de 2017, diez días después de que la mayoría independentista del Parlamento de Cataluña aprobara la Ley del referéndum de autodeterminación de Cataluña y la Ley de Transitoriedad que rompían con la legalidad constitucional y estatutaria y que fueron inmediatamente suspendidas (y más tarde anuladas) por el Tribunal Constitucional, se hizo público el manifiesto Parar el golpe. 500 profesores en defensa de la democracia constitucional suscrito por profesores de las universidades españolas y cuyos primeros firmantes eran el filósofo Fernando Savater y el historiador Ángel Viñas —y que solo firmaron ocho profesores de las universidades catalanas, entre ellos Félix Ovejero y Francesc de Carreras, fundadores de la asociación Ciutadans de Catalunya, y el politólogo e historiador Alberto Reig Tapia―. En el manifiesto se decía que el «Gobierno autonómico» y «los grupos secesionistas representados en el Parlamento catalán» no habían dudado «en traspasar todos los límites de la legalidad y de la decencia para apelando al fundamentalismo de un inexistente “derecho a decidir”, dividir a la sociedad catalana e impedir el ejercicio de los derechos de las minorías parlamentarias, poniendo en riesgo la convivencia y la paz civil». A continuación se hacía un «llamamiento a los catalanes sensatos y a todos los españoles de buena voluntad» para que en «una situación en que la que nos jugamos el ser o no ser de la democracia española» se movilizaran «para exigir al Gobierno de España, a todas sus instituciones y partidos democráticos, que actúen con la máxima celeridad, firmeza y determinación para proteger los derechos de todos». Así, se requería al Gobierno para que «como poder ejecutivo» hiciera «uso de la fuerza legítima que al Estado le corresponde en exclusiva» y recurriera «a todos los medios constitucionales sin excepción para salvaguardar las instituciones democráticas y la unidad de la nación española consagrada en nuestra Constitución, impidiendo la celebración de un falso “referéndum” ilegítimo e ilegal, poniendo a disposición de la justicia a los responsables de este atropello a la democracia y haciendo que recaiga sobre ellos todo el peso de la ley».
El 21 de septiembre, al día siguiente de que se produjeran los incidentes ante la Consejería de Economía y solo cuatro días después de la publicación del manifiesto Parar el golpe, el Sindicat d'Estudiants dels Països Catalans de la Universidad Rovira i Virgili (SEPC-URV), pedía la dimisión de Alberto Reig Tapia por haberlo firmado pues según el SEPC-URV el manifiesto atentaba contra «las libertades y los derechos del pueblo catalán» y animaba «a la censura y al uso de la violencia contra la voluntad popular». En referencia a los incidentes del 20 de septiembre ante la Consejería de Economía en el «Comunicado de rechazo al profesor de la URV Alberto Reig» se decía: «Así como Reig pide, ya se ha hecho evidente la violencia empleada por las fuerzas de ocupación del Estado para intentar detener la actividad política favorable al referéndum. La intervención contra cargos electos, las identificaciones y los registros a imprentas y medios de comunicación, es, quizás, la democracia de la nación española que defiende Reig». El comunicado del SEPC-URV acababa con la frase: «El fascismo avanza sino se lo combate».

#### Campaña (15 al 29 de septiembre)
La campaña de la Generalidad de Cataluña a favor del referéndum tuvo lugar entre el 15 y el 29 de septiembre de 2017. Durante la campaña la Guardia Civil cerró varias webs promotoras del referéndum previa orden judicial, entre ellas el sitio de la Generalidad dedicado al referéndum o la web de la Asamblea Nacional Catalana. Las páginas cerradas fueron replicadas en otros dominios con la ayuda de organizaciones como WikiLeaks y The Pirate Bay o activistas digitales como Julian Assange y Edward Snowden. El 29 de septiembre se celebró el cierre de campaña en la avenida María Cristina de Barcelona con la presencia de políticos de la CUP, ERC y el PDeCAT y unas 80 mil personas, según los organizadores.

#### Operación Anubis (20 de septiembre)

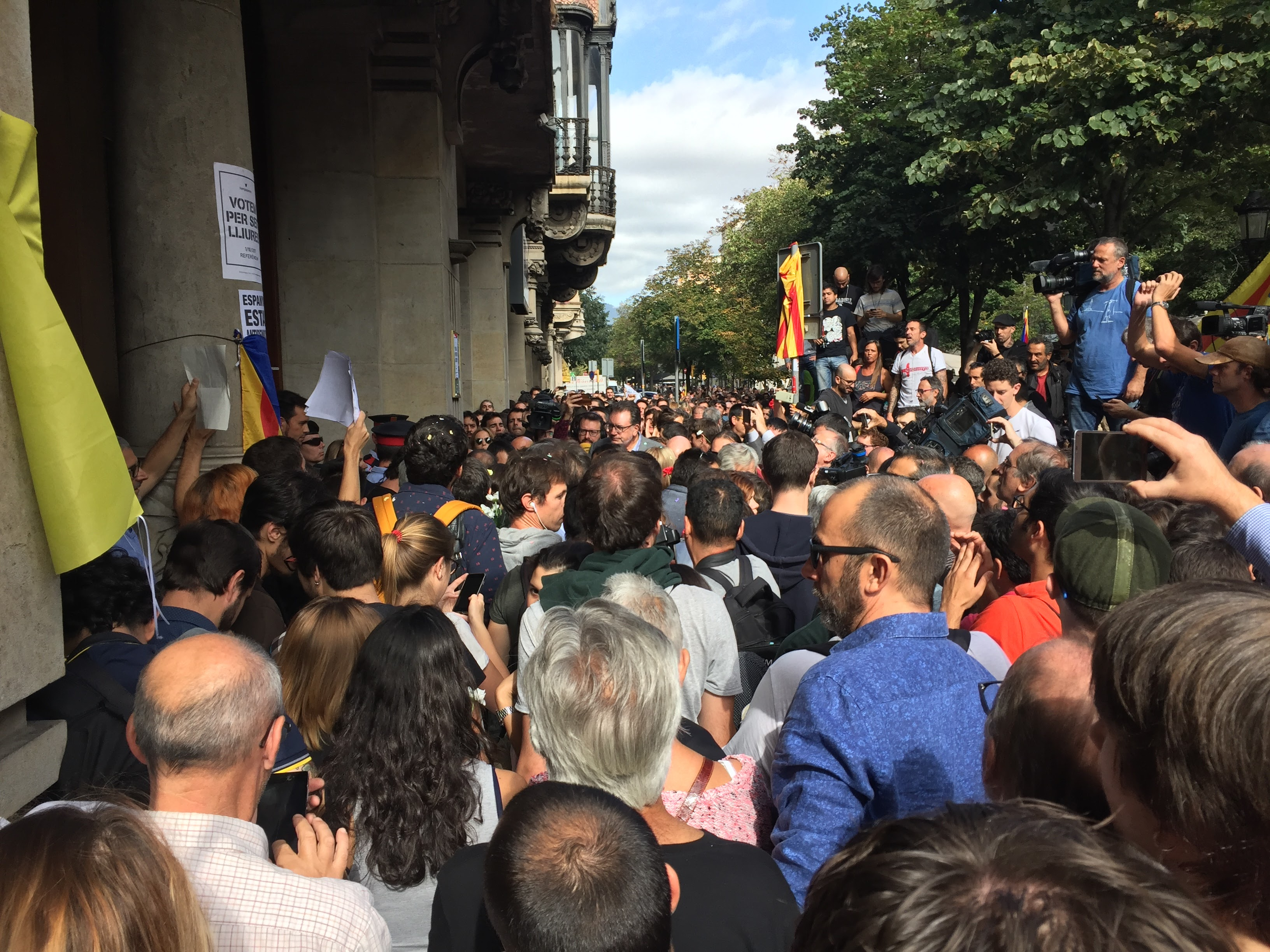
Manifestantes independentistas rodean la sede de la Consejería de Economía y Hacienda

El 20 de septiembre de 2017 la Guardia Civil, bajo orden de la Fiscalía General del Estado, inició una operación policial para detener el referéndum. Los agentes policiales entraron en las Consejerías de Economía, Relaciones Institucionales y Asuntos Exteriores, Gobernación y Asuntos Sociales de la Generalidad y rodearon la sede de la Candidatura de Unidad Popular. El operativo policial dejó a 14 detenidos, entre ellos altos cargos del Gobierno catalán como el Secretario General de la Vicepresidencia, Josep Maria Jové y el Secretario de Hacienda, Josép Lluís Salvadó.
La operación policial fue contestada por simpatizantes del independentismo, que rodearon los edificios en donde actuaban las fuerzas de seguridad del Estado. En otras ciudades y pueblos de Cataluña se realizaron manifestaciones paralelas en rechazo a la intervención de los cuerpos de seguridad. Durante las manifestaciones varios vehículos de la Guardia Civil quedaron destrozados. De hecho, los agentes que cumplían una orden judicial quedaron asediados en el interior del edificio durante 19 horas hasta que lograron salir. La secretaria judicial, presa del pánico, salió de manera humillante por un tejado que la comunicaba con un teatro adyacente. Los Mozos fueron acusados de inacción a pesar de las peticiones de la Guardia Civil.

#### Celebración del referéndum (1 de octubre)

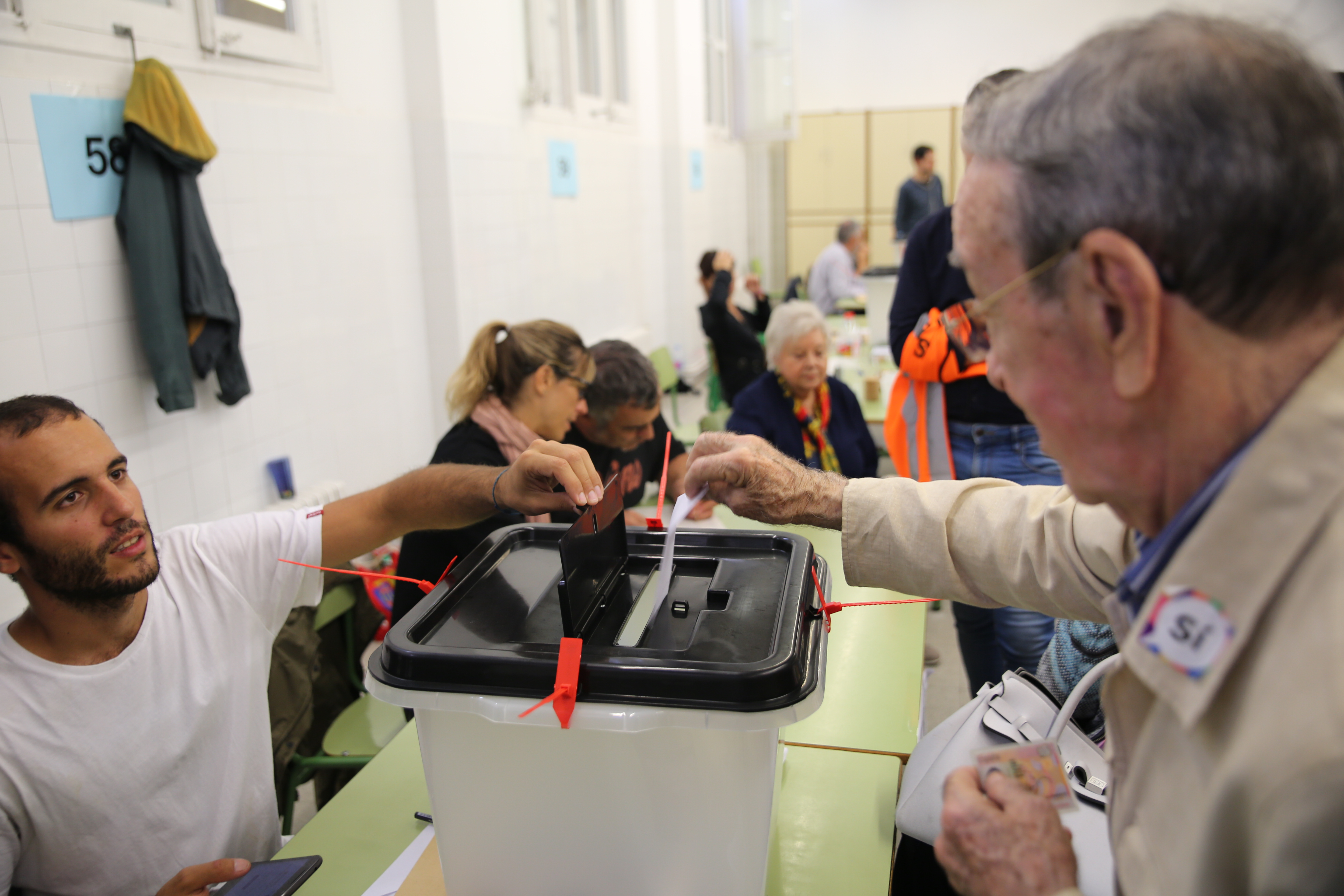
Votantes el 1 de octubre de 2017

El 1 de octubre de 2017 se celebró el referéndum de independencia a pesar de haber sido suspendido por el Tribunal Constitucional, aunque durante la celebración del referéndum se detectaron numerosas irregularidades. El Gobierno español denunció que se cambiaron las reglas del referéndum 45 minutos antes del inicio de la votación. Entre las nuevas normas, se incluyó un censo universal con el que cualquier ciudadano podía votar en cualquier centro y se aceptaron papeletas caseras no oficiales y votos sin sobre.
La Policía Nacional y la Guardia Civil entraron en unos 400 colegios electorales para interrumpir la votación y se requisaron las urnas. Se produjeron casos de violencia por la resistencia de algunos ciudadanos, que acabaron detenidos. Uno de los objetivos policiales fueron los colegios electorales donde iban a votar los líderes independentistas. La policía intervino en la Escola Nostra Llar de Sabadell, donde tenía que votar la presidenta del Parlamento de Cataluña Carme Forcadell, que finalmente votó en la escuela Joanot Alisanda, y en el colegio de San Julián de Ramis, donde debía votar Carles Puigdemont, que finalmente votó en Cornellá del Terri, tras burlar el dispositivo de la policía española que lo seguía.
También se produjeron algunas escenas de tensión entre Mozos de Escuadra y agentes de la Policía Nacional y de la Guardia Civil por la clausura de los colegios electorales. Se acusó a algunos mossos de manipular actas del 1-O para hacer creer a la fiscalía de que habían cumplido con la orden de retirar las urnas y la Guardia Civil acusó a los Mozos de haber vigilado a sus agentes. El 'major' de los Mozos Josep Lluís Trapero acabaría siendo procesado por sedición por la Audiencia Nacional por la inacción de los Mossos y sus actuaciones contra la policía y la guardia civil.
Según el Departamento de Salud de la Generalidad las cargas policiales causaron 844 heridos atendidos en hospitales, aunque esta cifra fue puesta en duda por el Gobierno español. De acuerdo con el Ministerio del Interior, 431 agentes de la Policía Nacional y la Guardia Civil resultaron heridos, 39 de los cuales requirieron tratamiento médico inmediato. Hubo acusaciones falsas de violencia policial, como una mujer, concejal de Esquerra Republicana de Catalunya e interventora en un instituto de Barcelona, que acusó a la policía de haberle roto todos los dedos de una mano «expresamente, uno por uno» aunque después dijo que solo tenía una inflamación en un dedo. Se difundieron a través de las redes sociales algunas imágenes de civiles lesionados en otros eventos diferentes y fotomontajes engañosos.
| ¿Quiere que Cataluña sea un estado independiente en forma de república? | ¿Quiere que Cataluña sea un estado independiente en forma de república? | ¿Quiere que Cataluña sea un estado independiente en forma de república? | ¿Quiere que Cataluña sea un estado independiente en forma de república? | ¿Quiere que Cataluña sea un estado independiente en forma de república? | ¿Quiere que Cataluña sea un estado independiente en forma de república? |
| Censo                                                                   | Votantes                                                                | Sí                                                                      | No                                                                      | En blanco                                                               | Nulo                                                                    |
| ----------------------------------------------------------------------- | ----------------------------------------------------------------------- | ----------------------------------------------------------------------- | ----------------------------------------------------------------------- | ----------------------------------------------------------------------- | ----------------------------------------------------------------------- |
| 5 313 564                                                               | 2 286 217                                                               | 2 044 038                                                               | 177 547                                                                 | 44 913                                                                  | 19 719                                                                  |
| 100%                                                                    | 43,03%                                                                  | 90,18%                                                                  | 7,83%                                                                   | 1,98%                                                                   | 0,87%                                                                   |
| Fuente: Generalidad de Cataluña                                         |                                                                         |                                                                         |                                                                         |                                                                         |                                                                         |
| 1. 2. 3.                                                                |                                                                         |                                                                         |                                                                         |                                                                         |                                                                         |

La Generalidad de Cataluña presentó unos resultados del referéndum que mostraron un 90% de votantes a favor de que Cataluña fuera un estado independiente en forma de república, con una participación del 43% que fue inferior a la consulta del 9N de 2014, cuando votaron 2,3 millones de personas.

### Huelga general catalana

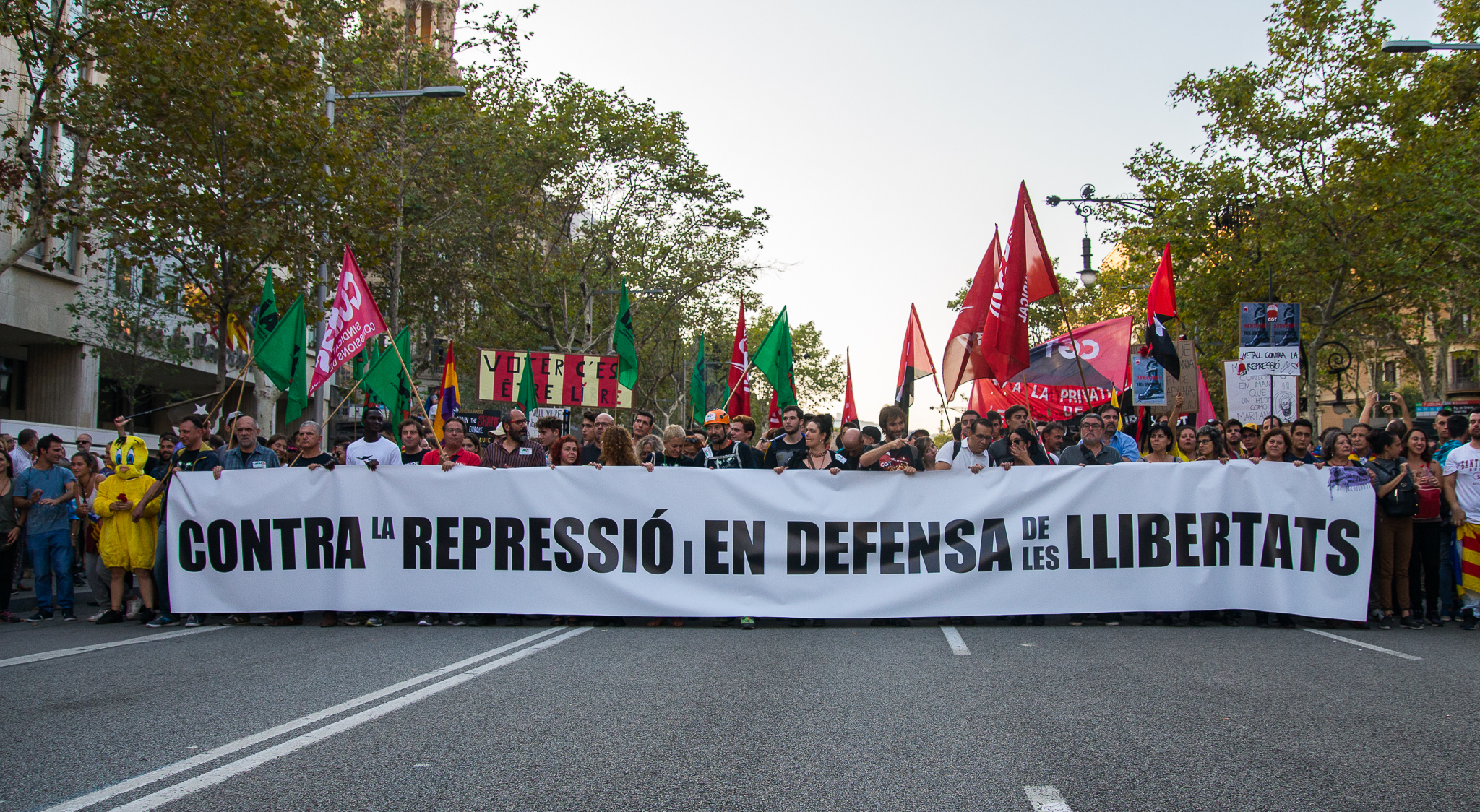
Manifestación de la huelga de 2017

El 3 de octubre de 2017 se llevó a cabo una huelga general convocada por los sindicatos CGT, CNT, COS, I-CSC e IAC, así como por los Comités de Defensa de la Huelga, sucesores de los Comités de Defensa del Referéndum. El motivo de la convocatoria fue denunciar la vulneración de derechos y el empeoramiento de las condiciones laborales en diferentes centros de trabajo consecuencia de la intervención en ellos del cuerpo de la Policía Nacional y la Guardia Civil, enmarcada dentro de la campaña represiva llamada Operación Anubis contra la celebración del referéndum sobre la independencia de Cataluña. Ante la urgencia de los acontecimientos, la petición de huelga fue tramitada el 21 de septiembre y de acuerdo con el preaviso legalmente establecido, esta no se pudo realizar antes del 3 de octubre.
Paralelamente, el 1 de octubre, después de los violentos hechos represivos durante la jornada electoral del referéndum sobre la independencia de Cataluña, la Mesa por la Democracia decidió convocar una paralización social general, bajo el nombre de «parada de país», para el mismo 3 de octubre. La composición de esta plataforma fue heterogénea, agrupando a entidades sociales (Asamblea Nacional Catalana, Òmnium Cultural), organizaciones sindicales (CCOO, UGT, USOC) y organizaciones patronales (PIMEC, CECOT), entre otras muchas. Reivindicaban la dignidad del pueblo catalán y denunciaban la represión del Estado español contra la ciudadanía de Cataluña.

### Intervención del rey Felipe VI por televisión
En el discurso retransmitido por televisión desde el Palacio de la Zarzuela el rey Felipe VI ―era la primera vez que hablaba fuera de los actos protocolarios y los mensajes de Nochebuena― dijo:

Desde hace ya tiempo, determinadas autoridades de Cataluña, de una manera reiterada, consciente y deliberada, han venido incumpliendo la Constitución y su Estatuto de Autonomía. (…) Con sus decisiones han vulnerado de manera sistemática las normas aprobadas legal y legítimamente, demostrando una deslealtad inadmisible hacia los poderes del Estado. Un Estado al que, precisamente, esas autoridades representan en Cataluña. Han quebrantado los principios democráticos de todo estado de derecho y han socavado la armonía y la convivencia en la propia sociedad catalana, llegando, desgraciadamente, a dividirla. Hoy la sociedad catalana está fracturada y enfrentada.(…)
Por todo ello y ante esta situación de extrema gravedad, que requiere el firme compromiso de todos con los intereses generales, es responsabilidad de los legítimos poderes del Estado asegurar el orden constitucional y el normal funcionamiento de las instituciones, la vigencia del estado de derecho y el autogobierno de Cataluña, basado en la Constitución y en su Estatuto de Autonomía.

El discurso de Felipe VI fue recibido de forma entusiasta por los partidos constitucionalistas y de forma muy crítica por los partidos independentistas. El presidente Carles Puigdemont declaró al día siguiente: «Así no, majestad».

### Traslado de sedes sociales empresariales

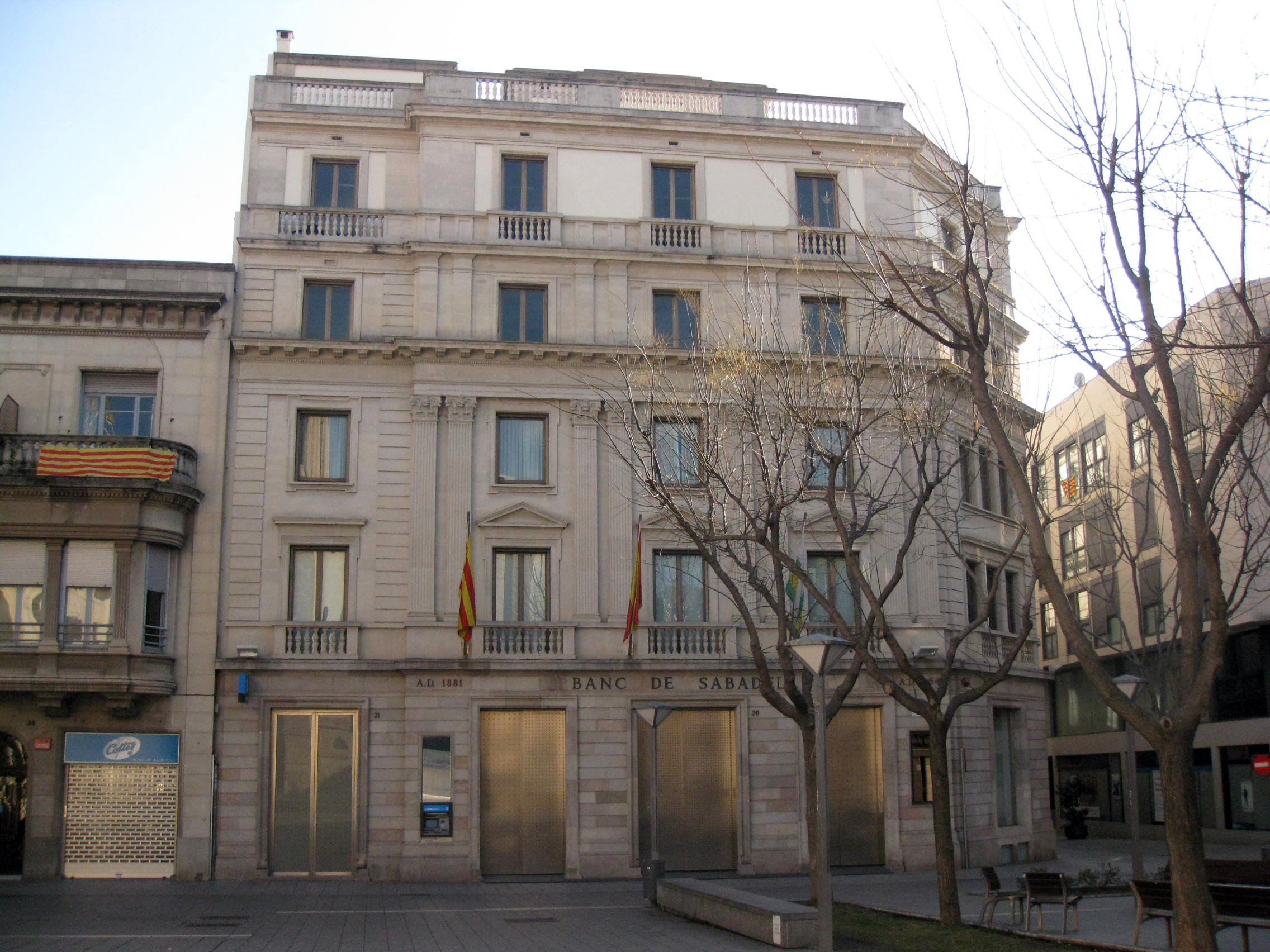
Edificio histórico del Banco Sabadell en Sabadell.

Ante el anuncio del presidente de la Generalidad de Cataluña, Carles Puigdemont, de que se aplicarían los resultados del referéndum, tanto Banco Sabadell como CaixaBank confirmaron que cambiarían de emplazamiento sus sedes sociales, hecho efectivo el 5 de octubre cuando ambas instituciones trasladaron sus domicilios fiscales a Valencia y Alicante, respectivamente. Los dos bancos, que los días anteriores habían sufrido importantes caídas en bolsa, expusieron que la salida de la Unión Europea provocaría que dejaran de encontrarse en el marco de la eurozona y bajo la protección del Banco Central Europeo. El mismo día que se confirmaba que CaixaBank se trasladaba a Valencia, Gas Natural, establecida en Cataluña desde 1843 y participada en un 24,4% por Criteria, explicó que trasladaba su sede a Madrid. Aquel mismo día seis empresas como Abertis, Freixenet, Dogi, Arquia o el Banco Mediolanum avisaron que propondrían medidas similares.
El día 7, a pesar de que los propietarios de CaixaBank habían asegurado que el traslado a Valencia era para asegurarse la cobertura del BCE, la fundación La Caixa también anunció que cambiaría su sede social a Mallorca. Según anunciaron, esta decisión seguiría vigente mientras se mantuviera la situación que vivía Cataluña. Criteria, participada al 100% por La Caixa, también mudó su sede a Palma de Mallorca. El gobierno central aprobó, a petición de CaixaBank, un decreto-ley para facilitar el traslado de sedes sociales: Si hasta ese momento se requería que no solo el Consejo de Administración lo aprobase expresamente sino también la Junta General de Accionistas, el Decreto eximía temporalmente de este último requisito a las empresas interesadas en trasladar su sede.
Empresas como Abertis, Colonial, Cellnex, Grupo Planeta, La Bruixa d'Or, Cerveza San Miguel, Aguas de Barcelona, Gas Natural Fenosa, Catalana Occidente, Bimbo, Codorníu, Grupo Gallo o Axa Vida y Axa Pensiones abandonaron Cataluña desde el 1 de octubre de 2017. A fecha de marzo de 2018, 4558 empresas habían abandonado la comunidad autónoma por el desafío independentista. Además de la fuga de empresas, hubo otra fuga de depósitos bancarios hacia el resto de España de en torno a 31.400 millones de euros durante el último trimestre de 2017.

### Escraches y acoso a no independentistas

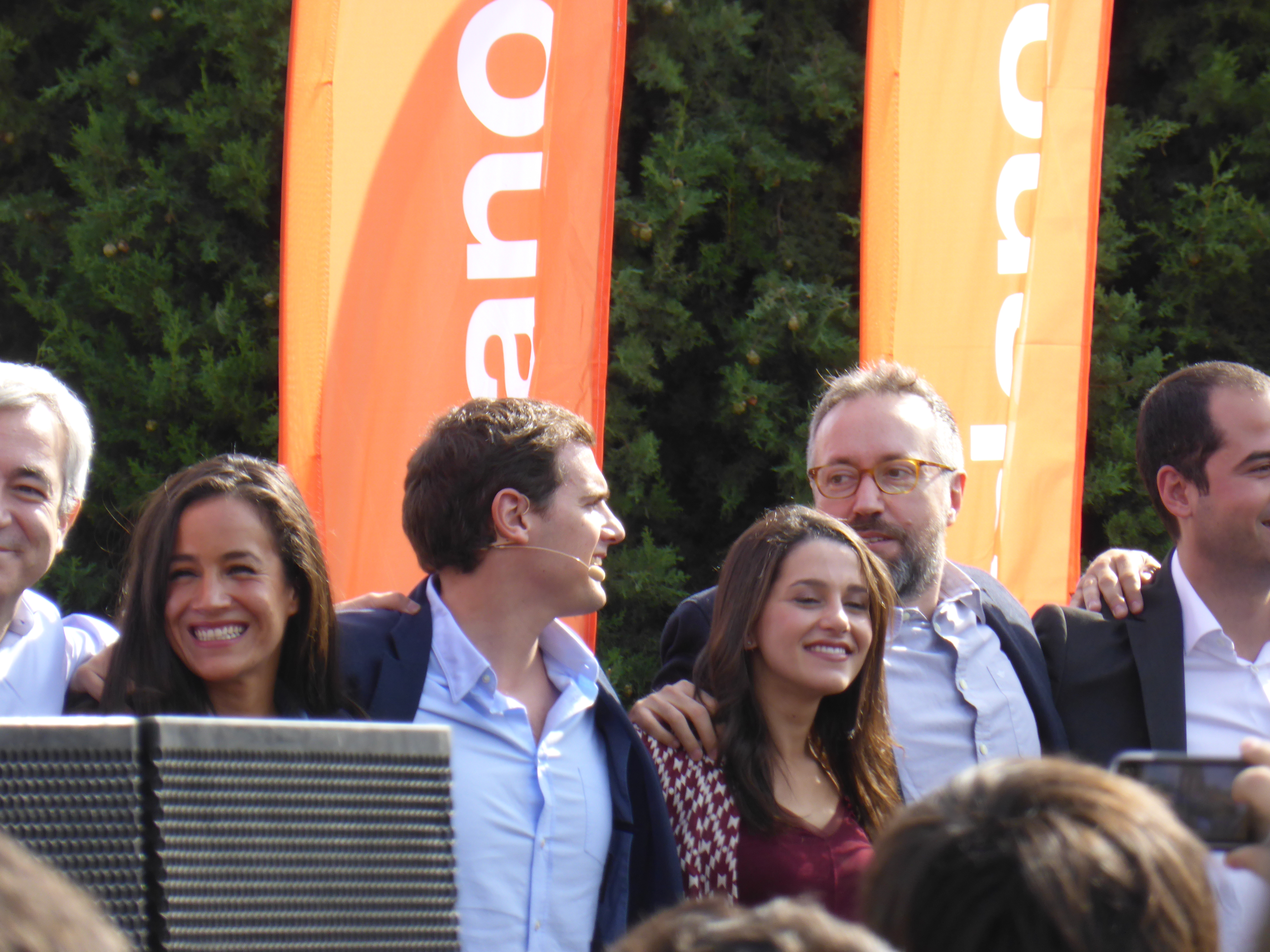
Mitin de Ciudadanos con Albert Rivera e Inés Arrimadas, víctimas de escraches. Hubo escenas de acoso sociales contra numerosos políticos opuestos a la independencia, provocando que el ministerio de Interior destinara guardaespaldas a Cataluña.

Antes de la celebración del 1-O, el presidente Puigdemont llamó a coaccionar a los alcaldes que no cedieran locales para el referéndum, provocando escenas de acoso contra algunos de ellos. Para numerosos políticos y periodistas la situación provocada por el procés provocó una fractura social en Cataluña.
Tras las cargas policiales del 1-O, hubo escenas de acoso contra familiares y el entorno cercano de miembros de la Guardia Civil y Policía Nacional. Hubo presiones de los ayuntamientos a hoteles para expulsar a los policías y guardias civiles que tenían alojados. Hubo niños que lloraron en el colegio porque los profesores criticaron delante de sus compañeros la labor de sus padres. Varios de estos docentes tuvieron que acabar dando explicaciones de sus "adoctrinamientos" en el juzgado. La fiscalía denunció a nueve profesores por presuntamente haber humillado a alumnos hijos de guardias civiles el día siguiente a la celebración del referéndum ilegal del 1 de octubre. Los escraches superaron el centenar.
También sufrieron escraches y acoso los políticos opuestos a la independencia: por ejemplo, la sede de Ciudadanos fue atacada varias veces. El Ministerio de Interior destinó guardaespaldas a varios políticos del PP y Cs en Cataluña. La líder de Ciudadanos en Cataluña, Inés Arrimadas, fue víctima de un delito cuando una mujer publicó en Internet un deseo de que abusaran grupalmente de ella, y esa mujer finalmente acabó condenada. El comercio particular de los padres de Albert Rivera, líder de Ciudadanos, fue atacado varias veces. El 1 de diciembre aparecieron colgados de un puente varios muñecos con las siglas del PP, Ciudadanos y el PSC simulando un asesinato, que provocó una fuerte polémica por su asociación a los ajustes de cuentas del narcotráfico en Sudamérica.
En 2018 continuó el acoso contra políticos no independentistas: el líder del PP catalán, Xavier García Albiol fue increpado el día de Sant Jordi en plena calle, la sede de Ciudadanos en Hospitalet fue atacada con heces y el político del PSC Salvador Illa recibió pintadas intimidatorias en su casa. El incidente más grave tuvo lugar en noviembre de 2018 cuando un joven que portaba una bandera de España fue agredido por un desconocido en el metro de Barcelona tras una manifestación de Jusapol, causándole una herida de ocho centímetros en la frente.

### Declaración de independencia

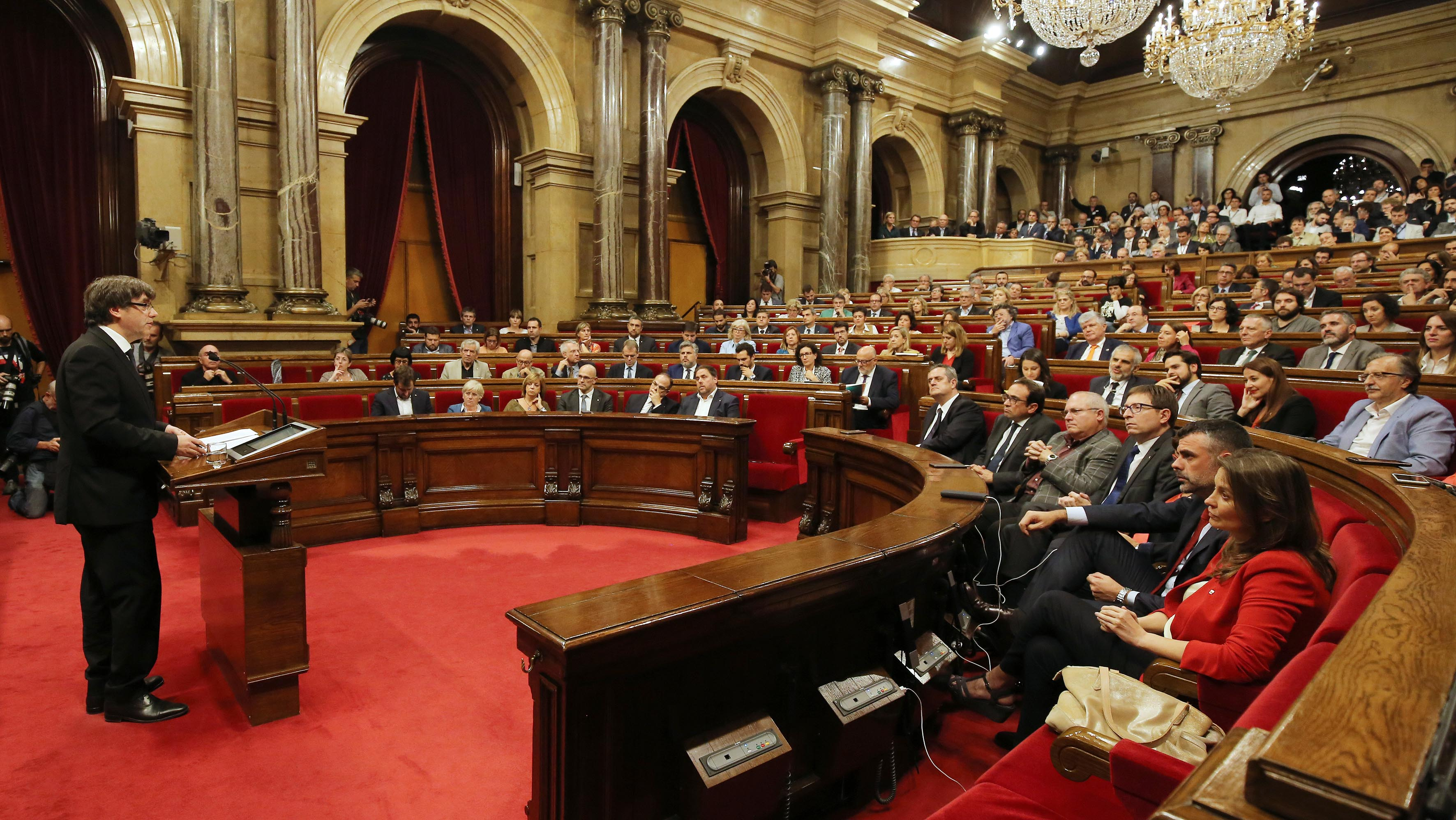
Discurso de Carles Puigdemont el 10 de octubre de 2017 en el Parlamento de Cataluña

El 10 de octubre de 2017 el presidente de la Generalidad Carles Puigdemont declaró la independencia de Cataluña en el Parlamento catalán. Instantes después Puigdemont propuso suspender los efectos de la misma para entablar negociaciones con el Gobierno de España. Tras el pleno, diputados de Junts pel Sí y la CUP firmaron la Declaración de independencia de Cataluña. Al día siguiente, el Gobierno de España requirió al presidente de la Generalidad que confirmara si había declarado la independencia, paso previo a la activación del artículo 155 de la Constitución española. Una semana después, Puigdemont no aclaró si había declarado la independencia.
Entretanto, el 15 de octubre de 2017, Jordi Sànchez Picanyol, presidente de la ANC, y Jordi Cuixart, líder de Òmnium Cultural, ingresaron en la prisión de Soto del Real (Comunidad de Madrid), siendo acusados de delito de sedición por haber encabezado los altercados en contra del operativo policial del 20 de septiembre. Por los mismos actos, Josep Lluís Trapero, mayor de los Mozos de Escuadra y la intendente del cuerpo Teresa Laplana fueron requeridos para declarar ante la Audiencia Nacional, quedando en libertad con medidas cautelares.
El día 27 de octubre de 2017 el Parlamento de Cataluña declaró unilateralmente la independencia después de una votación anónima por 70 votos a favor, 2 en blanco, 10 en contra y la ausencia de PSC, PP y Cs.

## Intervención de la autonomía catalana (octubre de 2017-junio de 2018)

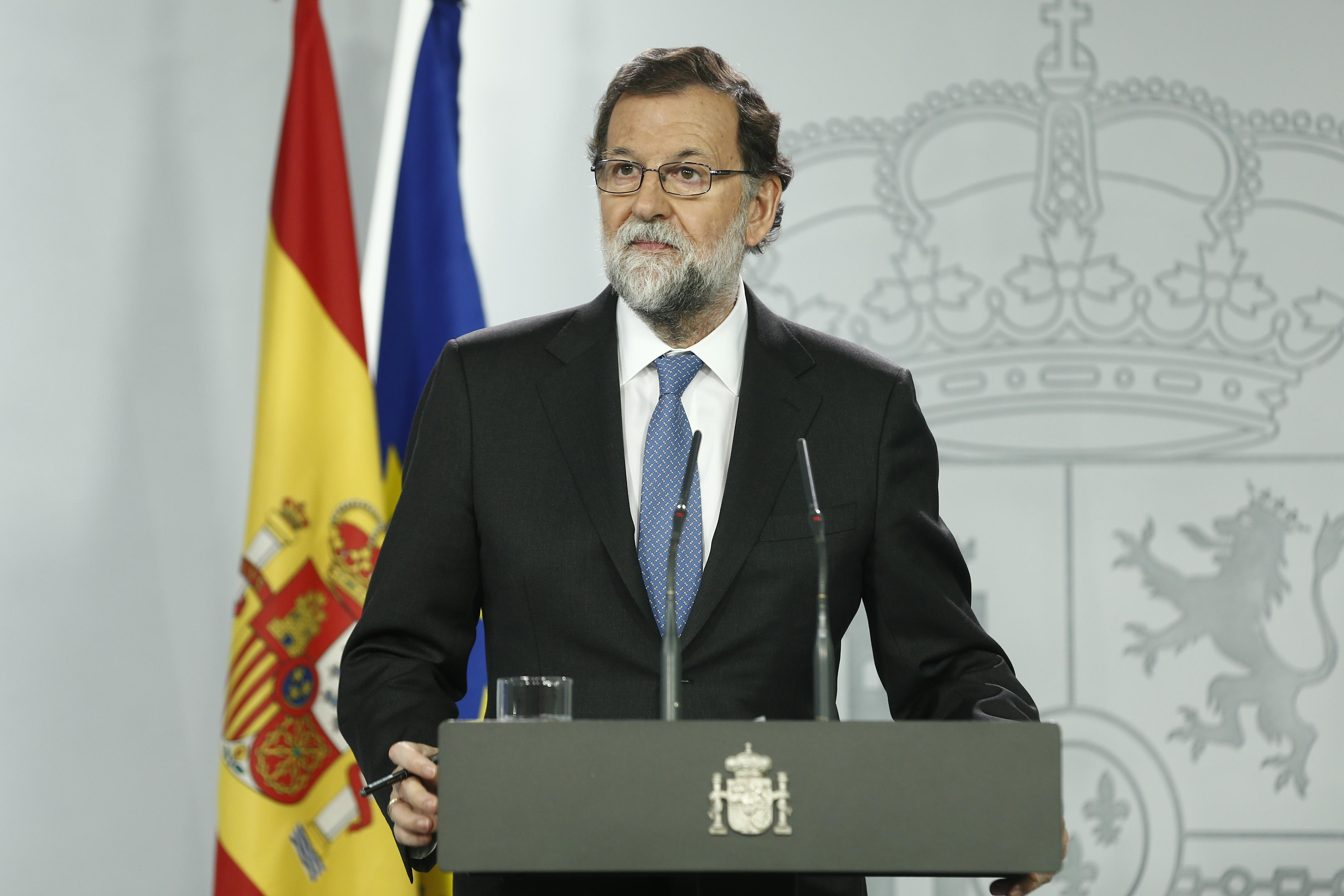
Mariano Rajoy anunciando la intervención de la autonomía catalana el 27 de octubre de 2017

El 27 de octubre de 2017 el Senado aprobó dar la autorización para aplicar el artículo 155 de la Constitución española a Cataluña. A continuación, Mariano Rajoy convocó un consejo de ministros extraordinario en el que se aprobó el cese del presidente de la Generalidad, Carles Puigdemont y del resto de miembros del Gobierno de la Generalidad, la disolución del Parlamento de Cataluña y la convocatoria de elecciones autonómicas catalanas para el 21 de diciembre de 2017.
Tras la huida de Carles Puigdemont a Bruselas y la querella de la Fiscalía por rebelión, Puigdemont y sus exconsejeros fueron citados por la juez de la Audiencia Nacional Carmen Lamela el día 2 de noviembre. La juez ordenó el ingreso en prisión provisional del exvicepresidente Oriol Junqueras y ocho exconsejeros de la Generalidad. Por su parte Puigdemont permaneció en Bruselas, siendo citado a declarar ante la justicia belga tras la orden europea de detención y entrega emitida por la justicia española.
Paralelamente, se seguía una instrucción contra los miembros aforados del Parlamento de Cataluña, llevada por el juez Pablo Llarena Conde en el Tribunal Supremo. El 24 de noviembre, Llarena dictó un auto por el cual —tras solicitar informe a Lamela— acumulaba a la causa contra los miembros aforados de la Mesa del Parlamento de Cataluña, la de los no aforados del destituido Gobierno catalán y la de los miembros de Òmnium Cultural Jordi Cuixart y ANC Jordi Sánchez que instruía Lamela. Así, quedó para Lamela únicamente la causa por sedición contra Josep Lluís Trapero —ya destituido como major de los Mozos— y Teresa Laplana. El 22 de diciembre, Llarena amplió la acusación a Artur Mas (expresidente de la Generalidad), Marta Rovira (número dos de ERC), Anna Gabriel (exportavoz de la CUP en el Parlament), Marta Pascal (coordinadora general del PDeCAT), Mireia Boya (expresidente del grupo parlamentario de la CUP) y a Neus Lloveras (presidente de la Asociación de Municipios por la Independencia) por pertenecer al Comité Estratégico del procés, con una participación destacada en su desarrollo y "aportando el apoyo político".
El 20 de noviembre, Barcelona perdió la posibilidad de acoger la Agencia Europea de Medicamentos, que tenía que buscar nueva sede tras el Brexit. Cayó en la primera ronda de votaciones, cuando era una de las favoritas para albergar este organismo europeo.

### Elecciones autonómicas de diciembre de 2017

Logo de Junts per Catalunya, candidatura encabezada por Puigdemont

El 21 de diciembre de 2017 se celebraron las elecciones al Parlamento de Cataluña, convocadas por el presidente Rajoy en virtud de la aplicación del artículo 155. Las fuerzas políticas independentistas calificaron las elecciones como «ilegales e ilegítimas», pero sí se presentaron. La participación fue la más alta de las registradas hasta entonces: rondó el 80%. Los tres partidos independentistas consiguieron mayoría absoluta al sumar 70 diputados en total: Junts per Catalunya, la formación encabezada por el expresident Carles Puigdemont con el respaldo legal del PDeCAT, obtuvo 34 diputados; Esquerra Republicana de Cataluña, 32 diputados; y la CUP, 4 diputados. Ciudadanos consiguió 36 escaños, haciendo que la suma de los partidos constitucionalistas (Ciudadanos, PSC y PP) llegara a 57 escaños. Catalunya en Comú-Podem, que rechazaba tanto la aplicación del artículo 155 como la declaración unilateral de independencia, consiguió 8 escaños. Tras este resultado electoral se impulsó en una parte de la sociedad catalana la idea de Tabarnia.
El Parlamento de Cataluña se constituyó el 17 de enero de 2018 y fue elegido presidente de la cámara Roger Torrent (ERC), quien en su discurso de aceptación del cargo no hizo ninguna mención a la «República Catalana» e hizo un llamamiento para recuperar las instituciones catalanas intervenidas por el gobierno central por la aplicación del artículo 155 de la Constitución.
El 15 de enero se hizo pública la sentencia del llamado caso Palau, donde se condenó a la antigua Convergència por el cobro de 6,6 millones de euros en comisiones ilícitas a través del Palau a cambio de obra pública y Fèlix Millet fue sentenciado a 9 años de cárcel.

### El bloqueo del Parlamento de Cataluña

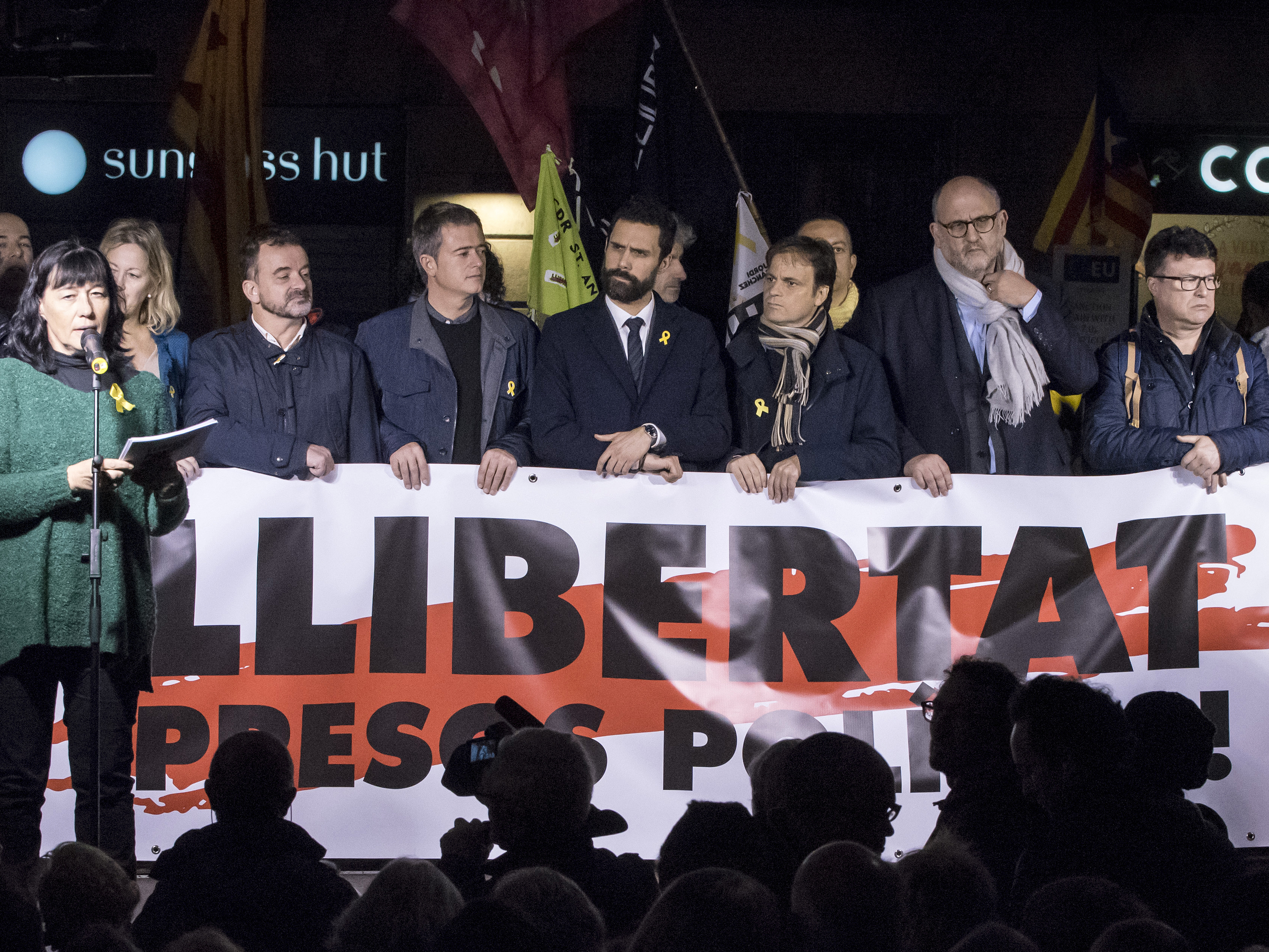
Roger Torrent, presidente del Parlamento de Cataluña, en un acto para pedir la libertad de los políticos presos

El 22 de enero Roger Torrent propuso como candidato a la presidencia de la Generalidad al expresidente Carles Puigdemont, que continuaba en Bruselas y que se consideraba a sí mismo como el presidente legítimo de Cataluña. El Gobierno de Rajoy presentó un recurso ante el Tribunal Constitucional para que desestimara la candidatura de Puigdemont. El Constitucional advirtió que para poder ser investido el candidato tenía que estar presente en la cámara y haber obtenido autorización judicial, dado que estaba vigente una orden judicial de busca y captura e ingreso en prisión. Torrent acató la decisión del Tribunal Constitucional y aplazó el pleno de investidura a pesar de las críticas de Junts per Catalunya y la CUP que pretendían que se aceptara la presencia de Puigdemont por vía telemática o por delegación en algún otro diputado.
El 1 de marzo de 2018 se aprobó una moción con los votos de los tres grupos independentistas en la que se denunciaba la «destitución ilegal e ilegítima» de Carles Puigdemont como presidente de la Generalidad, quien, ese mismo día, anunció que renunciaba «provisionalmente» a ser el candidato y propuso a Jordi Sánchez, en prisión provisional, como su sustituto. Sin embargo, el juez del Tribunal Supremo Pablo Llarena denegó el permiso para que Sánchez pudiera salir de la cárcel para asistir al pleno de investidura. El bloqueo continuó agravado por el rechazo de la CUP a la candidatura de Sánchez porque supondría la «sumisión a la legalidad española» y porque no iba encaminada a la «materialización de la república».
El tercer intento de investidura también falló porque el candidato Jordi Turull, quien en su discurso no hizo ninguna mención a la República ni a la independencia, no consiguió el apoyo de la CUP en la primera votación celebrada el 22 de marzo. Al día siguiente el juez del Tribunal Supremo Pablo Llarena lo envió a prisión junto con otros tres exconsejeros y la expresidenta del Parlamento de Cataluña Carme Forcadell, por lo que no se pudo celebrar la segunda sesión de investidura en la que el candidato podría haber sido elegido por mayoría simple.
El mismo día 23 de marzo en que ordenó la prisión sin fianza de Jordi Turull y los otros cuatro líderes independentistas, el juez Llarena dictó auto de procesamiento por un delito de rebelión contra el expresidente Carles Puigdemont, el exvicepresidente Oriol Junqueras y siete exconsejeros (Joaquim Forn, Jordi Turull, Raül Romeva, Clara Ponsatí, Josep Rull, Antoni Comín y Dolors Bassa), además de Jordi Sànchez y Jordi Cuixart, líderes de la Asamblea Nacional Catalana y de Omnium Cultural, respectivamente; Carme Forcadell, expresidente del Parlamento de Cataluña; y Marta Rovira, secretaria general de Esquerra Republicana de Catalunya. Los demás exconsejeros (Meritxell Borràs, Lluís Puig, Carles Mundó, Santi Vila y Meritxell Serret) fueron procesados por los delitos de desobediencia y malversación de caudales públicos. Por último fueron procesados únicamente por un delito de desobediencia, que no lleva aparejado la pena de cárcel, los miembros de la mesa del parlamento Lluís Maria Corominas, Lluís Guinó, Anna Simó, Ramona Barrufet y Joan Josep Nuet, así como la expresidenta de la CUP, Mireia Boya y su exjefa de filas en el Parlamento, Anna Gabriel. Y a continuación reactivó las euroordenes contra el expresidente Puigdemont y los cuatro exconsejeros huidos, y dictó una nueva contra Marta Rovira, huida en Suiza.

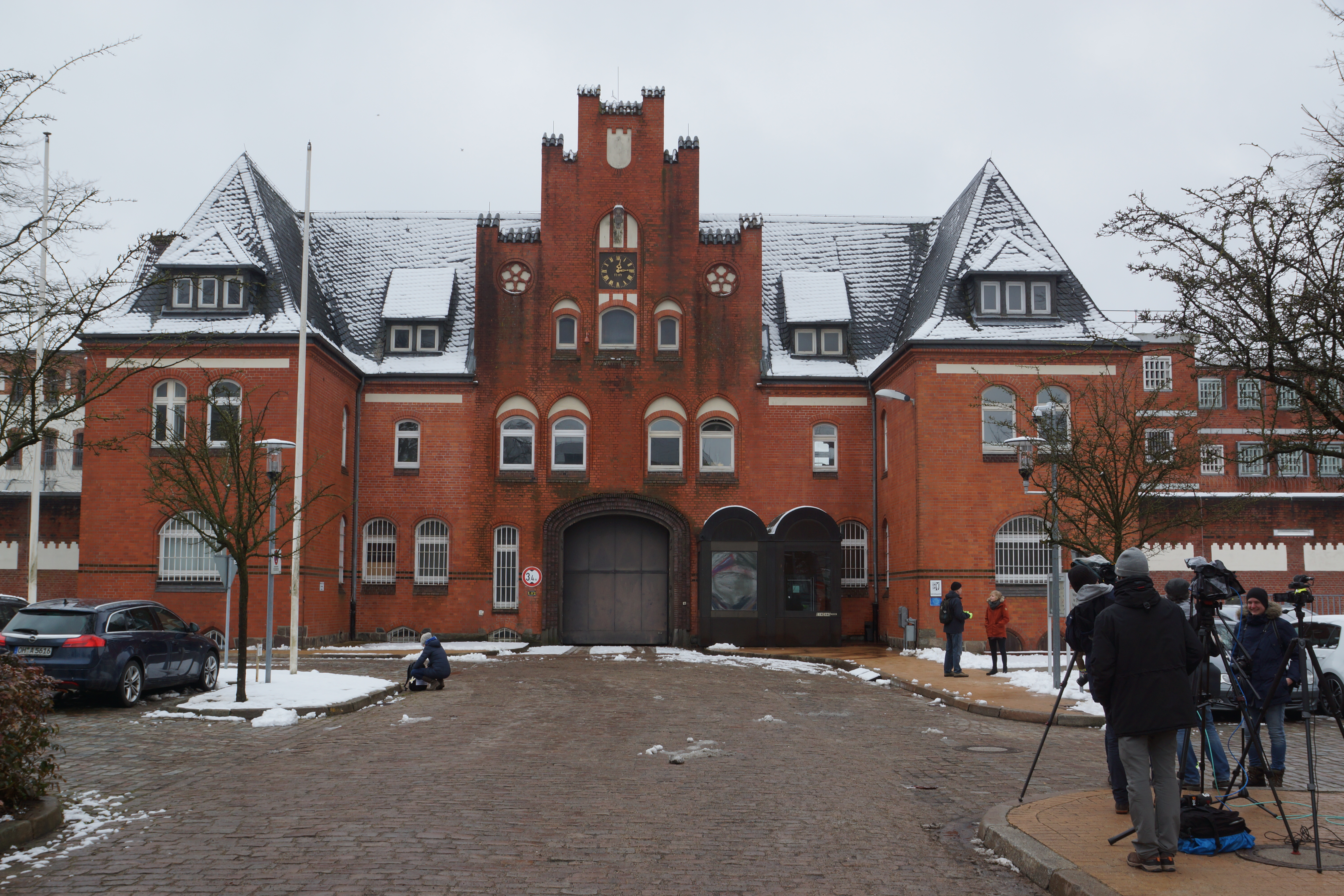
Prisión de Neumünster (Alemania) donde estuvo encarcelado Carles Puigdemont

El 25 de marzo, Carles Puigdemont fue detenido en Alemania al cruzar la frontera con Dinamarca cuando se dirigía a Bruselas después de haber participado en un acto en la Universidad de Helsinki, lo que provocó concentraciones y manifestaciones de protesta y  cortes de carreteras y de avenidas por los Comités de Defensa de la República. El 5 de abril la Audiencia Territorial de Schleswig-Holstein acordó dejar en libertad bajo fianza a Carles Puigdemont y descartó el delito de rebelión alegando que el delito que podría ser equiparable en Alemania al de rebelión, el de “alta traición”, no podía aplicarse porque no se cumplía el requisito de la “violencia”.
El cuarto intento para investir un nuevo presidente de la Generalidad tampoco tuvo éxito porque el 12 de abril el juez del Tribunal Supremo Pablo Llarena volvió a denegar el permiso carcelario a Jordi Sánchez, que por segunda vez había sido propuesto como candidato, por lo que el presidente del Parlamento de Cataluña Roger Torrent tuvo que aplazar el pleno de investidura convocado para el día siguiente.
Finalmente, tras un nuevo intento de investir a distancia a Carles Puigdemont desbaratado por el Tribunal Constitucional, el Parlamento de Cataluña invistió el 14 de mayo por mayoría simple —con los votos de Junts per Catalunya y Esquerra Republicana y la abstención de la CUP— como nuevo presidente de la Generalidad a Quim Torra, el candidato designado por Puigdemont desde Berlín. Sus primeras palabras tras la votación fueron de agradecimiento al «president Puigdemont» del que aseguró: «Lo investiremos».

## Gobierno de Quim Torra (junio de 2018-septiembre de 2020)

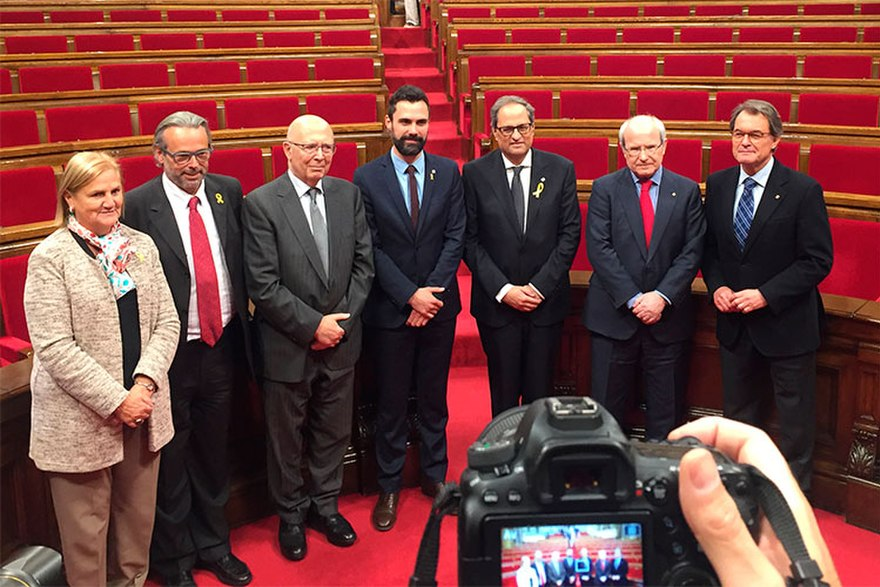
Quim Torra (quinto por la izquierda) tras ser investido presidente de la Generalidad

Tras ser investido presidente, Quim Torra viajó a Berlín para «rendir homenaje y expresar gratitud al presidente legítimo de Catalunya», Carles Puigdemont. Ambos pidieron diálogo al presidente del Gobierno Mariano Rajoy para «hallar una solución política al conflicto», quien aceptó la oferta pero «siempre dentro de la ley». Ese mismo día, Rajoy y Pedro Sánchez se reunieron para analizar la situación en Cataluña y emitieron un comunicado calificando a Torra de «frentista» y «xenófobo»,  debido a sus diatribas contra «los españoles» emitidas años antes en Internet y en artículos periodísticos. El 2 de junio de 2018 tomó posesión el Gobierno de Quim Torra, poniendo fin a la aplicación del artículo 155 de la Constitución española de 1978 en Cataluña.
El 1 de octubre hubo incidentes en toda Cataluña protagonizados por los CDR durante la conmemoración del primer aniversario del "1-O". Por la tarde se celebró en Barcelona una manifestación de decenas de miles de personas (180.000 según la Guardia Urbana) que acabó con abucheos al presidente Torra y con un intento de asalto al Parlamento de Cataluña por parte de grupos independentistas radicales. El 9 de octubre Junts per Catalunya rompió el acuerdo con Esquerra Republicana sobre los diputados suspendidos por lo que el Gobierno perdió la mayoría en el Parlamento de Cataluña al no poder delegar su voto Carles Puigdemont y los tres diputados de Junts per Catalunya que estaban en prisión.
El 21 de diciembre, aniversario de las elecciones autonómicas, se celebró un Consejo de Ministros del Gobierno español en Barcelona; previa reunión en la víspera con una parte del Gobierno catalán. Como protesta los CDR convocaron manifestaciones y realizaron cortes en las principales carreteras de Cataluña. En Barcelona los altercados se saldaron con 77 heridos (35 Mozos de Escuadra) y 13 personas detenidas. El 30 de marzo de 2019 el partido político VOX convocó un acto a favor de la unidad de España en Barcelona que fue boicoteado por radicales independentistas, con el balance de 5 simpatizantes de VOX heridos y 7 radicales detenidos por los Mozos de escuadra. El 23 de septiembre fueron arrestados 7 miembros del ala más radical de los CDR acusados de preparar atentados terroristas y dos de ellos reconocieron la tenencia de explosivos y que hicieron pruebas con ellos.

### Juicio del procés
El 12 de febrero de 2019 comenzó el juicio a los 18 detenidos por este proceso en el Tribunal Supremo, acusados de delitos de rebelión, desobediencia, sedición y malversación de caudales públicos. El partido político VOX ejerció como acusación popular en el juicio. Celebrado entre una fuerte expectación y entre acusaciones de indefensión de los acusados, el juicio fue transmitido en directo a través del portal YouTube.  Tras cinco meses de juicio, el 12 de junio fue declarado visto para sentencia. El 14 de octubre de 2019 se dio a conocer la sentencia firme, en la que se condenó a penas de 9 hasta a 13 años de prisión a los enjuiciados por delitos de sedición, malversación de caudales públicos y desobediencia.

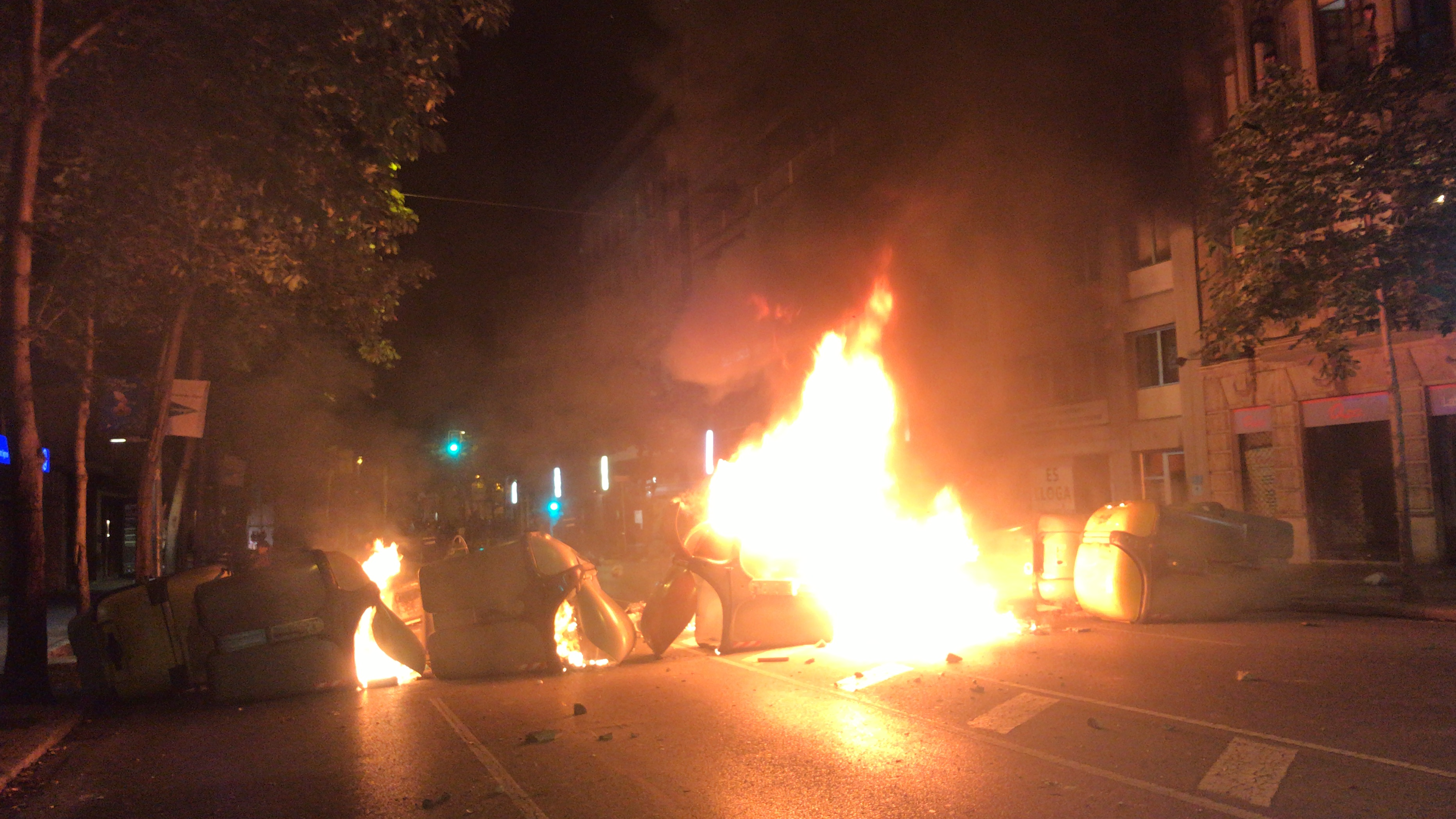
Barricada ardiendo en Gerona (16 de octubre de 2019)

Al conocerse la sentencia se produjeron cortes de carreteras y vías ferroviarias en Cataluña en protesta por la sentencia condenatoria a los líderes del procés. El Aeropuerto de Barcelona-El Prat fue colapsado por miles de manifestantes independentistas, provocando la cancelación de 108 vuelos.  En Gerona grupos de manifestantes paralizaron el servicio de AVE tras ocupar las vías del tren. La jornada de protesta acabó con cargas policiales y dejó un total de 131 personas heridas, dando comienzo a una semana de protestas y disturbios que culminaron con una jornada de huelga y manifestaciones el viernes 18 de octubre. En cinco días resultaron heridos 579 civiles y 288 agentes de policía en hechos relacionados con las protestas en toda Cataluña. Las Fuerzas y cuerpos de seguridad del Estado practicaron un total de 194 detenciones.

### Inhabilitación
En abril de 2019 el Tribunal Superior de Justicia de Cataluña (TSJC) imputó a Torra un delito de desobediencia, tras negarse reiteradamente a cumplir la orden de la Junta Electoral Central (JEC) de retirar símbolos partidistas de edificios públicos de la Generalidad de Cataluña durante las elecciones generales de abril. El 19 de diciembre de 2019 el TSJC condenó a Torra por un delito de desobediencia a año y medio de inhabilitación a cargos públicos electos y al ejercicio de funciones de gobierno. Torra anunció entonces que recurriría la sentencia ante el Tribunal Supremo (TS).
El 3 de enero de 2020 la Junta Electoral Central (JEC) ejecutó la condena y ordenó que se le retirara el acta de diputado y que corriera la lista a favor del siguiente candidato pero dejó libre al Parlamento catalán la interpretación de si la pérdida del acta de diputado comportaría o no también la del cargo de presidente regional. El secretario del Parlamento, Xavier Muro, retiró el escaño a Torra el 27 de enero. Torra conminó entonces al presidente del parlamento Roger Torrent —que había anunciado que no contabilizaría el voto de Torra—, al inmediato regreso al desacato en caso de no querer «poner en riesgo las instituciones», sin éxito. Al día siguiente Torra anunció sus intenciones de convocar elecciones después de la aprobación de los presupuestos.
En 2020, el procés y las elecciones anunciadas pasaron a segundo plano debido a la pandemia de coronavirus que llevó a la declaración del estado de alarma en España. La Generalidad y sus medios afines aprovecharon la ocasión para criticar la gestión del Gobierno español, llegando a difundir noticias falsas. En verano se rompió el PDeCAT tras el abandono de Puigdemont y sus afines y Puigdemont arrebató la marca «Junts per Catalunya» al PDeCAT. En septiembre Torra hizo una crisis de gobierno y removió a tres de sus consejeros. El 28 de septiembre el Tribunal Supremo confirmó en firme la inhabilitación de Torra. Las organizaciones independentistas convocaron manifestaciones de protesta. En 2021 definió su etapa de presidente del gobierno catalán como "presidencia de la impotencia".

## Gobierno interino de Pere Aragonès (septiembre de 2020-mayo de 2021)
Tras la inhabilitación firme de Torra, este fue sustituido interinamente por el vicepresidente Pere Aragonès hasta que se celebrasen elecciones a principios de 2021, con una serie de limitaciones pactadas entre los independentistas.
El 14 de febrero de 2021 se celebraron las Elecciones al Parlamento de Cataluña de 2021 en las que los partidos independentistas reforzaron su mayoría absoluta (Esquerra Republicana de Cataluña, 33 escaños; Junts, 32; y la CUP, 9) y superaron el 50% de los votos, con una baja participación (del 53%) a causa de la Pandemia de COVID-19 en España. El partido más votado, sin embargo, fue el PSC con Salvador Illa al frente (obtuvo 33 escaños). Vox entró en el Parlament (11 diputados) y Ciudadanos se hundió (pasando de 36 diputados a 6). En Comú Podem mantuvo sus 8 escaños y el PP pasó de 4 a 3. El PDeCAT no consiguió representación.

## Gobierno de Pere Aragonès (mayo de 2021- julio de 2024)

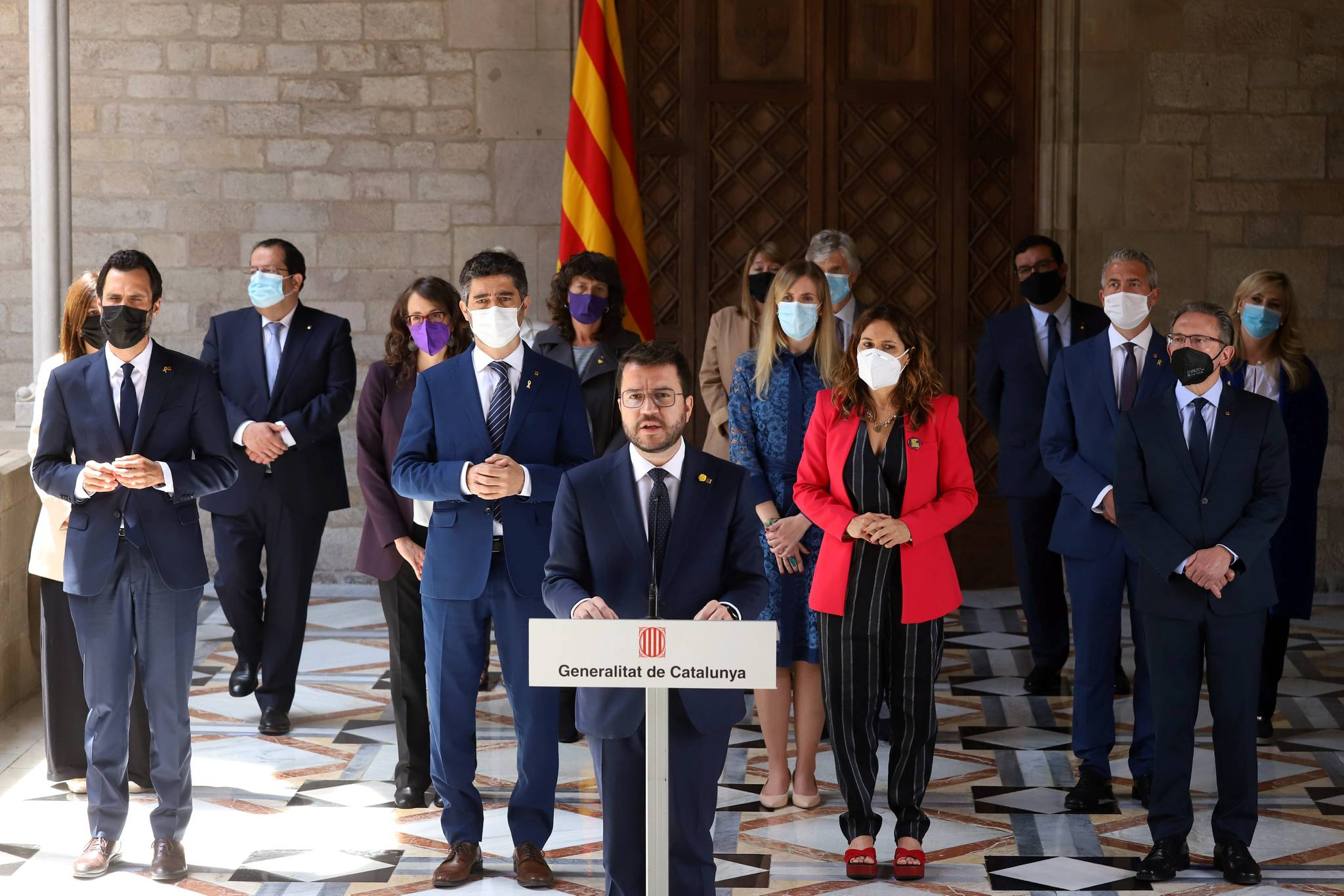
Primera comparecencia pública del nuevo gobierno de Cataluña con el presidente Pere Aragonès al frente (26 de mayo de 2021).

Finalmente, tras tres meses de tensas negociaciones entre los independentistas, el 21 de mayo de 2021 Pere Aragonès fue investido como presidente autonómico tras recabar los apoyos de ERC, Junts y la CUP, convirtiéndose en el primer presidente de la Generalidad de ERC desde la época de la II República Española (Lluís Companys en 1936). El 26 de mayo se constituyó el nuevo gobierno de Cataluña.

### Indultos a los presos delprocés
El 7 de junio Oriol Junqueras publicó un artículo de opinión en catalán en el diario Ara y en castellano en Lasexta.com con el título "Mirant al futur/Mirando al futuro" en el que avaló los indultos («hay gestos que pueden aligerar el conflicto, paliar el dolor de la represión y el sufrimiento de la sociedad catalana, y cualquier gesto en la línea de la desjudialización del conflicto ayuda a poder recorrer este camino») y descartó la vía unilateral para alcanzar la independencia (apostó por la «vía escocesa» —un referéndum de autodeterminación pactado— «porque sabemos que otras vías no son viables ni deseables»). En el artículo reconoció que la respuesta dada por los independentistas en el otoño de 2017 «no fue entendida como plenamente legítima por una parte importante de la sociedad, también de la catalana. En este sentido, quiero volver a extender la mano a todos aquellos que se hayan podido sentir excluidos, porque nuestro objetivo tiene que ser justamente el de construir un futuro que incluya a todo el mundo». Además reafirmó el valor de la «mesa de diálogo y negociación con el Estado», «un éxito en ella misma porque abre un espacio a la potencial resolución del conflicto. El diálogo y la negociación son imprescindibles».
El artículo de Junqueras fue contestado al día siguiente por el secretario general de Junts Jordi Sánchez, también encarcelado, con otro artículo publicado en Ara. En el artículo Sánchez le dijo a Junqueras: «No creo que el 1 de octubre fuera un error... y menos todavía un acto ilegítimo». También le dijo que «en todo caso, la apuesta por la negociación y el acuerdo no tiene por qué comportar la renuncia a otras vías democráticas y pacíficas». Y advirtió: «si el diálogo llega a ser estéril» para conseguir la amnistía y la autodeterminación, objetivos del pacto de gobierno entre Esquerra y Junts, entonces habrá que preparar «un nuevo embate democrático». Finalmente se refirió a los indultos: «La decisión de conceder el indulto le corresponde en exclusiva al gobierno español. Si llega será una decisión unilateral, como unilaterales fueron los tribunales y la Fiscalía que decretaron las órdenes de encarcelamiento que pronto cumplirán 4 años». Dos días después sectores de Junts pidieron el cese de Jordi Sánchez como secretario general por lo que escribió en su artículo de "Ara" sobre el referéndum del 1-O: «Soy de los que creen que el 1 de octubre fue concebido más para forzar al gobierno español a abrir una vía de diálogo y negociación para alcanzar un referéndum acordado que para proclamar efectivamente la independencia».
El domingo 13 de junio, miles de personas se concentraron en la plaza de Colón de Madrid para protestar por los indultos convocadas por la plataforma Unión 78 presidida por Rosa Díez, antigua líder del partido extinguido UPyD. Los líderes de Vox, PP y Ciudadanos asistieron pero por separado. Rosa Díez durante su intervención acusó al Gobierno de Pedro Sánchez de constituir «un poder excluyente, sectario y peligroso» y de violar la Constitución si concede los indultos a «delincuentes». El manifiesto fue leído por el escritor Andrés Trapiello en el que se calificaba al Gobierno de «inepto, parasitario y autoritario» y a la posible concesión de los indultos como un «grave atentado» contra la democracia.
El martes 22 de junio el Gobierno de Pedro Sánchez indultó a los condenados en el juicio del procés. Tras conocerse la decisión del Gobierno, el presidente de la Generalidad Pere Aragonès, rodeado por todos sus consejeros hizo una declaración institucional en la que volvió a insistir en su reclamación de amnistía y autodeterminación. «Es la hora de poner fin a la represión, es la hora de un referéndum acordado que cuente con aval internacional como desea una amplísima mayoría de la ciudadanía de Catalunya», dijo. Pero reconoció que la concesión de los indultos «ayuda a generar credibilidad en el camino de la negociación y el acuerdo para resolver el conflicto político». Además, se mostró satisfecho con la medida, porque a su parecer es un reconocimiento «que las condenas fueron injustas». Por su parte, Mònica Sales, portavoz parlamentaria de Junts, socio de gobierno de ERC, se mostró escéptica sobre el diálogo con el Ejecutivo central y declaró que no compartían la idea de que con los indultos fuera más creíble el camino de la negociación.
Al día siguiente, miércoles 23, salieron de la cárcel los nueve condenados por el procés, tras haber pasado más de tres años y medio en prisión. Nada más recobrar la libertad Oriol Junqueras, presidente de ERC, declaró: «Somos nueve personas más las que nos sumamos para continuar el trabajo por la libertad de todas las personas de este país, que seguimos trabajando para la amnistía de los 3.000 represaliados y las personas que están amenazadas por los procesos judiciales habidos y por haber». Por su parte Jordi Sànchez, secretario general de Junts, dijo: «Que ninguno se equivoque, la represión no nos ha vencido y no nos vencerá».

### La Diada de 2021 y el inicio de la mesa de diálogo
El 11 de septiembre de 2021 tuvo lugar en Barcelona una gran manifestación independentista con motivo de la Diada (el año anterior no se había podido celebrar a causa de la pandemia de COVID-19). Según los organizadores participaron 400 000 personas pero según la Guardia Urbana 108 000. Estuvieron presentes todos los políticos independentistas indultados tres meses antes. La presidenta de la ANC, Elisenda Paluzie, en su discurso le reclamó a Pere Aragonés “president haga la independencia”, que “nos tendrá a su lado”. Entre los manifestantes y entre los líderes políticos estuvo presente la decisión del gobierno central de suspender la prevista ampliación del aeropuerto del Prat.
El 15 de septiembre se reunió en Barcelona la mesa de diálogo Gobierno-Generalidad con la ausencia de Junts que no aceptó la negativa del presidente Aragonés a que sus representantes en la mesa fueran los presos indultados Jordi Sànchez y Jordi Turull por no ser miembros del gobierno autonómico. La reunión estuvo precedida por una reunión entre el presidente Pedro Sánchez y el presidente Pere Aragonès. Ambas partes constataron las enormes diferencias que las separan. La delegación de la Generalidad insistió en reivindicar la amnistía y en el derecho de autodeterminación, que la delegación del Gobierno rechazó por inconstitucionales.
La mesa de diálogo estuvo a punto de zozobrar solo una semana después cuando el 23 de septiembre el expresidente de la Generalidad Carles Puigdemont fue detenido por la policía italiana en Cerdeña en aplicación de la euroorden que había contra él (aunque había dudas sobre si seguía vigente o no). Pero al día siguiente Puigdemont fue puesto en libertad al entender la jueza italiana que aunque su detención por la policía italiana fue legal todavía mantenía su inmunidad parlamentaria como diputado del Parlamento Europeo a la espera de que se resolviera su recurso ante el Tribunal General de la Unión Europea sobre la cuestión. A su salida de prisión Puigdemont declaró: «España no pierde nunca la oportunidad de hacer el ridículo». El 4 de octubre Carles Puigdemont compareció de nuevo ante el tribunal de Cerdeña y este ratificó el rechazo a extraditarlo a España.

### La ruptura de la CUP con el gobierno autonómico
Un primer desacuerdo se produjo el 30 de septiembre de 2021, la víspera del cuarto aniversario del 1-O, cuando el Parlamento de Cataluña rechazó la propuesta de la CUP de realizar un referéndum unilateral de independencia antes de que finalizara la legislatura. Votaron en contra todos los grupos de la Cámara, incluidos los dos que formaban la coalición de gobierno, ERC y Junts.
Las diferencias entre la CUP y el gobierno autonómico se acentuaron durante el proceso de negociación de los presupuestos de la Generalidad para 2022 que la CUP finalmente no apoyó. El gobierno autonómico consiguió sacarlos adelante gracias al acuerdo alcanzado con En Comú Podem. Así el 23 de diciembre el Parlamento de Cataluña aprobó los presupuestos de la Generalidad con la abstención de En Comú Podem y el voto en contra de la CUP, confirmándose así la ruptura de la unidad del independentismo.

### La salida de Junts del Govern y la ruptura de la unidad del independentismo
El Govern de coalición ERC-Junts presidido por Pere Aragonès solo duró un año y cuatro meses (499 días) porque el 7 de octubre de 2022 Junts, tras consultar a la militancia, decidió abandonarlo, rompiéndose así la unidad del independentismo después de ocho años. Jordi Sànchez, exsecretario general de Junts y contrario a la decisión de su partido, declaró que con la salida de Junts del Govern «el procés se ha cerrado definitivamente». Ahora se abre «un nuevo ciclo» que lleva a una «situación desconocida», añadió.

## LaOperación Cataluña
La existencia de una llamada «Operación Cataluña» —un término utilizado por primera vez en noviembre de 2014 por elDiario.es para referirse a la existencia de investigaciones sobre líderes independentistas catalanes llevadas a cabo por un grupo de policías sin autorización judicial durante el mandato de Jorge Fernández Díaz como ministro del Interior del gobierno de Mariano Rajoy— fue confirmada en julio de 2016 por uno de sus protagonistas, el comisario José Manuel Villarejo. Este reveló en sede judicial que trabajó en conjunto con Marcelino Martín Blas, exjefe de la Unidad de Asuntos Internos, para poner en marcha un grupo de policías que se dedicaba a buscar información comprometedora sobre políticos de CDC y ERC con el objetivo de frenar el proceso independentista. Cuando se procedió al registro de su domicilio se encontraron documentos y grabaciones que confirmaban su participación en la «Operación Cataluña». El 11 de febrero de 2019 el diario La Vanguardia informaba que el comisario José Manuel Villarejo, según reconoció él mismo en unas grabaciones, habría recibido fondos reservados para financiar sus actuaciones en la llamada «Operación Cataluña». Los que serían conocidos como los audios de Villarejo fueron publicados por el diario El País y otros medios a lo largo de 2022.
La reunión que «prácticamente da el pistoletazo de salida a la “Operación Cataluña”», según desveló en noviembre de 2021 El Periódico de España, perteneciente a Prensa Ibérica, fue la que mantuvieron en Madrid el 26 de octubre de 2012 el comisario Villarejo y la secretaria general del Partido Popular María Dolores de Cospedal, y a la que también asistió su marido Ignacio López del Hierro. El diario se basaba en el contenido de las agendas de Villarejo, a las que había tenido acceso. Una semana antes de la reunión, según revelaron en una investigación conjunta La Vanguardia y elDiario.es comenzada a publicar el 15 de enero de 2024, Villarejo redactó su probablemente primera nota Informativa que hizo llegar al ministro del Interior Jorge Fernández Díaz a través de Francisco Martínez Vázquez, su entonces jefe de gabinete y más tarde Secretario de Estado de Seguridad. Según La Vanguardia, las notas informativas eran en «la mayoría de los casos investigaciones prospectivas, es decir, motivadas por el objetivo político predeterminado de descubrir irregularidades, pero sin indicios, algo prohibido en la legislación».
Diez días después, el 6 de noviembre de 2012 —en el inicio de la campaña de las elecciones catalanas de 2012—, Villarejo se reunía con Alicia Sánchez Camacho, líder del Partido Popular de Cataluña, en su casa de Barcelona. El comisario, como era su costumbre, grabó la conversación, cuyo contenido desvelará El Món diez años después, el 10 de junio de 2022. La entrevista duró dos horas, y según el resumen que hizo El Món, durante la misma «se trazó un plan de trabajo sobre como detener el procés». Sánchez Camacho le dice a Villarejo que entre en contacto con Vicky Álvarez antigua «amante» de Jordi Pujol Ferrusola, el hijo mayor de Jordi Pujol, expresidente de la Generalitat de Cataluña. Le recuerda al excomisario la comida que tuvo con ella en el restaurante La Camarga y que grabó la conversación que mantuvieron. Según El Món esta reunión fue la que inició la «Operación Cataluña», valoración en la que coincide la periodista de La Vanguardia Lola García: «Es justo en noviembre de 2012 cuando Sáchez-Camacho, alineada con el sector del PP que lidera Cospedal, habla con Villarejo de controlar a Mas, a Duran Lleida y a Jaume Giró, entonces director general de la Fundació La Caixa, y que después sería conseller de Economía dentro de la cuota de Junts».
El viernes 16 de noviembre de 2012, nueve días antes de que se celebraran las elecciones catalanas, el diario El Mundo publicaba en portada un artículo firmado por los periodistas Eduardo Inda y Esteban Urreitztieta cuyo titular a toda página decía: «La policía vincula cuentas en Suiza de Pujol y Mas con la corrupción de CiU». La fuente de la noticia era un supuesto informe de la UDEF. Cuando otros diarios cuestionaron la veracidad de la información de El Mundo —la UDEF aclaró que el informe no era suyo—, el ministro del Interior Fernández Díaz aseguró que abriría una investigación para averiguar de dónde había salido. Unos meses más tarde el banco Lombard Odier desmentirá por escrito que Mas o los Pujol hubieran tenido alguna relación con la entidad. En las elecciones Artur Mas no sólo no logró la mayoría absoluta que pretendía, sino que perdió doce de los setenta y dos escaños que tenía. Según uno de los audios de Villarejo publicados en 2022 la información de que Jordi Pujol tenía una cuenta en el banco suizo Lombard procedía del empresario Javier de la Rosa. «De hecho, De la Rosa iba explicando ese asunto a todo aquel que quería escucharle desde hacía tiempo, pero ningún periodista había reunido pruebas que le permitieran publicarlo», puntualiza Lola García. En una grabación de 2015 de Villarejo, conocida en 2022, este le reconoció al director de El Mundo Pedro J. Ramírez su «mérito» en la tarea de desprestigiar al independentismo.
Un mes después, el 16 de diciembre de 2012, se reunían el ministro del Interior Fernández Díaz con los policías Eugenio Pino y José Manuel Villarejo, un encuentro que no fue conocido hasta diez años después cuando el diario El País en su edición del 22 de junio de 2022 publicó la grabación que había hecho Villarejo de la reunión y que según el diario demostraba que, en contra de lo que había manifestado ante la comisión de investigación del Congreso de los Diputados, Fernández Díaz sí había estado implicado en la «Operación Cataluña» y sí que conocía al excomisario Villarejo, del que había dicho en el Parlamento: «Durante los casi cinco años en los que he ejercido la responsabilidad de ministro del Interior, jamás he despachado nada con el señor Villarejo». En la reunión Villarejo informó al ministro de que ya estaba preparada la querella que se iba a presentar contra Jordi Pujol y contra Artur Mas y de que ya había contactado con los jueces de la Audiencia Nacional Fernando Abreu y Pablo Ruz. «Nos hace falta la declaración de la antigua amante [de Jordi Pujol Ferrusola, hijo mayor de Jordi Pujol], que están ahora en Barcelona cerrando el tema», le dijo Villarejo. «¿Y eso cómo va a ir?», le preguntó Fernández Díaz. Villarejo le contestó: «Pues, en principio, va bien. He hablado con ella a las diez de la mañana, antes de ver al DAO [Director Adjunto Operativo de la Policía], y la chica [Victoria Álvarez] está motivada».
El 3 de marzo de 2014 el diario La Razón publicó las fotografías de «treinta y tres jueces» supuestamente favorables a la consulta del 9-N. Al día siguiente se reunieron Villarejo, Pino, el exjefe de información en Cataluña Pedro Esteban y el exjefe de Asuntos Internos Marcelino Martín Blas, supuestamente preocupados por eliminar rastros de la filtración, según afirmaba El País en 2022.
El lunes 7 de julio de 2014, El Mundo publicaba una supuesta captura de pantalla con las cuentas de Jordi Pujol en la Banca Privada d'Andorra. El artículo titulado «La familia Pujol ingresó 3,4 millones en un mes en un banco de Andorra» iba firmado por Fernando Lázaro. Dos semanas después, el 25 de julio, el expresidente de la Generalidad reconoció en un comunicado enviado a varios medios haber ocultado a la Hacienda Pública durante 34 años «un dinero ubicado en el extranjero», procedente de su padre Florenci Pujol. En el comunicado Pujol lamentaba no haber encontrado nunca el «momento adecuado» para la regularización de esas cantidades y pedía perdón a la opinión pública. Según varios medios, se trataría de en torno a cuatro millones de euros, ubicados en Andorra, que supuestamente se habrían beneficiado de la amnistía fiscal (o regularización extraordinaria) promovida por el Gobierno de España en 2012. La confesión de Jordi Pujol generó una gran controversia política.
Cómo llegó la información bancaria de los Pujol al diario El Mundo fue desvelado en 2022 gracias a las grabaciones y a las «notas informativas» del excomisario Villarejo que fueron publicadas por algunos medios. Según una de las grabaciones, el directivo de la BPA Joan Pau Miquel fue requerido por parte del agregado de Interior de la embajada de España, Celestino Barroso, para que diera los datos bancarios que tuviera su entidad no sólo de Pujol, sino también de Artur Mas y de Oriol Junqueras, o de lo contrario el banco recibiría un «hachazo». Por otro lado, en una de las «notas informativas» que el comisario Villarejo redactó para el DAO Eugenio Pino se relataba el encuentro que tuvo lugar en el hotel Villamagna entre el jefe de Asuntos Internos de la policía española Marcelino Martín-Blas y Joan Pau Miquel en el que este le reclamaba medio millón de euros para facilitar información sobre los Pujol (una información que fue desmentida por fuentes de los servicios secretos, según El Periódico de España). La BPA cerró a causa de la investigación abierta por Estados Unidos, a instancias del ministerio del Interior español según los directivos de la BPA, sobre su supuesta implicación en la financiación del terrorismo. Una juez de Andorra inició una investigación sobre el presunto «chantaje» sufrido por los responsables de la BPA por parte de la policía española y en la que incluyó al presidente del gobierno español Mariano Rajoy.

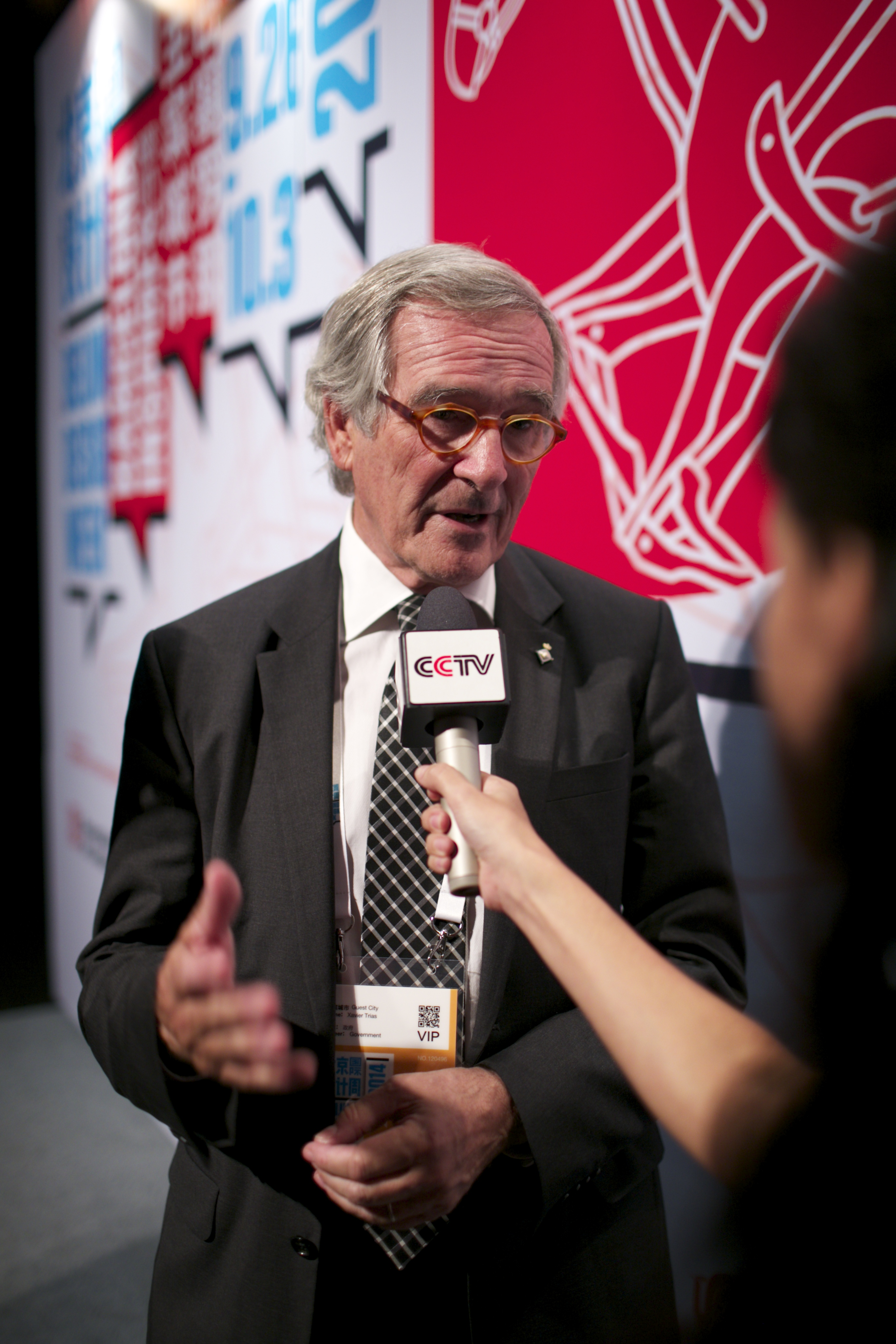
El entonces alcalde de Barcelona Xavier Trias (CiU) en septiembre de 2014. Un mes después el diario El Mundo aseguró en portada que estaba siendo investigado por una cuenta de 12,9 millones que tenía en un banco suizo, lo que se demostró falso. Sin embargo en noviembre de 2017 se produjo la filtración de los Paradise Papers y tuvo que reconocer que miembros de su familia habían tenido dinero en Suiza. Trias afirmó no ser conocedor de estos hechos, ya que el trust familiar era administrado por sus padres. A pesar de figurar como beneficiario, junto a once hermanos y un sobrino, declaró no haber recibido el dinero, que fue heredado por su hermano.

El lunes 27 de octubre de 2014, a poco más de una semana de la celebración de la consulta del 9-N, el diario El Mundo publicó en portada que el alcalde de Barcelona y candidato a la reelección por CiU Xavier Trias estaba siendo investigado por una cuenta de 12,9 millones de euros que tenía en Suiza —el artículo titulado «Investigan una cuenta de 12,9 millones del alcalde de Barcelona en Suiza» lo firmaban Inda, Urreitztieta y Lázaro—. El banco suizo desmintió esa información.
El Món fue el medio que publicó en julio de 2022 la grabación de Villarejo en la que este relataba el asunto de la «cuenta de Trías» durante una comida en el reservado de un restaurante de Madrid que tuvo lugar el 4 de noviembre de 2014, poco después de que Trías presentara un certificado del banco suizo —en que el que supuestamente tenía la cuenta—, en el que se decía que Trías no tenía ninguna cuenta en la entidad y que ni siquiera el número de cuenta que se había publicado existía. Compartían mesa con Villarejo, el juez Fernando Abreu, entonces titular del juzgado central de instrucción n.º 4; Adrián de la Joya, presidente de La Razón; Mauricio Casals; y el comisario José Luis Olivera. Al principio de la comida Villarejo recibe una llamada telefónica del secretario de Estado de Seguridad Francisco Martínez Vázquez preocupado por cómo estaba saliendo el asunto y Villarejo intenta tranquilizarlo: «Ahora llueve pero después escampa. Esto es un juego de niños comparado con historias del pasado». Durante la comida, al preguntarle el juez Abreu, cuenta cómo se ha urdido «lo de la cuenta de Trías».

Fernando Abreu: ¿Quién le ha dado a El Mundo la cuenta de Trías?
Villarejo: El Gordo [el comisario Enrique García Castaño]... Es falsa, es falsa... [risas]
 F.A.: Pero al Gordo qué le han dicho: acaba con El Mundo. Aunque no hace falta con lo que venden...
V: Ese no es el problema. El problema es que el ministro [Jorge Fernández Díaz] está muy mosqueao... Se ha tirado a la piscina a muerte y lo han pillado... El problema es que las prisas son malas consejeras. Yo llevaba un tiempo... oye vamos a ir con calma... Había prisas porque al hermano del ministro en el Ayuntamiento [de Barcelona] le estaban dando... Dame algo para este y tal... La mentira tiene unas patas muy cortas.
FA: ¿Quién le da esa información al Gordo?
V: Esa es otra [riéndose].
FA:¿Un periódico puede dar un número de cuenta...?
V: Le han enseñado papeles...
 FA: Pero el banco dice que esa numeración si tiene 20 cifras la suya tiene 27.
 V: Le venden la burra a los periodistas y publican eso y a partir de ahí se acojonan porque el Trías responde y se van rápidamente a ver a Pino [Eugenio Pino, jefe del DAO de la policía], a tu amigo Pino, y Pino les enseña un informe que habían hecho Asuntos Internos de esa cuenta... Un informe de Asuntos Internos absurdo con cinco páginas en francés... Y los periodistas toman nota del número de cuenta y con eso se van tan tranquilos. [...] Claro, al día siguiente dice Trías: ya os he pillado.

Dos meses antes de la publicación de la grabación por El Món, el excomisario Villarejo, en aquel momento en libertad condicional a la espera de juicio tras haber pasado tres años y medio en prisión, había afirmado en el programa Preguntes freqüents de TVE-Cataluña emitido el 22 de mayo de 2022 que «ante las intenciones del independentismo hicimos lo que teníamos que hacer. Algunas cosas más o menos ortodoxas, porque el concepto de legalidad es muy etéreo». Durante la entrevista situó el inicio de la «Operación Cataluña» en noviembre de 2012 con el informe «no verificado» en el que se afirmaba que Jordi Pujol, el líder histórico de CiU, y Artur Mas, en aquel momento presidente de la Generalidad de Cataluña, tenían cuentas en Suiza.
El 15 de enero de 2024 La Vanguardia y elDiario.es comenzaron a publicar los resultados de una investigación conjunta sobre las actuaciones ilegales que realizó el gobierno de Mariano Rajoy para intentar desacreditar o abrir causas judiciales contra los líderes independentistas catalanes. Según estos dos medios, fueron coordinadas por el ministro del Interior Jorge Fernández Díaz, a cuyo despacho llegaban los informes a los que habían tenido acceso los dos diarios, y de los que de una parte de ellos daba cuenta al presidente del gobierno Mariano Rajoy en sobres cerrados entregados en mano. Según La Vanguardia, «los nuevos datos permiten reconstruir en buena medida el funcionamiento del operativo para hacer frente a la crisis independentista catalana con procedimientos al margen de la ley y de los protocolos policiales formales». Cuando en La Vanguardia le preguntaron sobre estos hechos, el exministro Fernández Díaz aseguró no tener nada que decir respecto a «una operación de la que sé lo que se ha publicado y que es un nombre que se ha inventado un personaje muy conocido al parecer». El portavoz del PP Miguel Tellado, por su parte, no entró a valorar el contenido de las informaciones pero afirmó que se trataba de una «cortina de humo» del gobierno de Pedro Sánchez para «justificar» la Ley de amnistía —aunque el líder del PP en Cataluña Alejandro Fernández sí que condenó los hechos—, mientras que la dirección del PSOE consideró que «la llamada operación Catalunya es el Watergate del Gobierno del Partido Popular y Mariano Rajoy», y pidió que se abrieran «actuaciones judiciales inmediatas».
Los informes que llegaban al despacho del ministro Fernández Díaz también se referían a personas no directamente vinculadas políticamente en el procés, como lo demostraba el documento titulado «Propuesta de investigación por informaciones recibidas» con membrete de la Unidad de Asuntos Internos del Cuerpo Nacional de Policía que publicaron el 16 de enero La Vanguardia y elDiario.es. En el mismo aparecían los nombres de varios empresarios catalanes, entre otros Sol Daurella, su esposo Carles Villarrubí y Carles Sumarroca, así como el del antiguo Fiscal Superior de Cataluña Martín Rodríguez Sol, que estuvo solo nueve meses en el cargo, entre julio de 2012 y marzo de 2013, porque dimitió antes de que fuera cesado por el Fiscal General del Estado a causa de las presiones del gobierno de Mariano Rajoy. Al final de la relación de las «propuestas de investigación» figuraba el siguiente texto: «Las informaciones recibidas figuran en su mayor parte en Internet y no se han podido contrastar hasta el momento». Lo que según La Vanguardia  constituía «una auténtica confesión del carácter prospectivo de las indagaciones, es decir, del objetivo de buscar pruebas incriminatorias sin que previamente existan elementos para ello». «De nuevo resulta evidente la huella de Villarejo y sus fuentes en Catalunya, en esencia De la Rosa y Alicia Sánchez-Camacho, la entonces presidenta del PP en la comunidad autónoma», añadía el diario. También se intentó implicar al mayor de los Mozos de Escuadra Josep Lluís Trapero en un caso de drogas.

### Comisiones de investigación
El 27 de abril de 2017 el Parlamento de Cataluña constituyó una comisión de investigación sobre la Operación Cataluña, con los votos en contra del Partido Popular y la abstención de Ciudadanos. El dictamen final de la comisión se redactó el 29 de agosto de 2017 exclusivamente con la participación de los dos grupos independentistas, Junts pel Sí y CUP, y el constitucionalista de Catalunya Sí que es Pot, ya que el resto de grupos constitucionalistas (Ciudadanos, Partido Popular y Partit dels Socialistes de Catalunya, PSC) habían abandonado la comisión en diferentes momentos. El dictamen final de la comisión fue aprobado por el pleno del Parlamento de Cataluña el 7 de septiembre de 2017. Votaron a favor los dos grupos independentistas y Catalunya Sí que es Pot y en contra el Partido Popular, mientras que el PSC y Ciudadanos se abstuvieron. El dictamen concluía que la Operación Cataluña se trataría de una «maniobra planificada y ejecutada por ciertas estructuras esenciales del Estado español [···] a través de prácticas alegales e ilegales».
De forma paralela el Congreso de los Diputados también constituyó una comisión de investigación en la que no aparecía el término Operación Cataluña para investigar la actuación del ministro Jorge Fernández Díaz. En su dictamen final del 20 de julio de 2017, la comisión determinó que existió una operación de espionaje hacia políticos independentistas en Cataluña encabezada por el entonces ministro del Interior. La resolución contó con el apoyo de los partidos de la oposición: PSOE, Podemos, PNV, ERC y el PDeCAT.
Una nueva comisión de investigación del Congreso de los Diputados se aprobó el 15 de septiembre de 2022, a la vista de las informaciones publicadas por diversos medios en los meses anteriores, basadas en gran parte en los llamados audios de Villarejo. Esta vez se la denominó comisión de investigación sobre la «Operación Cataluña», a diferencia de la anterior comisión de investigación sobre la actuación del ministro Jorge Fernández Díaz en que no se empleó el término, lo que sí había hecho el Parlamento de Cataluña en su comisión de investigación sobre el mismo tema. La petición la habían presentado en junio ERC, Junts, PDeCAT, la CUP, Bildu y el BNG para que se investigara «la presunta intromisión en la soberanía del Principado de Andorra por parte de responsables políticos españoles, así como de entramados parapoliciales en el marco de la denominada "Operación Cataluña"». La solicitud se hizo efectiva tras conocerse que estaban siendo investigados por la justicia de Andorra el expresidente Mariano Rajoy y los exministros Cristóbal Montoro, de Hacienda, y Jorge Fernández Díaz, de Interior, por su presunta relación con los intentos de conocer «mediante vías ilegales» información bancaria secreta de líderes políticos independentistas. En cuanto a Fernández Díaz era la segunda comisión de investigación que se abría durante esa Legislatura sobre su actuación al frente del Ministerio del Interior. La anterior se había referido al Caso Kitchen.
El 17 de agosto de 2023 Junts acordó con el PSOE, como condición para votar a favor de la candidatura de la socialista Francina Armengol para la presidencia del Congreso de los Diputados, en el inicio de la XV legislatura de España, la reactivación de la comisión de investigación sobre la «Operación Cataluña». Tras conocerse las informaciones publicadas por La Vanguardia y elDiario.es a partir del 15 de enero de 2024, Junts anunció que exigiría la comparecencia en la misma del expresidente Mariano Rajoy. En el mismo sentido se manifestaron la portavoz del gobierno español y la del gobierno de la Generalitat de Cataluña.

## Marco legal
La Constitución española de 1978 permite la participación política ciudadana y la ley orgánica 2/1980 de 18 de enero regula diferentes variedades posibles de referéndum, entre las que se incluye el referéndum consultivo autonómico, que según la legislación debe estar autorizado por el Estado español. El estatuto de Cataluña de 2006 introdujo en el artículo 122 la noción de que la Generalidad de Cataluña tenía la competencia exclusiva para convocar consultas («consulta popular, con excepción de lo previsto en el artículo 149.1.32 de la Constitución»). El Tribunal Constitucional restringió sin embargo la interpretación del texto mediante la sentencia del 28 de junio de 2010, desautorizando la posibilidad de celebración de una consulta por parte de la Generalidad.
Partidos políticos como el Partido Popular o Ciudadanos niegan que el artículo 150.2 de la Constitución —que permite la transferencia o delegación a las autonomías de responsabilidades del Estado español— sirva para convocar un referéndum, mientras que los partidos pro-independencia catalanes se oponen a esta interpretación; Núria de Gispert, presidente del parlamento catalán, opinó en enero de 2014 que un referéndum consultivo sí podría tener «encaje constitucional» sobre la base del artículo 150.2.

## Posiciones respecto a la independencia de Cataluña

### Electorado de Cataluña
Aquí se detalla la posición del electorado de Cataluña en las últimas elecciones al Parlamento de Cataluña agregado en voto independentista/no independentista según la posición de los partidos políticos correspondientes.
| Elección                       | Participación | Voto independentista            | Voto contrario a la independencia | Otros              |
| ------------------------------ | ------------- | ------------------------------- | --------------------------------- | ------------------ |
| Elecciones autonómicas de 2015 | 74.95%        | 47,80% JxS + CUP                | 41.62% CS + PSC + PP              | 10.58% ECP + otros |
| Elecciones autonómicas de 2017 | 79.09%        | 47,49% JxC + ERC + CUP          | 43,49% CS + PSC + PP              | 9,02% ECP + otros  |
| Elecciones autonómicas de 2021 | 53.44%        | 50,05% ERC + JxC + CUP + PDeCAT | 39,55% PSC + VOX + CS + PP        | 10,40% ECP + otros |

### Gobierno español
La vicepresidenta del Gobierno, Soraya Sáenz de Santamaría, manifestó ya en octubre de 2012 la oposición a cualquier posibilidad de consulta convocada por una comunidad autónoma. Arguyó que el artículo 92 de la Constitución establece que la competencia exclusiva para convocar referendos consultivos la tiene el Rey a propuesta del Presidente del Gobierno, con previa autorización del Congreso de los Diputados. Igualmente invocó el artículo 149.1.32 de la Constitución, que atribuye al Estado la competencia para la «autorización para la convocatoria de consultas populares por vía de referéndum». El Gobierno recuerda la doctrina del Tribunal Constitucional sobre la materia, que considera que el referéndum es un procedimiento excepcional que está limitado a los casos previstos expresamente en la Constitución y que no existen consultas populares distintas de aquel.

### Organizaciones supranacionales
- Unión Europea
  - Donald Tusk, presidente del Consejo Europeo, declaró tras la proclamación de independencia del 27 de octubre de 2017 que «para la Unión Europea nada cambia. España sigue siendo nuestro único interlocutor».
  - Durão Barroso, presidente de la Comisión Europea: A finales de diciembre de 2013 el presidente de la Generalidad de Cataluña Artur Mas dirigió una carta al presidente de la Comisión Europea, José Manuel Durão Barroso, y a los jefes de Gobierno de la Unión Europea, junto con un memorando dirigido a los responsables de exteriores de 45 países de todo el mundo buscando la internacionalización del proceso independentista. En su misiva a los líderes europeos Artur Mas expresaba su confianza en el apoyo que los destinatarios podían aportar a la consulta con la que «el pueblo catalán está plenamente comprometido», además de reafirmar la voluntad de los catalanes de permanecer en la UE y en la zona euro.[429] En la única respuesta que ha trascendido, la Unión Europea mantuvo que las cuestiones planteadas en el escrito del presidente de la Generalidad constituyen un asunto interno español: «No es el papel de la Comisión Europea dar opiniones sobre los eventos políticos que están aconteciendo. La organización de un referendo es un asunto que pertenece al debate nacional español». Durão Barroso recordó, además, que los tratados europeos dejarían de ser de aplicación en Cataluña.[430] En unas declaraciones efectuadas en España reiteró textualmente que «Si hay un territorio de un país que vaya a salir de ese país, claro que es otro Estado y ahí tendría que pedir la adhesión, si quiere, a la UE, y los otros países tendrían que aceptarlo para ser miembro».[431]
  - Herman Van Rompuy, presidente del Consejo Europeo: «Un nuevo estado independiente, por el hecho de ser independiente, se convertiría en un tercer país con respecto a la Unión [Europea]  y los tratados [europeos] no se aplicarían en su territorio a partir del día de su independencia.»[432]
  - Pia Ahrenkilde, portavoz de la Comisión Europea: «Un Estado independiente se convertiría, por el hecho de su independencia, en un país tercero respecto a la Unión y desde el momento de la independencia no se aplicarían los Tratados en su territorio.»[433][434]
  - Joaquín Almunia, Comisario europeo de Competencia: «La parte segregada no es miembro de la UE.»[435]
- OTAN: Oana Lungescu, portavoz de la OTAN, ante las preguntas de los periodistas que en la «hipotética» situación de independencia de Cataluña y Escocia, respondió que estas podrían quedar fuera de la OTAN debido a que «En general para que cualquier nación se incorpore a la Alianza necesitaría obtener el consenso de todos los aliados de la OTAN».[436]
- ONU: Ban Ki-moon, secretario general de la ONU declaró, ante la pregunta de un periodista sobre los procesos de autodeterminación de Cataluña y Escocia durante una visita a Andorra, que «Todos los asuntos pendientes entre países se deben resolver por medios pacíficos y por la vía del diálogo, respetando las aspiraciones genuinas de la gente que está afectada».[437] Posteriormente, en otra entrevista, declaró que «Cataluña no está incluida entre los territorios sin autogobierno con derecho de autodeterminación».[438]

### Estados
- Alemania: Angela Merkel, canciller de Alemania, declaró el 18 de julio de 2014 que está «a favor de la integridad territorial de todos los Estados» europeos, que comparte «la opinión del Gobierno español» sobre el proyecto de referéndum de Cataluña y que «no me involucraré en asuntos nacionales españoles».[439]
- Reino Unido: David Cameron, primer ministro del Reino Unido afirmó el 12 de junio de 2013: «No se pueden ignorar las cuestiones de nacionalidad, independencia e identidad; hay que dejar que la gente decida»,[440] aunque añadiendo a continuación: «Pero nunca querría decir a la gente de España cómo hacer frente a sus propios retos. Esto lo tienen que decidir el Gobierno español y el presidente español.»[441] Posteriormente, en noviembre del mismo año, Cameron declaró junto a Mariano Rajoy que toda región que se independizase de un estado miembro de la Unión Europea se vería inmediatamente excluida de la Unión, en referencia a Escocia y Cataluña.[442]
- Francia: François Hollande, presidente de la República Francesa, al preguntársele el 26 de noviembre de 2013 sobre la posible independencia de Cataluña, afirmó: «Cataluña es una región de España, y por tanto la relación entre España y Cataluña, es un tema interno de España. Es competencia de su soberanía en exclusiva. No tengo nada más que comentar al respecto.»[443][444][445]
- Estados Unidos: Tras la proclamación de independencia del 27 de octubre de 2017, la Casa Blanca reiteró el respaldo del presidente Donald Trump a «una España unida». Previamente, durante la visita del presidente del Gobierno español, Mariano Rajoy, a los Estados Unidos, el presidente norteamericano había declarado, en una comparecencia conjunta con Rajoy en la Casa Blanca, que[446] «sería una tontería que Cataluña no siguiera en España». Caitlin Hayden, portavoz en materia de seguridad y política exterior del gobierno de los Estados Unidos, en respuesta a una petición a la web de la Casa Blanca con más de 30 000 firmas dijo: «Los Estados Unidos reconocen la singularidad cultural y las tradiciones catalanas, pero considera que el estatus de Cataluña es un asunto interno español», y añadió que su gobierno está seguro «de que el gobierno y el pueblo español resolverán la cuestión conforme a sus leyes y a la Constitución».[447][448]
- Letonia: Valdis Dombrovskis, primer ministro de Letonia: «Si hay una clara voluntad del pueblo y una clara demanda de un referéndum, vale absolutamente la pena prestarle atención y mirar opciones sobre cómo abordar el tema».[449] Posteriormente, se dio a conocer que, según un informe policial, Dombrovskis habría cobrado seis millones de euros a cambio de apoyar públicamente el proceso independentista de Cataluña, apuntando que parte de dicho dinero procedería de cuentas ocultas de la familia de Jordi Pujol con dinero negro en Panamá.[450]
- Lituania: Algirdas Butkevičius, primer ministro de Lituania: «Cada país tiene que encontrar su propio camino y tiene derecho a la autodeterminación».[451] Posteriormente, a raíz de una queja emitida por el Gobierno español y la reunión del ministro español de Asuntos exteriores y la embajadora lituana Audra Plepyté, el Ministerio de Asuntos Exteriores lituano lamentó «la interpretación tendenciosa y errónea» a las palabras del primer ministro lituano.[452] También añadía «no se puede comparar la ocupación soviética de los países bálticos con la situación en España.»[453]
- Andorra: Antoni Martí Petit, Jefe del Gobierno de Andorra: «No puedo concebir que no exista la posibilidad de que alguien pueda votar sobre su futuro», «No me pronunciaré sobre el resultado de la consulta, eso concierne exclusivamente a los catalanes».[454]

### Otros partidos y políticos
- Internacional Liberal, organización de la que forma parte Convergència Democràtica de Catalunya. Hans van Baalen (holandés, presidente de la formación): «El gobierno español debería tomar ejemplo del británico y permitir una consulta a Cataluña».[455]
- Alianza de los Demócratas y Liberales por Europa, partido político europeo del que forma parte CDC. Graham Watson (británico, presidente del partido): «Yo creo en la democracia. Los catalanes han de tener el derecho a decidir. Así es la democracia».[456]
- Partido Popular Europeo, partido político europeo del que forman parte el PP y Unió Democràtica de Catalunya.
  - Antonio López-Istúriz (español, secretario general), calificó de «insolidario y egoísta» al movimiento independentista catalán y advirtió de que «cualquiera que lleve la secesión en su programa o en su acción de Gobierno debe saber que está condenado al aislamiento político y económico en Europa».[457]
  - Marie-Thérèse Sanchez-Schmid, eurodiputada: «Europa nunca ha cerrado las puertas a una Cataluña independiente», «Cataluña reúne todos los factores para, en caso de pedir su ingreso a la Unión Europea, este sea muy rápido», «Europa respectará el resultado de los referéndums escocés y catalán porque no puede ir contra la voluntad de los pueblos»[458]
- Eduard Kukan (exministro de Asuntos Exteriores de Eslovaquia): «La voluntad de la gente, al final, prevalecerá si se comportan con responsabilidad política y piden sus derechos»[459]
- Stéphane Dion exministro canadiense de Asuntos Intergubernamentales: «En Canadá es muy probable que esta pregunta [un referéndum con dos preguntas] fuese considerada un intento de manipular a los electores, porque no sería considerada clara.»[460]
- Alistair Carmichael, Secretario de Estado para Escocia —un territorio próximo en la fecha a celebrar su propio referéndum— del Reino Unido afirmó el 19 de noviembre de 2013 que mientras que la decisión sobre la independencia de Escocia sería tomada por los escoceses, debido a «claras diferencias constitucionales» la decisión sobre la independencia de Cataluña «debería ser tomada a nivel estatal».[461]
- Alex Salmond, primer ministro de Escocia y líder independentista afirmó que la diferencia clave entre el referéndum de independencia de Escocia y el proyecto de referéndum catalán es que el escocés es "un referéndum consentido, un acuerdo constitucional entre el Gobierno en Londres y el Gobierno en Escocia".[462]